# Luca Giordano
Luca Giordano (Napoli, 18 ottobre 1634 – Napoli, 12 gennaio 1705) è stato un pittore italiano, attivo soprattutto a Napoli, Madrid, Firenze, Venezia e Roma.

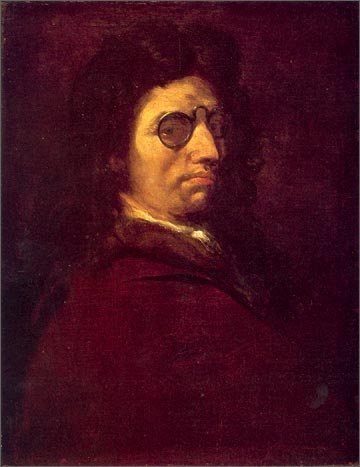
Autoritratto (1690 ca.) - Quadreria del Pio Monte della Misericordia, Napoli

Fu uno dei principali esponenti della pittura napoletana del Seicento, assieme a Jusepe de Ribera, Salvator Rosa, Battistello Caracciolo, Massimo Stanzione, Bernardo Cavallino, Aniello Falcone, Andrea Vaccaro e Mattia Preti, nonché uno dei più influenti esponenti del barocco europeo.
La parabola evolutiva artistica del pittore si estende su più di 50 anni di carriera, nella quale assimila e rielabora influenze da tutte le principali correnti pittoriche secentesche. Si avviò infatti alla pittura guardando al naturalismo di Caravaggio e, soprattutto, di Jusepe de Ribera, per poi rinnovarsi con lo stile neoveneto frutto degli studi dei grandi maestri classici del Cinquecento, su tutti Tiziano e Paolo Veronese, sfociando nel barocco più puro, dietro l'influenza di Peter Paul Rubens, Giovanni Lanfranco e Pietro da Cortona, inventandosi infine apripista alla stagione del rococò che si sarebbe aperta nel corso del Settecento.
Risulta a tutti gli effetti uno dei pittori più prolifici della storia dell'arte, avendo all'attivo più di mille opere eseguite, lavorando sia su committenza pubblica sia su quella privata, quest'ultima rappresentata anche da alcune delle più importanti famiglie e corti del continente (d'Avalos, Medici, reali di Spagna).

## Biografia

### Gli inizi (1650-1660)

#### Formazione
Luca Giordano nacque a Napoli il 18 ottobre 1634 da Antonio, mercante di quadri e modesto pittore pugliese, e Isabella Imparato; fu poi battezzato nella chiesa di Sant'Anna di Palazzo.
Cresciuto nella bottega del padre, presso il quale divenne collaboratore e per conto del quale andava in giro per la città a ricopiare le opere presenti nelle chiese napoletane, vede come prima opere in termini assoluti quelle compiute quando aveva dai sei (secondo le fonti del Celano) agli otto anni (secondo il Baldinucci e De Dominici), allorché completò la commessa non ultimata del padre, compiendo gli affreschi di due angioletti nel sottarco di accesso alla cappella di Sant'Onofrio della chiesa di Santa Maria la Nova di Napoli.
Le prime opere con datazione certa del Giordano, risalenti al 1653, sono l'incisione raffigurante il Cristo e l'adultera e una tavola con la Guarigione dello storpio (di cui oggi si è persa ogni traccia), provenienti dall'opera dell'incisore, pittore e trattatista tedesco Albrecht Dürer, massimo esponente della pittura tedesca rinascimentale, in cui confluivano le innovative istanze dell'arte italiana e quelle ormai consolidate della tradizione pittorica fiamminga. Il Giordano prenderà spunto dal Dürer in diverse occasioni durante gli esordi artistici, in maniera più o meno puntuale, probabilmente con lo scopo di perfezionare gli studi e la ricerca delle caratterizzazioni ed espressioni delle figure, come nell'Ecce Homo della Walters Art Gallery di Baltimora, nel Cristo dinanzi a Pilato del museo di Filadelfia e nei Giocatori di carte dello Staatliche Museen di Berlino.

#### Il caravaggismo di Ribera

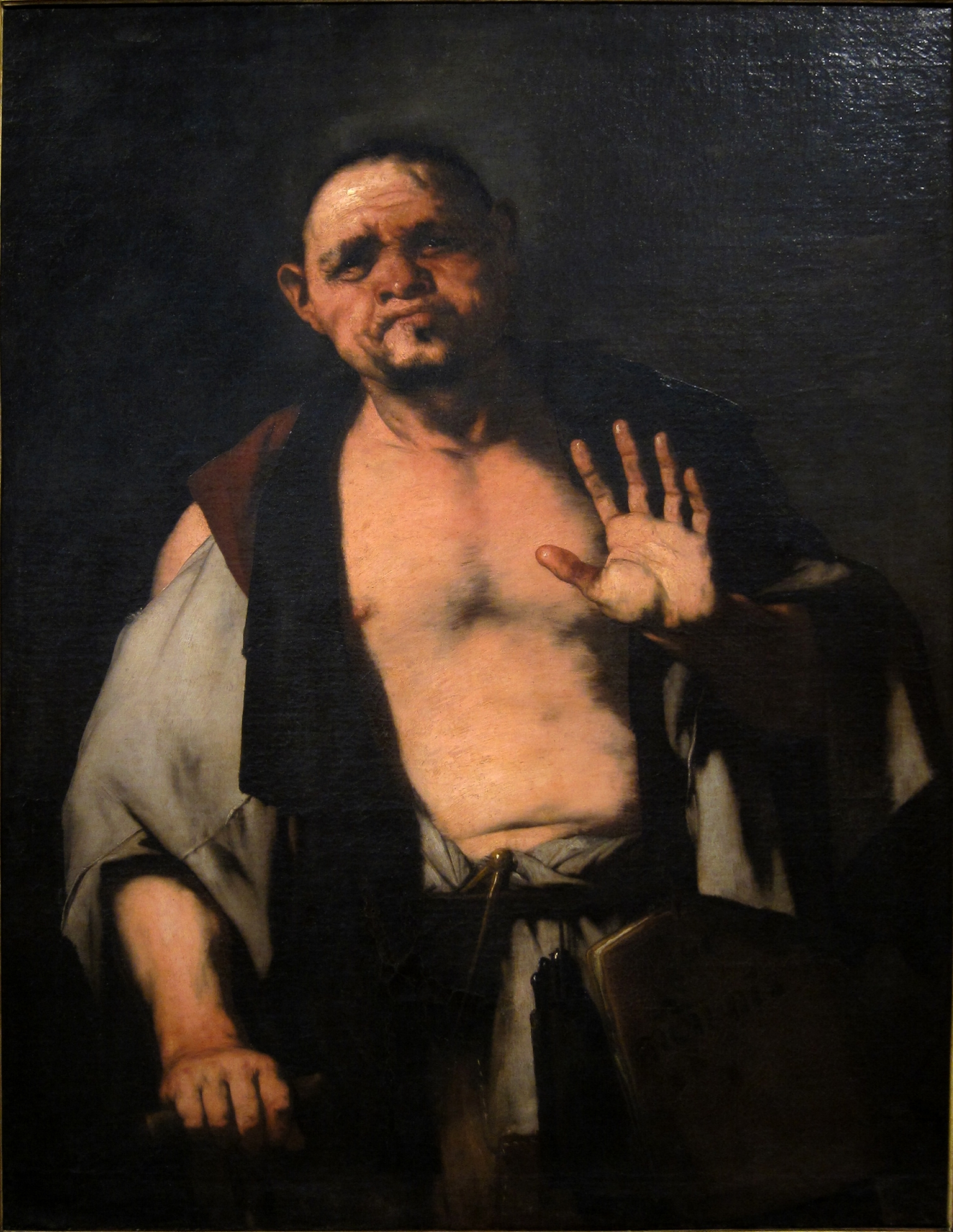
Cratete (1660) - Galleria di Palazzo Barberini, Roma

Non si hanno notizie puntuali circa le sue prime commesse, di certo si sa che la prima fase artistica del pittore napoletano era molto vicina al caravaggismo in generale, e più nello specifico al naturalismo di Jusepe de Ribera dei primi tempi, presso il quale fece apprendistato per circa nove anni, tant'è che alcuni storici del Settecento (tra cui anche il De Dominici) "liquidarono" questa fase di "tirocinio" appellandolo come "semplice" imitatore del maestro spagnolo.

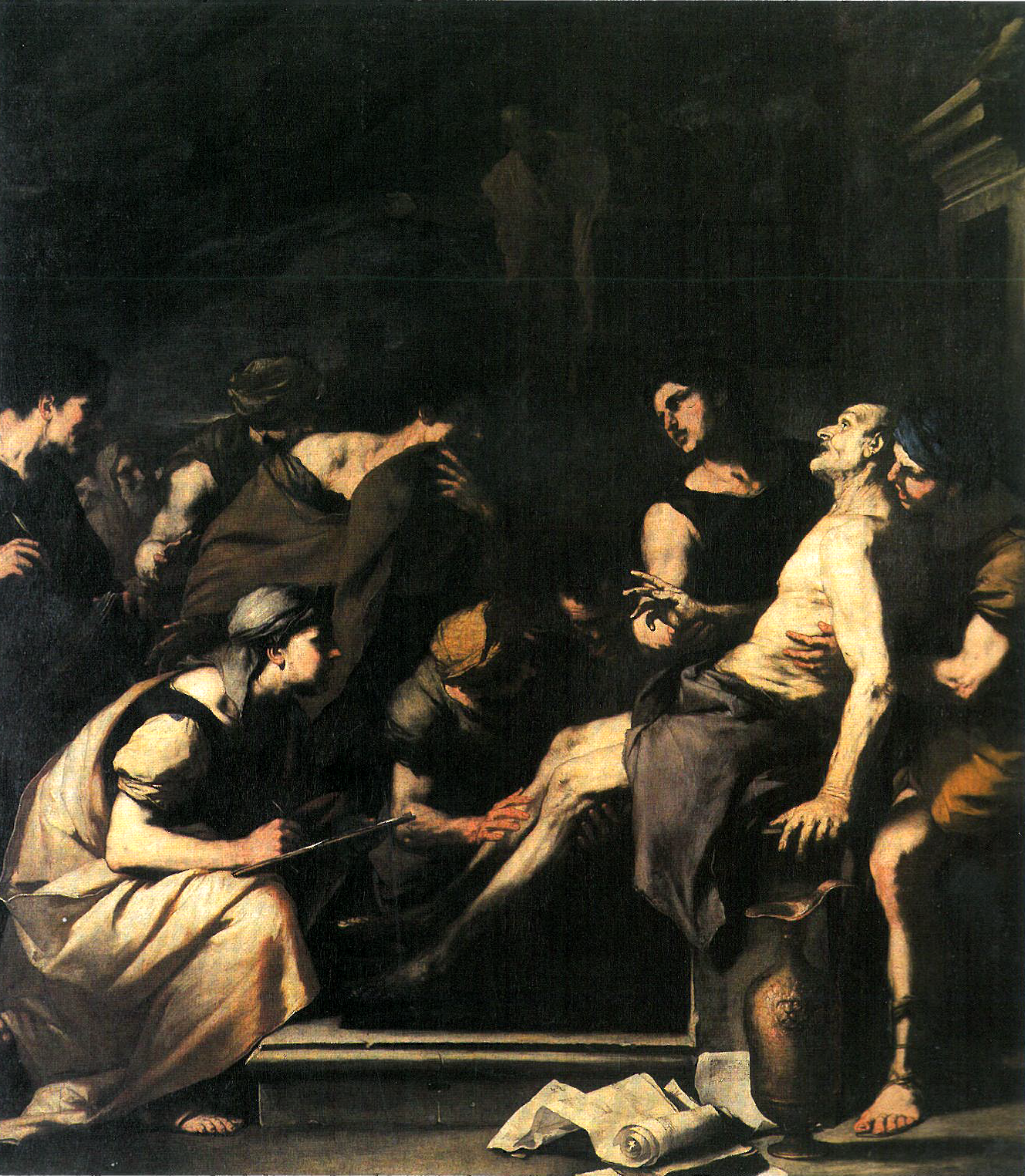
Morte di Seneca (1650-53) - Alte Pinakothek, Monaco di Baviera

In tal senso si segnalano pressoché tutto il gruppo di opere, a tema profano o religioso, compiute fino al 1660 circa, come le grandi tele del 1654 per la basilica di San Pietro ad Aram di Napoli, Traditio clavium e Incontro dei Santi Pietro e Paolo condotti al martirio, che rappresentano di fatto le prime opere con datazione certa del pittore giunte sino a oggi, ma anche quelle segnalate dallo stesso Giordano in una lettera da egli stesso scritta nel 1688 in occasione della redazione dell'inventario delle tele appartenenti alla collezione Vandeneynden, di proprietà del mecenate fiammingo Ferdinando, I marchese di Castelnuovo, dove cita proprie opere eseguite «alla maniera dello Spagnoletto», quindi l'Apollo e Marsia (probabilmente quella al Museo di Capodimonte di Napoli), la Crocifissione di sant'Andrea (probabilmente quella all'Alte Pinakothek di Monaco di Baviera) e il San Girolamo (nello stesso museo tedesco).
Ancora, si segnalano la Deposizione della Pinacoteca Nazionale di Bologna, la Morte di Seneca della pinacoteca di Monaco di Baviera, l'Abramo che scaccia Agar e il Loth con le figlie, entrambe alla Gemäldegalerie di Dresda, il San Sebastiano della Pinacoteca di Lucca, che riprende la postura della versione del Ribera al museo di San Martino a Napoli, seppur quest'ultima appartiene al periodo più luminista del pittore spagnolo, mentre il Giordano la ripete in chiaroscuro, il San Luca che ritrae la Vergine del museo di Ponce, in Porto Rico, uno dei capolavori di questa fase giovanile del Giordano, dove il pittore ritrae sé stesso nella figura del santo, e l'Estasi di san Francesco del museo di Lisbona.

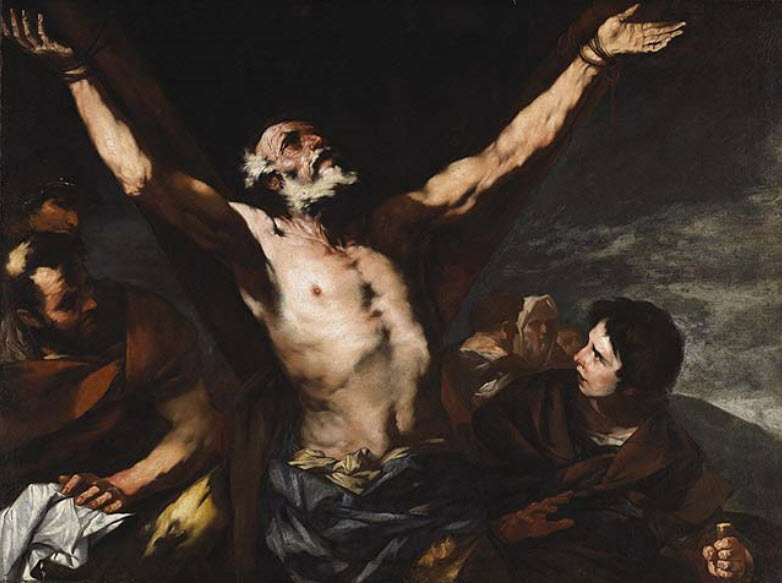
Crocifissione di sant'Andrea (1660) - National Gallery, Ottawa

Fanno inoltre parte della maniera riberesca, in particolar modo, le due serie di Filosofi, con anche i Democriti, sparse in svariati musei internazionali, compiute a cavallo tra gli anni cinquanta e i sessanta del Seicento, che in modo evidente rimandano alla ritrattistica di figure riprese dal vero, come pezzenti e dalle forti caratterizzazioni fisionomiche e accentuata intensità espressiva, alla maniera della serie dei Sensi, di santi e di filosofi dipinta dal Ribera circa quarant'anni prima, dove nei due ritratti conservati alla pinacoteca di Monaco, in Germania, raffigurò in uno sé stesso mentre nell'altro il padre.
Chiudono questa prima fase artistica le due dispute Tra filosofi e teologi del museo di Bordeaux, dove il concitato pittoricismo mostra già un deflusso dello stile riberesco in favore di una pittura più intensa sotto il profilo cromatico e più rischiarata, la Fucina di Vulcano dell'Ermitage di San Pietroburgo, il Ratto di Deianira della Galleria regionale di Palazzo Abatellis a Palermo, la Crocifissione di sant'Andrea della National Gallery di Ottawa, in Canada, il Cristo e l'adultera di privata collezione napoletana e l'Apollo e Marsia del Museo di Capodimonte di Napoli, vero e proprio omaggio al maestro spagnolo con la ripresa della sua composizione ritratta nella tela già in collezione d'Avalos e anch'essa poi confluita a Capodimonte.

#### Gli studi a Roma e Venezia

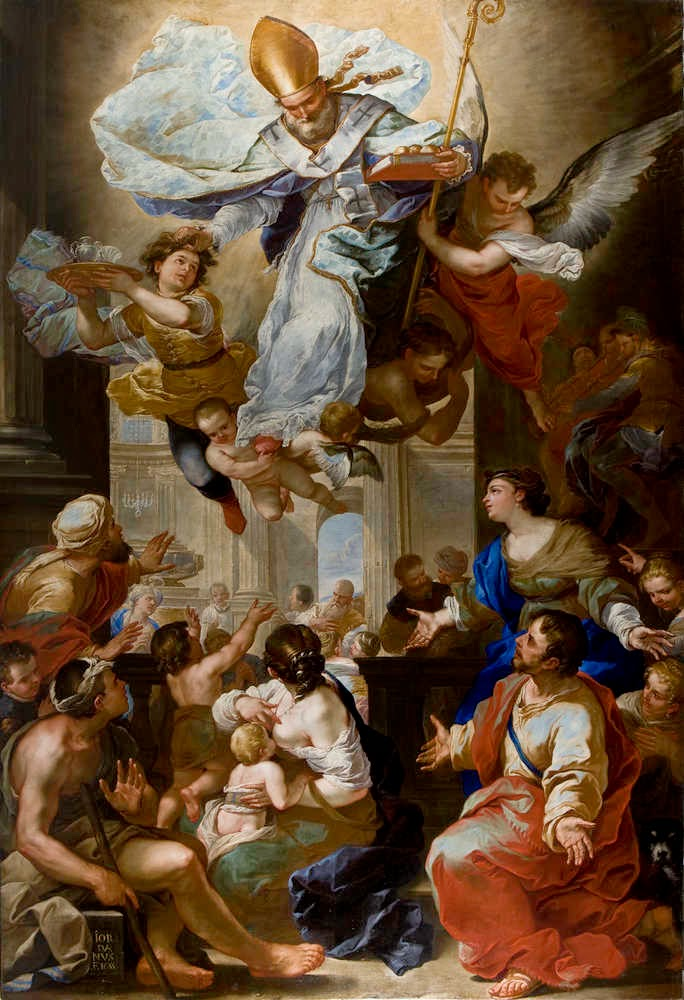
San Nicola di Bari salva il fanciullo coppiere (1655) - Chiesa di Santa Brigida, Napoli

Le evoluzioni pittoriche che interessarono Luca Giordano durante la sua carriera furono diverse e comunque mai nette e decise, con un determinato anno che ha segnato il "prima" e il "dopo" di quel momento. Infatti se è vero che le pitture di matrice riberesca compiute dal Giordano hanno riguardato il decennio che va fino al 1660, è altrettanto vero che comunque una prima sterzata stilistica nell'opera del pittore si riscontra già a partire dal 1655 circa, con opere che iniziano ad assumere connotazioni veronesiane.

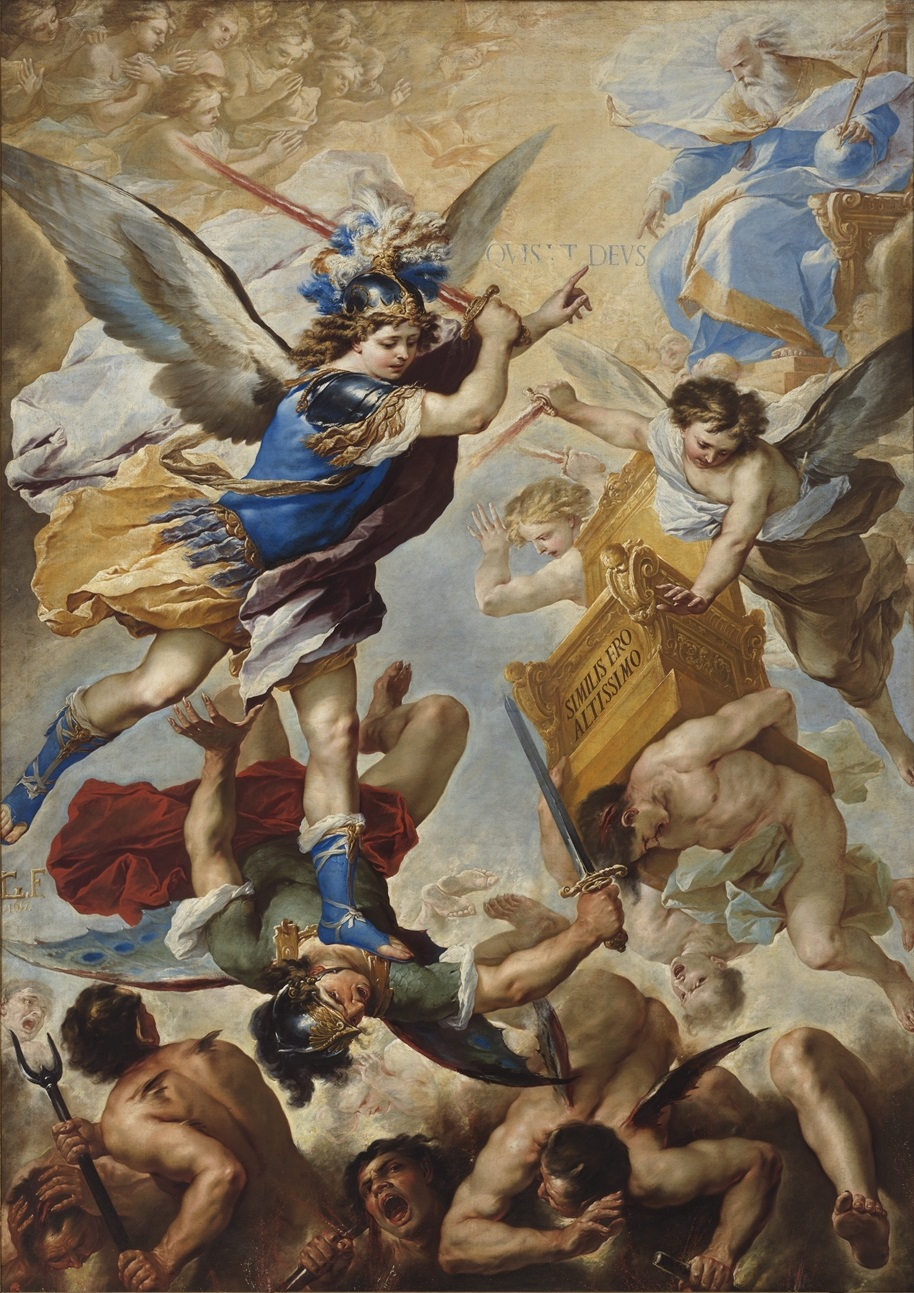
San Michele Arcangelo sconfigge gli angeli ribelli (1657) - Chiesa dell'Ascensione a Chiaia, Napoli

La pala del San Nicola di Bari salva il fanciullo coppiere per la chiesa di Santa Brigida a Napoli è di fatto l'opera che segna questo passaggio; la stessa infatti è costruita sullo stile di Paolo Veronese e risente del neo-venetismo barocco con soluzioni che ricalcano quanto proposto da Pietro da Cortona a Palazzo Barberini a Roma, come la donna di spalle con due bambini, che pare esser ripresa dall'affresco del Berrettini dove raffigura nella volta del salone del palazzo romano l'Allegoria dell Giustizia. Nascono in questa fase capolavori dell'opera del Giordano, per lo più grandi composizioni religiose a taglio verticale, caratterizzate da intensi cromatismi e un'accentuata velocità nelle pennellate, quindi le due pale della Sant'Anna e la Vergine e il San Michele Arcangelo che sconfigge gli angeli ribelli (quest'ultima prima di una serie di opere a medesimo soggetto che costituiranno di fatto alcuni dei lavori più notevoli del pittore) entrambe del 1657 per la chiesa dell'Ascensione a Chiaia, la Madonna del Rosario per la chiesa della Solitaria, il Sant'Agostino con santa Monica (inviato a Madrid per la chiesa de la Encarnacion), le due sontuose pale del 1658 per la chiesa di Sant'Agostino degli Scalzi, l'Estasi di san Nicola da Tolentino e l'Elemosina di san Tommaso da Villanova, il San Nicola in gloria, per la chiesa di San Nicola a Nilo, oggi al Museo di Castel Nuovo, la Santa Lucia condotta al martirio del Museo di Capodimonte, datata 1659, e la Strage gli innocenti dell'Alte Pinakothek di Monaco.
Questi fatti hanno indotto la storiografia ufficiale a ritenere che il Giordano avesse svolto un viaggio a Venezia antecedente al 1655, cosa non del tutto fuori luogo in quanto i biografi del tempo riferiscono tutti unanimemente che il pittore eseguì diversi viaggi in età giovanile a Roma (almeno due, uno nel 1650, accompagnato dal padre, e un altro nel 1654 della durata di sei mesi l'uno) con lo scopo di studiare le opere antiche e degli uomini insigni di Michelangelo, Raffaello, dei Carracci, Correggio, Rubens e Caravaggio. Si applicò a ricopiare le opere di questi maestri perfezionandosi quindi nel disegno, frequentando anche la bottega di Pietro da Cortona e di altri pittori della scuola neo-veneta. Tuttavia, non contento di ciò che gli offriva Roma in termini di pittura veneziana, volle trasferirsi nella città lagunare per apprendere meglio la lezione dei maestri locali, tappa questa che, tuttavia, non è confermata da tutti i biografi del tempo, ma solo da alcuni di questi, comunque i più precisi sul tema (De Dominici, Baldinucci, Boschini).

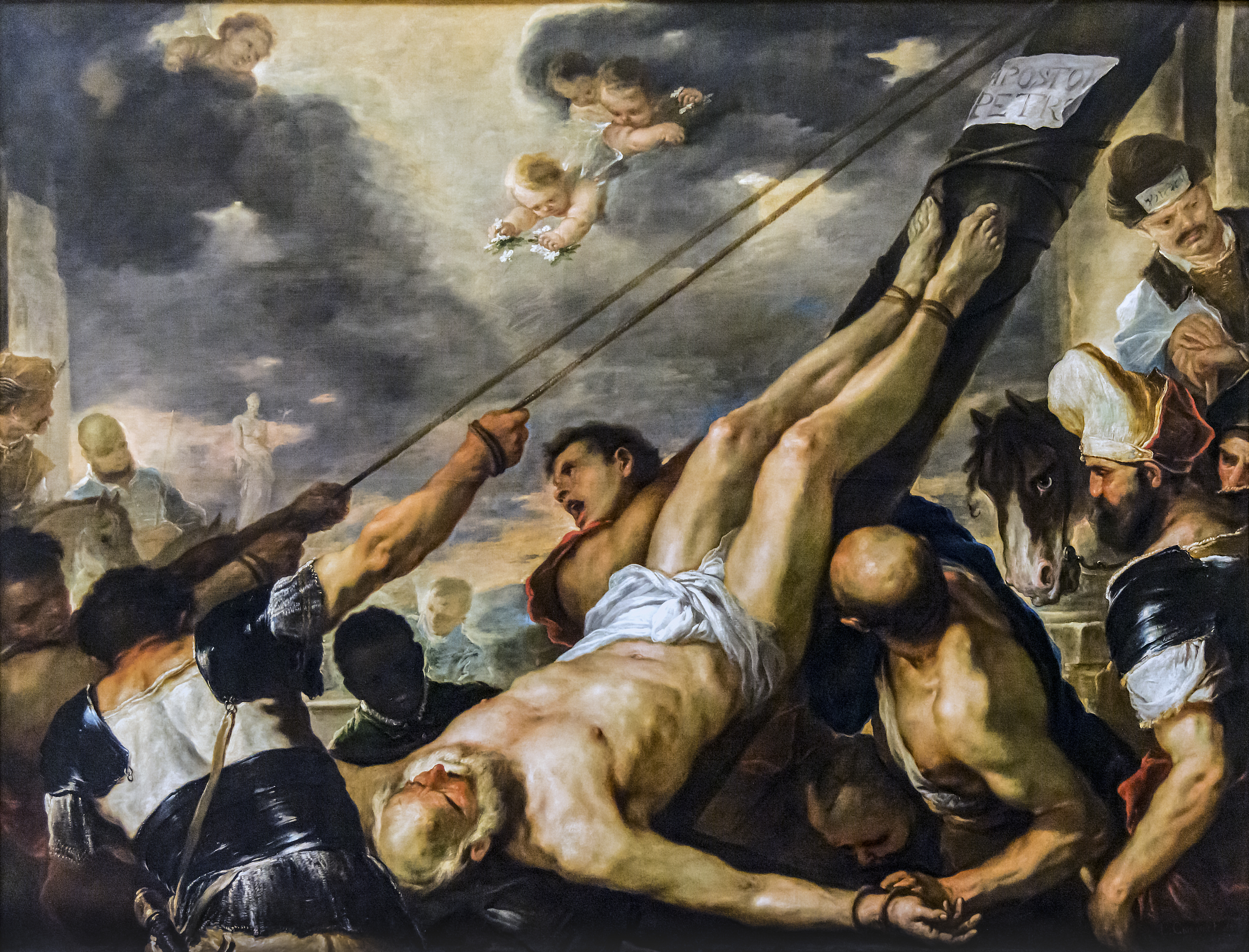
Crocifissione di san Pietro (1659-60) - Gallerie dell'Accademia, Venezia

Nel 1658, poco più che ventenne, prende in sposa Margherita Dardi e si rende indipendente dal padre. Chiudono il primo decennio, intenso e molto prolifico sotto il profilo lavorativo, dipinti di matrice veronesiana con rimandi anche a Rubens, soprattutto nella fluidità e plasticità delle figure ritratte, come la Crocifissione di san Pietro delle Gallerie dell'Accademia di Venezia, la Vocazione dei santi Pietro e Andrea, la Vocazione di san Matteo, il Banchetto di Erode e le Nozze di Cana della certosa di San Martino a Napoli, la Circoncisione del Museo Nazionale di Bucarest, il Cristo tra i dottori della Galleria nazionale d'arte antica di Palazzo Corsini a Roma, l'Allegoria della Pace della Galleria Nazionale di Palazzo Spinola a Genova e Rubens che dipinge l'allegoria della Pace del Museo del Prado di Madrid.

### La prima maturità (1660-1680)

#### Le commesse napoletane del viceré de Bracamonte (1660-1664)

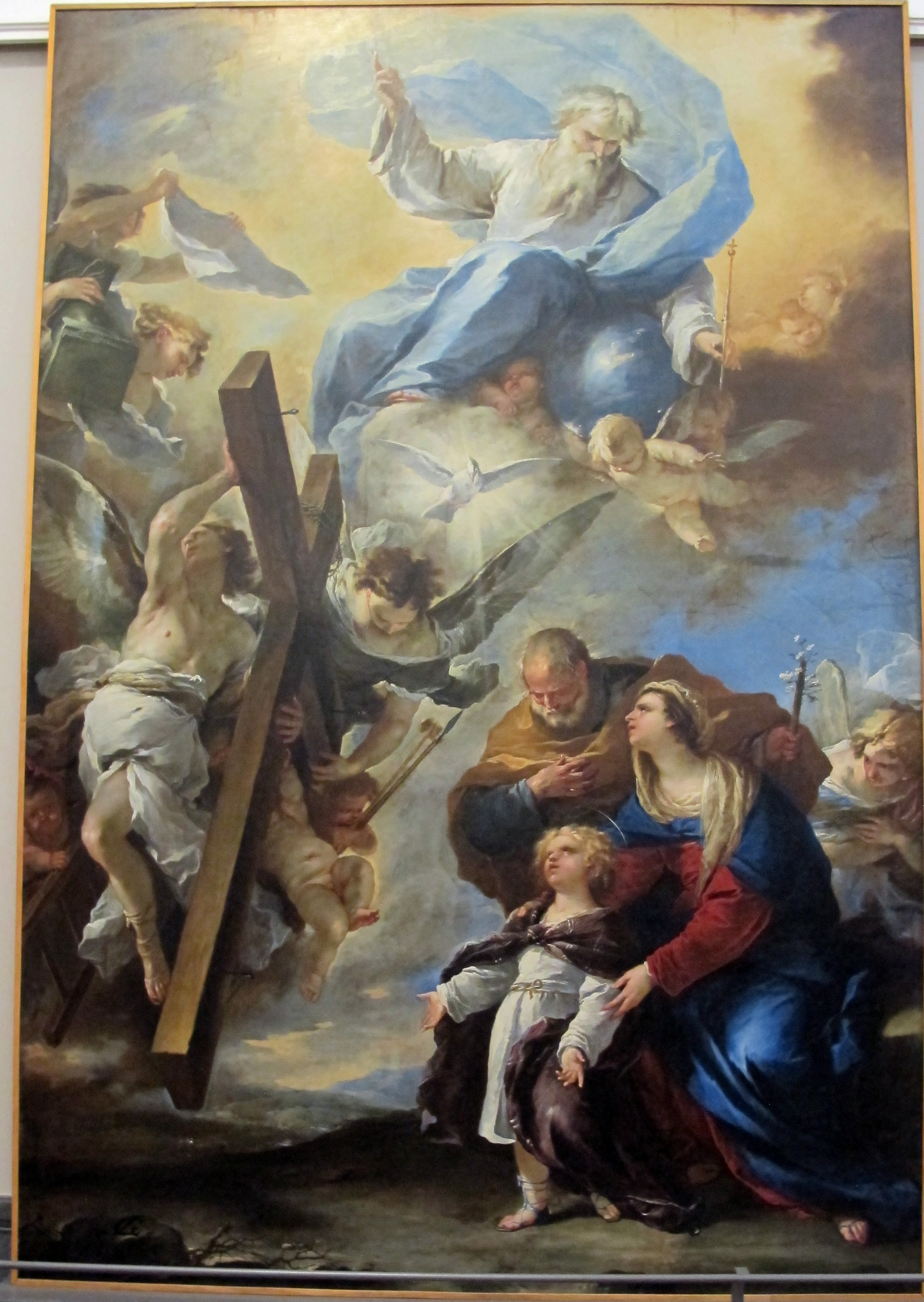
Sacra Famiglia che ha la visione dei simboli della Passione (1660) - Museo di Capodimonte, Napoli

Tra le prime grandi commesse che il Giordano ebbe all'avvenire del nuovo decennio, vi furono quelle del cardinale Ascanio Filomarino, che chiese per le quattro portelle dell'organo del Duomo di Napoli le raffigurazioni per due delle stesse, della Vergine annunziata con l'Angelo annunziante, mentre nelle altre due sono raffigurati i Santi protettori di Napoli.
Tuttavia costituisce momento di particolare rilevanza sul profilo artistico del pittore, la commessa ricevuta dal viceré di Napoli dal 1659 al 1664, Gaspar de Bracamonte, conte di Peñaranda, di fatto il finanziatore degli ammodernamenti interni della chiesa dei Santi Giuseppe e Teresa a Pontecorvo di Napoli. Sul filone del primo nucleo di tele del decennio precedente è infatti la grande pala del 1660 compiuta, su richiesta del Bracamonte, per l'altare maggiore della, oggi conservata nel Museo di Capodimonte, dove il pittore eseguì l'inusuale scena della Sacra Famiglia che ha la visione dei simboli della Passione. Da questo momento in poi, tra il pittore napoletano e il viceré nacque un vero e proprio sodalizio lavorativo, uno dei suoi principali committenti, sia per opere pubbliche da destinare nelle chiese napoletane, sia per la personale raccolta d'arte, che avrebbe poi portato con sé in Spagna alla fine del suo mandato. Innanzitutto per lo stesso viceré il Giordano fu incaricato di eseguire anche una replica della stessa tela, di formato leggermente ridotto, oggi poi confluita al Louvre di Parigi (esposta però al museo di Saint-Étienne).
Appartengono agli incarichi del Bracamonte, quindi, anche altri due capolavori assoluti del Giordano di questa prima maturità artistica, come il San Gennaro che intercede presso la Vergine, Cristo e il Padre Eterno per la cessazione della peste del 1656, ordinata dal viceré come voto per la cessazione della peste del 1656, e i Santi protettori di Napoli che adorano il Crocifisso, entrambe datate 1662 ed eseguite per la chiesa di Santa Maria del Pianto (oggi conservate a Capodimonte), nonché i due dipinti del Riposo nella fuga in Egitto e la Sant'Anna con la Vergine bambina e san Gioacchino, per la chiesa di Santa Teresa a Chiaia, che in questo contesto hanno la peculiarità di essere questa volta, sì sempre grandi composizioni, però, a differenza delle precedenti opere, inscenate a taglio orizzontale (300×450 cm).
Nelle raccolte private del viceré facevano invece parte un altro cospicuo gruppo di tele che lo stesso invierà poi nel 1669 al convento delle carmelitane scalze di Peñaranda de Bracamonte, luogo di culto da lui stesso fondato, dove tuttora sono; fanno parte dell'elenco l'Annunciazione, il Cristo che cade sotto la croce, la Deposizione di Cristo, l'Ecce Homo, l'Orazione nell'orto degli ulivi e infine la Transverberazione di santa Teresa, che per qualità risulta essere la più pregevole. Un'altra versione dell'Annunciazione, compiuta replicando quella che Tiziano ha eseguito per la chiesa di San Domenico Maggiore a Napoli, fu invece inviata nella Congregazione del Cristo de San Ginés a Madrid.

#### La serie mitologica per i D'Avalos e le pitture classiciste (1663-1664)

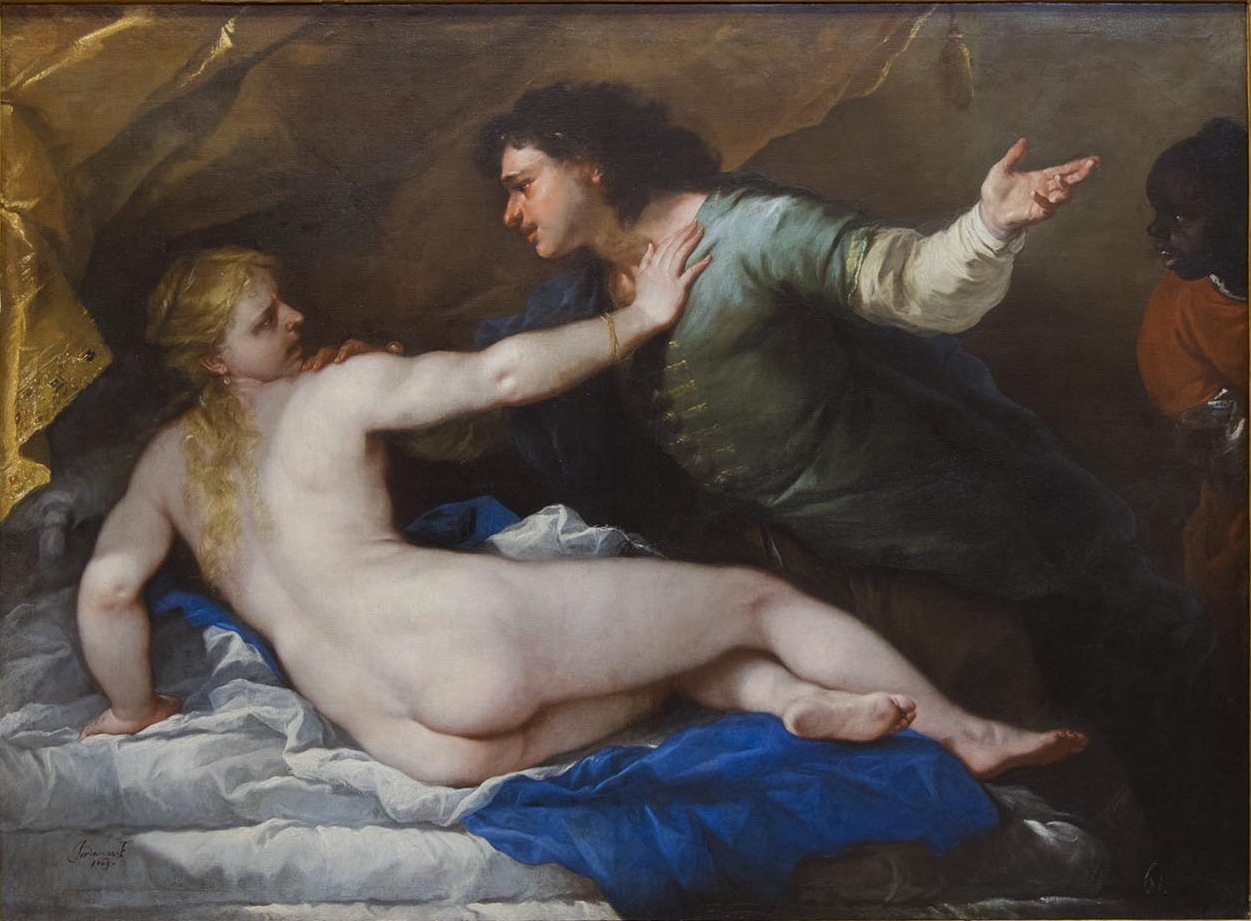
Lucrezia e Tarquinio (1663) - Museo di Capodimonte, Napoli

Alla metà degli anni sessanta del Seicento risale un gruppo di tele a soggetto mitologico, di gusto prettamente classicheggiante, di formato per lo più simile, a taglio orizzontale, che il pittore eseguì per arricchire le collezioni private dei suoi committenti, come quelle per la famiglia d'Avalos che il nobile Don Andrea, marchese di Montesarchio, possedeva nella sua residenza in Abruzzo, poi spostata a Napoli.

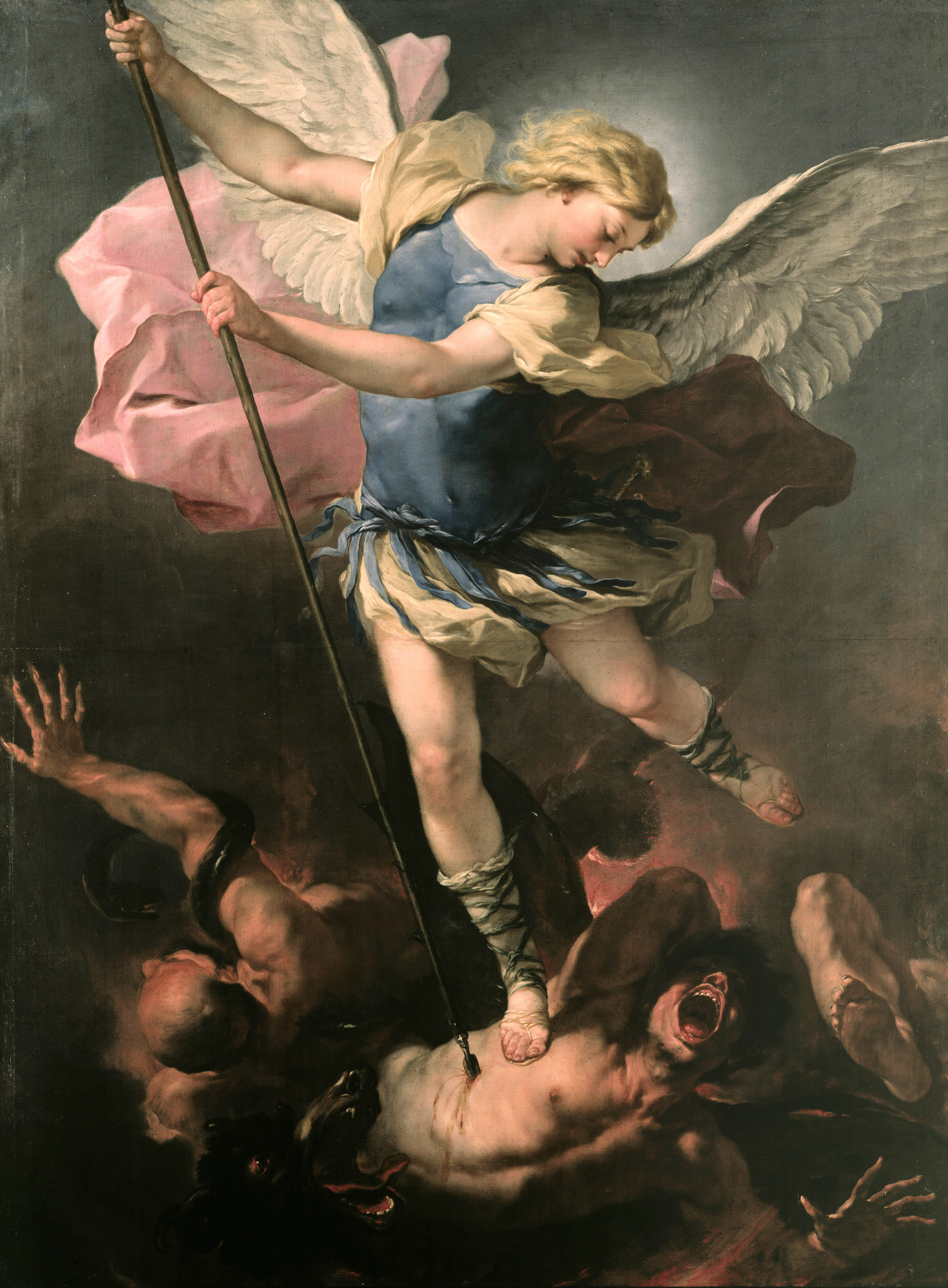
San Michele Arcangelo che sconfigge gli angeli ribelli (1663-64) - Staatliche Musee, Berlino

Le opere mostrano il Giordano sotto ancora un'altra inedita veste: le tele in questione infatti, rispetto anche alle altre a soggetto mitologico antecedenti, che erano di impianto naturalista riberiano, appaiono più composte e in linea con i pittori classici che poté ammirare in uno dei suoi soggiorni studio a Roma, come Guido Reni o Nicolas Poussin. Si segnalano in questa fase: la Venere dormiente con satiro, la Venere, Cupido e satiro e la Lucrezia e Tarquinio, tutte già in collezione d'Avalos e oggi al Museo di Capodimonte, e La gioventù tentata dai vizi del Städelsches Kunstinstitut di Francoforte.
A questa fase risalgono altre tele di matrice reniana, come la pala d'altare della Visitazione nella chiesa di Santa Maria dei Raccomandati a San Demetrio dei Vestini, In Abruzzo, o come la grande opera del San Michele Arcangelo che sconfigge gli angeli ribelli, dello Staatliche Museen di Berlino, uno dei capolavori assoluti del Giordano, dove il pittore mette in luce nella scena la medesima "delicatezza" pittorica e di colorito della tela del 1638, a medesimo soggetto, che il pittore bolognese lasciò a Roma nella chiesa di Santa Maria della Concezione.
Al 1665 circa il Giordano riceve i saldi di alcuni suoi lavori completati in precedenza, come quelli di Santa Maria del Pianto a Napoli o quello del Duomo di Cosenza, dove esegui l'Immacolata e Dio Padre. I pagamenti vengono riscossi tuttavia dal padre, in quanto, già dal 1664, il pittore napoletano aveva dato procura al familiare di riscuotere per suo conto i saldi ancora non ricevuti, in quanto di lì a breve sarebbe dovuto partire per in lungo viaggio.

#### A Venezia (1664 e 1674)
Al netto di tutte le fonti storiche presenti, che tra loro presentano dettagli discordanti, intorno alla metà degli anni sessanta del Seicento il Giordano compie un ulteriore viaggio a Venezia, facendo prima tappa a Firenze. A differenza di quello compiuto intorno al 1653, in questa occasione il viaggio non sarà per studio, ma bensì per lavoro.
Tra la fine del 1664 e gli inizi del 1665, infatti, il marchese Agostino Fonseca invitò Giordano a Venezia per compiere sei quadri che erano stati già richiesti dal 1662 tramite il suo intermediario a Napoli, Sebastiano Lopez Hierro de Castro. Il pittore, che si recò nella città lagunare con i connotati "ribereschi", eseguì comunque dipinti sia per il Fonseca sia per edifici di culto, riuscendo a rispondere positivamente a tutti desideri della committenza. Tra queste si segnalano la commissione della pala con l'Assunzione della Vergine per la chiesa di Santa Maria della Salute, che sarà eseguita nel 1667 e spedita da Napoli dove era intanto tornato nell'estate del 1665, così come l'Annunciazione per la chiesa di San Nicolò da Tolentino, sempre Venezia, la Madonna delle Grazie con le anime del Purgatorio, nella chiesa di San Pietro di Castello, la Deposizione delle Gallerie dell'Accademia, riberesca e rubensiana nello stile, e la Madonna col Bambino, san Giuseppe e sant'Antonio da Padova, già nella chiesa dello Spirito Santo e poi ricollocata dal 1809 nella Pinacoteca di Brera di Milano. Le tele dipinte in questa fase assumono connotazioni prettamente riberesche più che veneziane, seppur il Giordano abbia già avuto modo di sperimentare, con discreto successo, le nuove soluzioni neovenete. Probabilmente ciò avvenne perché il pittore aveva esigenza di rispondere a una committenza che lo aveva ingaggiato con la consapevolezza di quello che fosse il suo "modus pittorico", ossia "alla maniera del Ribera".

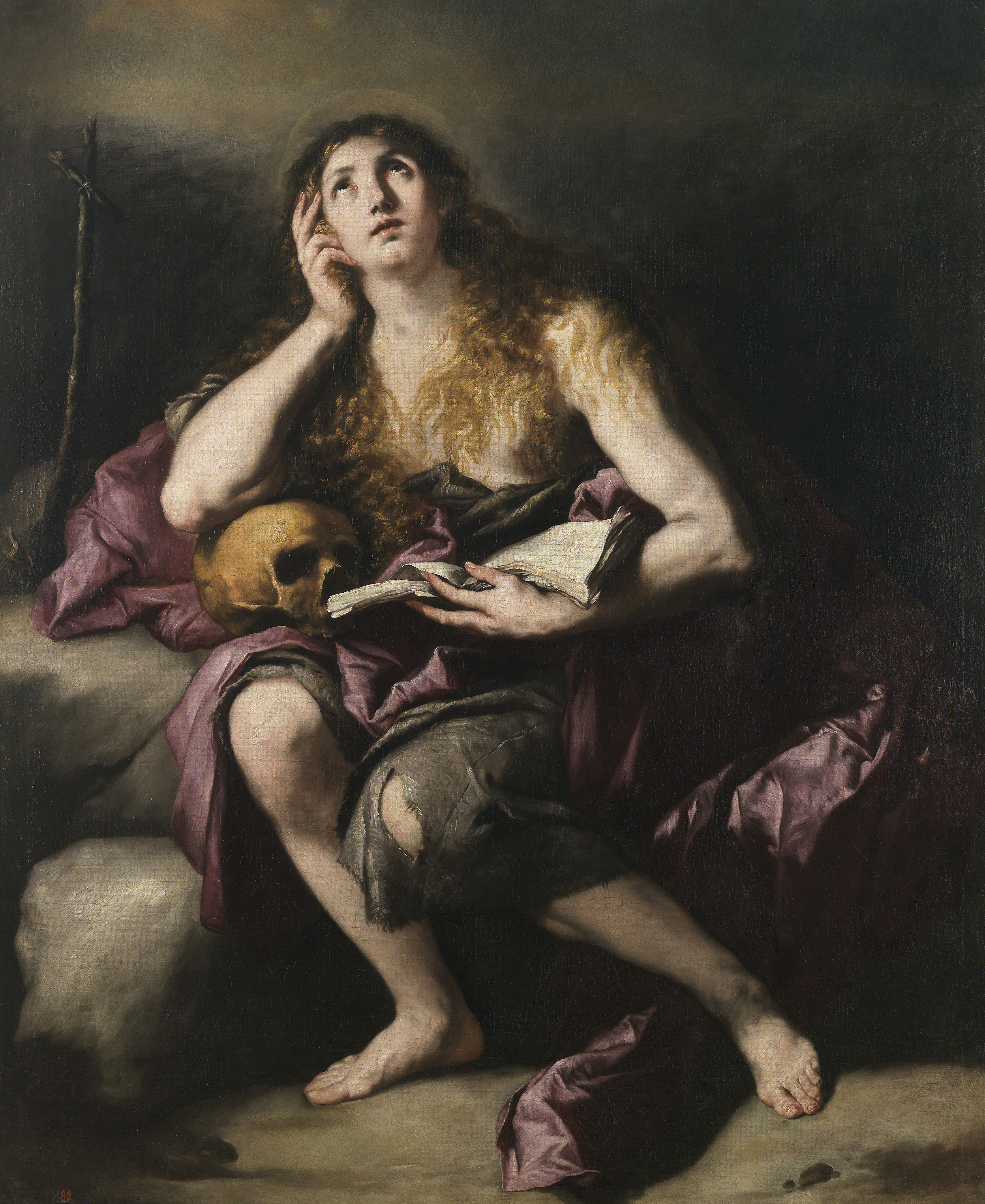
Maddalena penitente (1660-65) - Museo del Prado, Madrid.

Risalgono sempre al periodo veneziano anche le due tele della Maddalena, entrambe di matrice riberesca, una in estasi, che risulta essere una replica, almeno per quanto riguarda la composizione, di un'altra dello Spagnoletto conservata al Museo di San Fernando di Madrid, tuttavia con la lucentezza che richiama la maniera di Tiziano, e l'altra quella penitente, che è conservata al Museo del Prado e che le fonti storiche secentesche la ricordano nel palazzo veneziano della famiglia Lumaga, fino a passare nel 1746 nelle raccolte reali spagnole.
I consensi artistici avuti durante il soggiorno veneziano consentirono al pittore di instaurare relazioni con la nobiltà locale così solide al punto da riuscire a conservare legami fino agli anni '80 inoltrati del XVII secolo, nonché a ottenere nuove commesse anche una volta che il pittore avesse fatto ritorno (nel 1665) nella città partenopea.
Nel 1674 circa il pittore fece ritorno in terra veneta, eseguendo questa volta lavori (direttamente in loco o spedite da Napoli) non solo per la città lagunare, ma anche per altre circostanti, come Padova, Verona e Vicenza. A differenza dei dipinti fatti durante il primo soggiorno, in questa circostanza le opere compiute non assumono più le vesti di quelle riberesche, ma bensì risultano "rinfrescati" in linea con i modi neoveneti che lo stesso Giordano aveva "lasciato" a Napoli prima del suo primo temporaneo soggiorno veneziano del 1665.
Furono quindi compiute in questa occasione le due sontuose tele della Natività di Maria e della Presentazione di Maria al Tempio, che il Boschini le descrisse così apprezzate da indurre i mercanti dell'epoca a copiarle per rivenderle come autografe, sempre per la chiesa di Santa Maria della Salute di Venezia, dove aveva già lavorato in occasione del primo soggiorno; lasciò inoltre altre due grandi tele nella chiesa di Sant'Aponal, con la Strage degli innocenti e il Cristo che caccia i mercanti dal tempio. Risultano invece al 1675 i pagamenti ricevuti a saldo per due tele spedite da Napoli da collocare nella basilica di Santa Giustina di Padova, dove sono altre due grandi scene dipinte, quali il Martirio di san Placido e la Morte di santa Scolastica, nonché a Verona, dove fu inviato il Beato Bernardo Tolomei battuto dai demoni, del 1676, per la chiesa di Santa Maria in Organo, oppure a Vicenza, dove furono spedite nel 1675 circa le Nozze di Cana e Betsabea al bagno, oggi alla Pinacoteca Civica.

#### A Napoli (1665-1680)

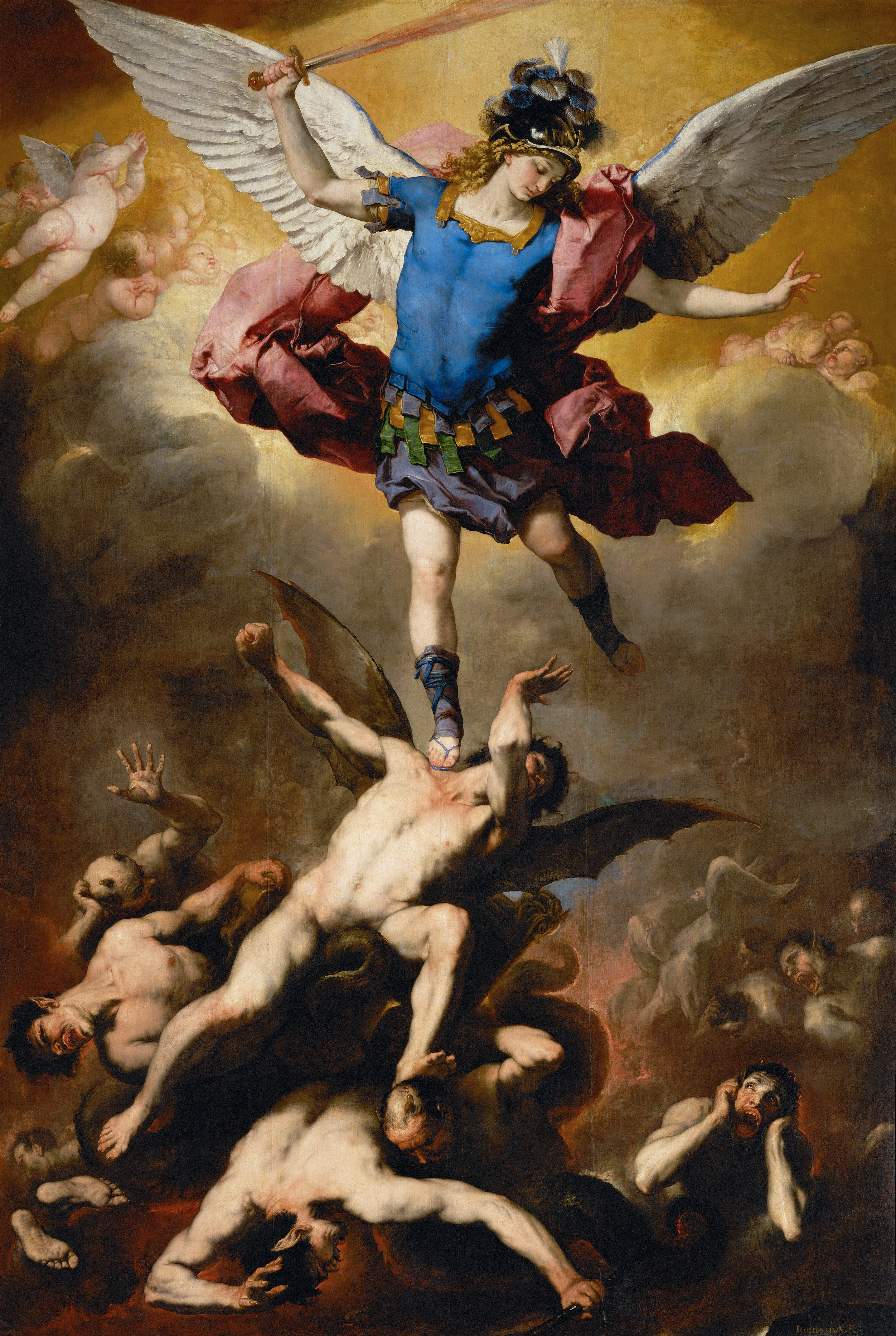
San Michele Arcangelo sconfigge gli angeli ribelli (1666) - Kunsthistorisches Museum, Vienna

Giunto a Napoli nell'estate del 1665, dov'è segnalato già nel luglio di quell'anno, dopo sei mesi di soggiorno veneziano, il Giordano compie un altro dei capolavori assoluti del suo catalogo, nonché la terza edizione di un soggetto fin dai suoi esordi molto caro al pittore, ossia il San Michele Arcangelo che sconfigge gli angeli ribelli, conservato al Kunsthistorisches Museum di Vienna. L'opera si mostra diametralmente opposta nello stile e nella scenografia rispetto a quella compiuta dieci anni prima per la chiesa dell'Ascensione a Chiaia di Napoli, in questa nuova versione infatti la scena appare scandita su due registri, dove in quello superiore è in mostra il san Michele in chiave classicheggiante, di gusto reniano, mentre in quello inferiore il gruppo di demoni richiama in maniera esplicita quelli che usava dipingere il Ribera.
Al 1668 risale invece l'affresco nella volta della sacrestia della Reale cappella di San Gennaro, interna al Duomo di Napoli, con il santo in gloria compiuto assieme ad altre scene dipinte su rame incastonate nei timpani della mobilia e negli inginocchiatoi della stessa sala, a conclusione di tutto l'apparato decorativo di cui il Giordano fu investito dell'incarico circa tre anni prima.

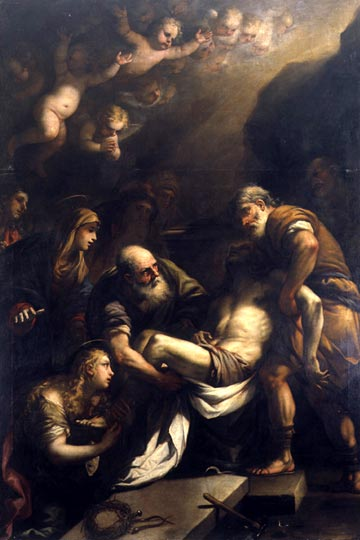
Deposizione (1671) - Quadreria del Pio Monte della Misericordia, Napoli

Il 19 gennaio 1664 il fratello Nicola donò al Giordano un appezzamento di terreno dell'estensione di 5 moggia nelle pertinenze del comune di San Giorgio a Cremano, città alle porte di Napoli. A questo il pittore aggiunse nel 1669 un altro terreno di 26 moggia con casa, cantina e attrezzature vinicole, stabilendo lì, in quella che è l'attuale Villa Marulli, la propria dimora estiva. Al 1669 risale la nascita del figlio primogenito del pittore, Lorenzo, mentre nel 1671 compie la notevole pala dell'altare laterale sinistra della chiesa del Pio Monte della Misericordia di Napoli, con la scena della Deposizione richiesta dalla committenza per sostituire la preesistente versione compiuta da Giovanni Baglione qualche anno prima. La tela vide il ritorno, ancora una volta, seppur mediante mediazioni pretiane nell'uso della luce, al modello riberesco, ciò anche in quanto risultava necessario allinearsi al decorum dell'ambiente, dove dominava su tutte le tele laterali la pala della Misericordia del Caravaggio. La scena farà da apripista a una serie di deposizioni di Cristo tutte di stampo naturalista, una data in prestito al Museo del Sannio di Benevento dai depositi di Capodimonte, una al Phillbrook Art Center di Tulsa e un'altra all'Ermitage di San Pietroburgo.
Tuttavia non mancano, anche in questa fase di "ritorno alle origini" del pittore, grandi tele di matrice neoveneta, rapide nella stesura e intense nell'uso cromatico, secondo i modi acquisiti dopo i primi viaggi studio a Roma e Venezia dei primi anni '50 del Seicento, come le tre pale per la chiesa di San Giuseppe a Chiaia, le due per Santa Teresa a Chiaia a Napoli, la sontuosa tela della Natività della Vergine per la chiesa di San Ciro di Portici, le quattro (Predica di San Vincenzo Ferreri, Madonna che dà lo scettro a san Giacinto e il Bambin Gesù che dà l'anello a santa Rosa da Lima e un'altra santa Domenicana, San Nicola in gloria con il beato Ceslao Polacco e san Luigi Bertrando, Estasi della Maddalena) per le cappelle laterali della chiesa di Santa Maria della Sanità di Napoli, nonché le quattro eseguite per la chiesa della Santissima Annunziata a Gaeta.

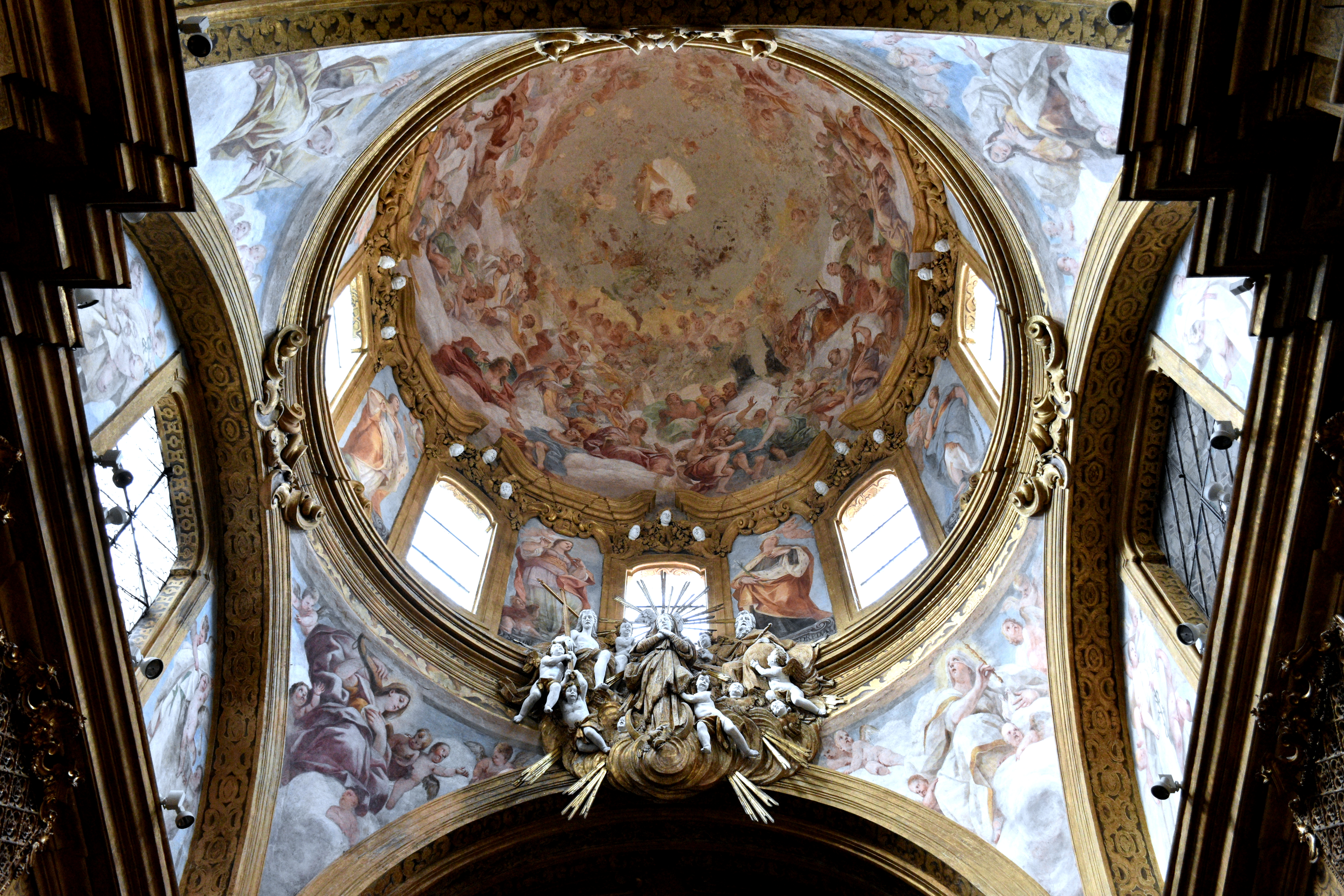
Cupola della chiesa di San Gregorio Armeno (1671) - Napoli

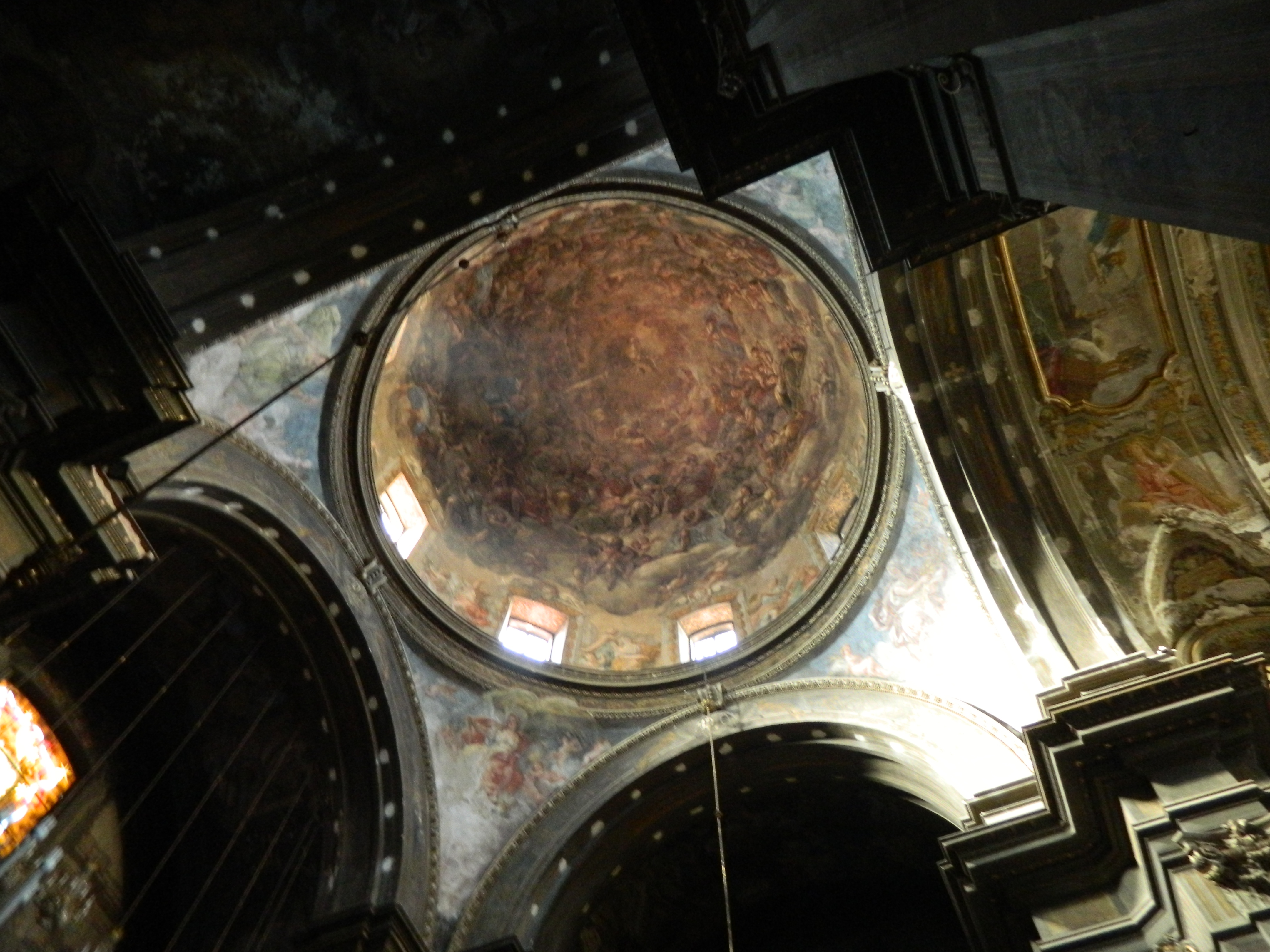
Cupola della chiesa di Santa Brigida (1678) - Napoli

Il 1671 risulta essere una data cruciale nella vita pittorica del Giordano, in quanto viene chiamato all'esecuzione del suo primo grande ciclo di affreschi, modo pittorico questo che, più in generale, a partire da questa data diverrà sempre più usato e richiesto dal Giordano, non anche con entusiasmanti risultati, e che meglio di qualunque altro diverrà elemento di spicco della seconda maturità del pittore, contraddistinguendo la sua arte fino alla fine della sua vita. Fu quindi incaricato in quell'anno di affrescare la volta e le pareti del tamburo della cupola della chiesa di San Gregorio Armeno, dove compì la Gloria in Paradiso di san Gregorio Armeno e otto sante dell'ordine benedettino con l'uso del colorito di Pietro da Cortona e nello stile compositivo del Lanfranco, che circa quaranta anni prima, nella Reale Cappella di San Gennaro del Duomo di Napoli, aveva "dettato le regole" della decorazione delle calotte delle cupole; nel 1677-1678 fu invece la volta degli affreschi della chiesa dell'abbazia di Montecassino, oggi distrutti, che tuttavia essendo incastonati entro cornici di stucco, vivevano ancora quella "costrizione" tipica delle storie ad affresco rinascimentale (o manierista); nel 1678 fu di nuovo occasione di decorare una cupola, quella della chiesa di Santa Brigida, con anche i peducci, dove nella raffigurazione della Gloria in Paradiso di santa Brigida con Jael, Debora, Giuditta, la vedova di Sarefta, ritorna lo stile lanfranchiano; allorché nel 1679 è ancora in San Gregorio Armeno per affrescare le pareti laterali della navata con scene della vita di San Gregorio, delimitate entro gli spazi in cui si aprono le finestre della chiesa, potendo quindi inscenarle come fossero dipinti a taglio verticale, utilizzando i modelli ribereschi, rubensiani, veronesiani e cortoneschi che aveva sedimentato nel corso degli ultimi anni, mentre nei peducci della cupola eseguì quattro virtù e nelle pareti del coro scene della vita di San Benedetto.

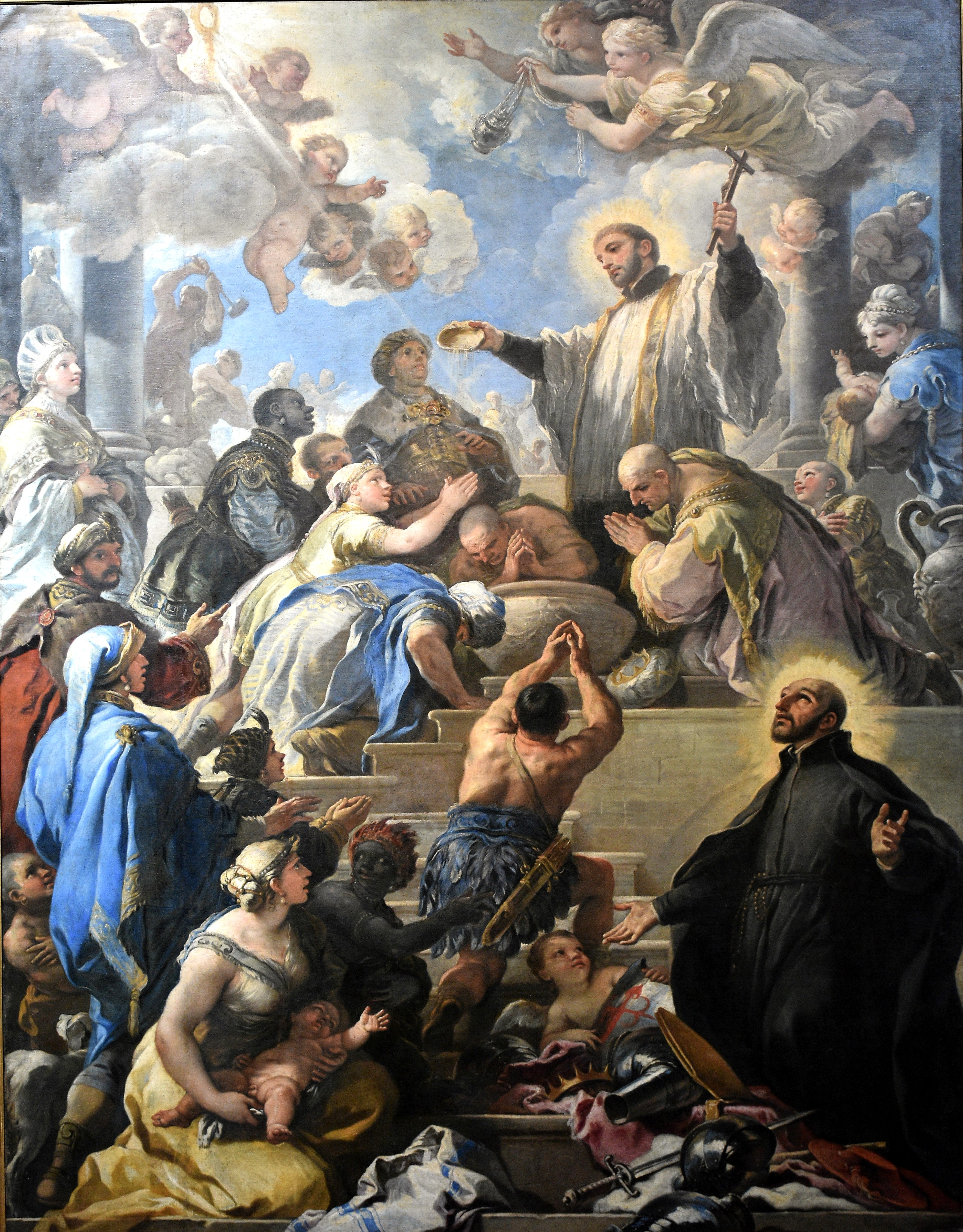
San Francesco Saverio che battezza gli indiani e san Francesco Borgia (1680) - Museo di Capodimonte, Napoli

Intanto il pittore nel 1675, tornato dal secondo soggiorno a Venezia, aveva svolto quattro dipinti per il complesso dei Girolamini di Napoli, tra cui il San Nicola con i fanciulli salvati e il San Gennaro che esce illeso dalla fornace, mentre un anno dopo compì le tre grandi tele per il registro superiore del transetto destro della chiesa del Gesù Nuovo, con le Storie di San Francesco Saverio, e il gruppo di 28 tele con santi protettori della città di apostoli per la navata del duomo. Quest'ultimo gruppo di lavoro suscitò non poche critiche per il Giordano, in quanto, vista la non eccelsa qualità stilistica delle tele, fu sin da subito sollevata l'ipotesi che il pittore avesse fatto uso massiccio della sua bottega per l'esecuzione delle scene, commissionate dal cardinale Caracciolo, che poco tempo prima cerimoniò il battesimo della figlia del pittore. La qualità "altalenante" delle opere del Giordano è un fattore derivante essenzialmente dal cospicuo numero di commesse che il pittore riceveva in contemporanea, con la conseguente inevitabile riassegnazione di alcune delle medesime alla sua bottega, in particolare di Raimondo De Dominici, padre del biografo e scrittore Bernardo.
Chiude questo il ventennio di prima maturità artistica del Giordano la grande tela commissionata per la chiesa di San Ferdinando, in sostituzione della preesistente di Cesare Fracanzano del 1641, poi ricollocata nel Museo di Capodimonte a Napoli, con San Francesco Saverio che battezza gli indiani e san Francesco Borgia, del 1680 circa. Su questa tela si raggiunge l'apice delle lezioni cortonesche acquisite nel tempo, dove fanno in bella mostra, entro una concitata macchina scenica, la struttura architettonica, il concitato accalcarsi dei personaggi, e in primo piano, un'armatura con tiara e corona deposte in terra a mo' di natura in posa.

#### Le grandi tele a soggetto mitologico (1670-1680)
Tra il 1670 e il 1680 molte opere di carattere profano, più nello specifico di scene mitologiche, furono ordinate o acquisite a Napoli da privati collezionisti italiani, fiamminghi o spagnoli, allorché diversi suoi dipinti giunsero a Firenze, anticipando così di qualche anno l'arrivo del pittore nella città toscana, dalla cui esperienza partirà la sua seconda maturità artistica. In questa trance di tele mitologiche il Giordano si distacca nello stile da quella compiuta intorno al 1663, dove predominava la maniera classicista. In quest'occasione il pittore alterna composizioni riberesche ad altre di gusto rubensiano-pretiano, mentre in altre ancora si mostra più in sintonia con il concetto "fiabesco" di Pietro da Cortona.

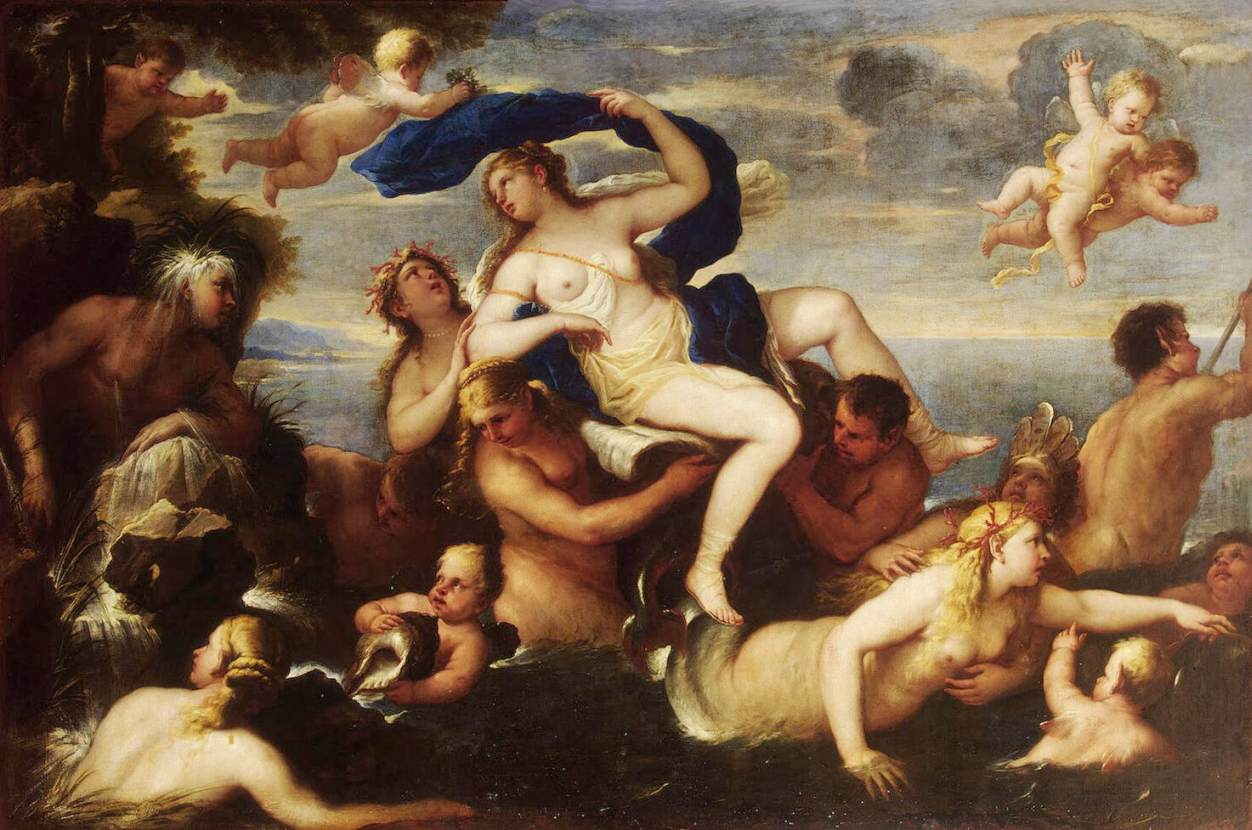
Trionfo di Galatea (1675-77) - Museo dell'Ermitage, San Pietroburgo.

A questi anni si segnalano dunque: il Giudizio di Paride e Marte, Venere e Vulcano della Gemaldegalerie di Vienna, la Leda e il cigno, Perseo con la testa di Medusa Marte e Venere, l'Ercole e Onfale, il Polifemo e Galatea e la Diana saetta Niobe del Museo di Capodimonte di Napoli, Diana ed Endimione e Bacco e Arianna del Museo di Castelvecchio di Verona, il Trionfo di Bacco e Arianna dell'Herbert Art Gallery and Museum di Coventry, il Rinaldo e Armida del Museo di Belle Arti di Lione, il Trionfo di Galatea con Aci trasformato in fonte della Galleria degli Uffizi di Firenze, il Trionfo di Galatea dell'Ermitage di San Pietroburgo, Perseo combatte contro Fineo e i suoi compagni della National Gallery di Londra, e infine il gruppo di tele per le collezioni dei nobili genovesi Balbi e Durazzo, con il Ratto delle sabine, Perseo combatte contro Fineo e i suoi compagni e Olindo e Sofronia.

### La seconda maturità (1680-1702)

#### A Firenze (1681-1685)

##### I lavori alla cappella Corsini

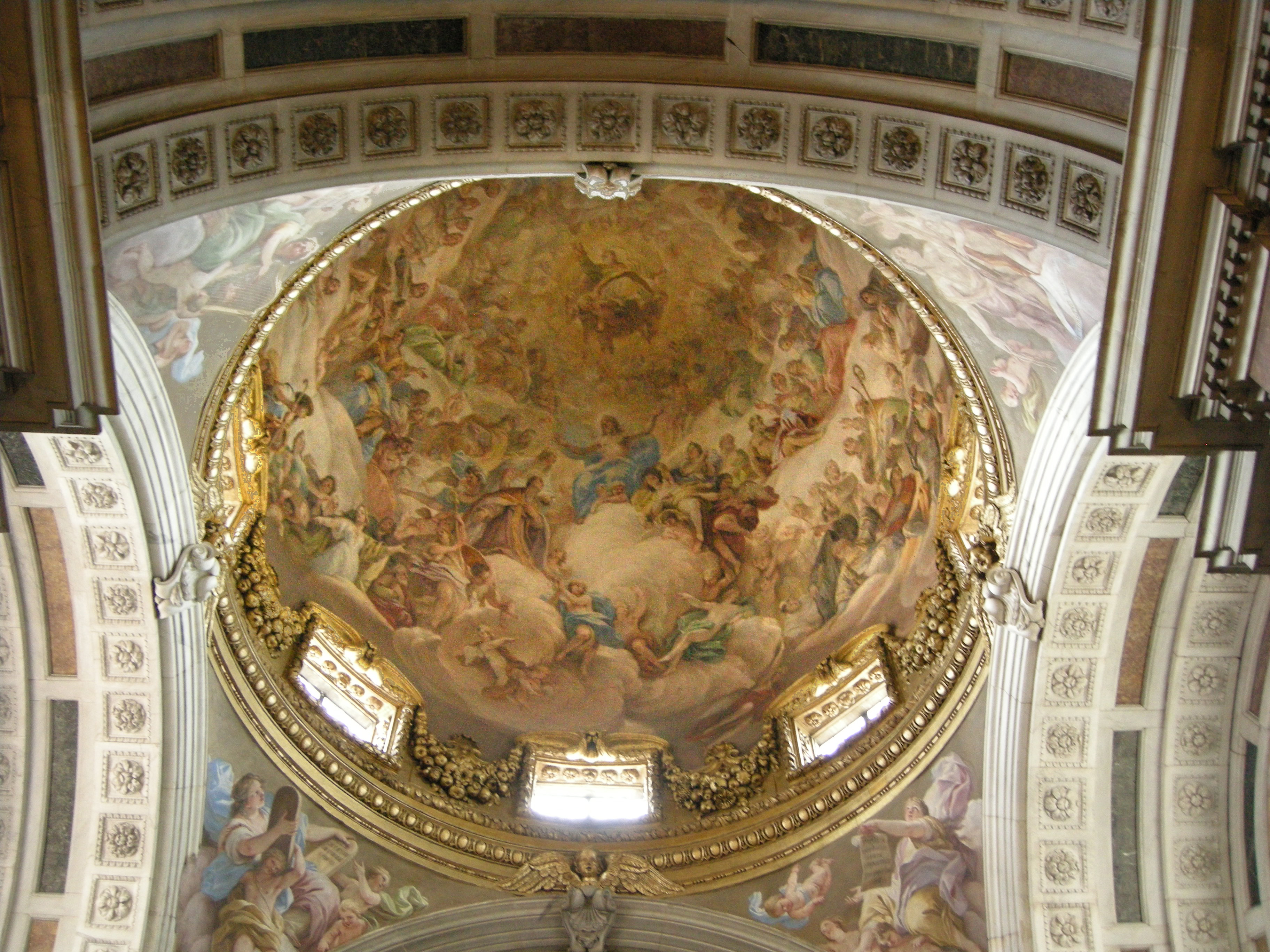
La cupola della cappella Corsini (1682) - Firenze

L'interesse che la pittura di Giordano aveva suscitato tra gli intenditori di Firenze aveva portato Filippo Baldinucci a richiedere all'artista la nota Relatione...fatta sotto li 13 agosto 1681, documento dettato dallo stesso artista al biografo fiorentino con il quale vengono descritte le vicende legate alla vita del pittore. Durante il soggiorno fiorentino il pittore napoletano ricevette una grande quantità di commissioni, provenienti da alcuni degli ambienti più influenti culturalmente della città dell'epoca, tra cui quelli della famiglia Corsini. La commissione al Giordano degli affreschi per la cappella Corsini, entro la chiesa di Santa Maria del Carmine di Firenze, stando alle fonti di Filippo Baldinucci e di Bernardo de' Dominici, avvenne già intorno al 1680 circa, risultando quindi essere la prima opera compiuta nella città toscana dopo il suo arrivo. I committenti furono Neri e Bartolomeo Corsini, promotori a partire dal 1676 della costruzione della cappella di famiglia dedicata al santo del casato, quindi Andrea Corsini, canonizzato nel 1629.

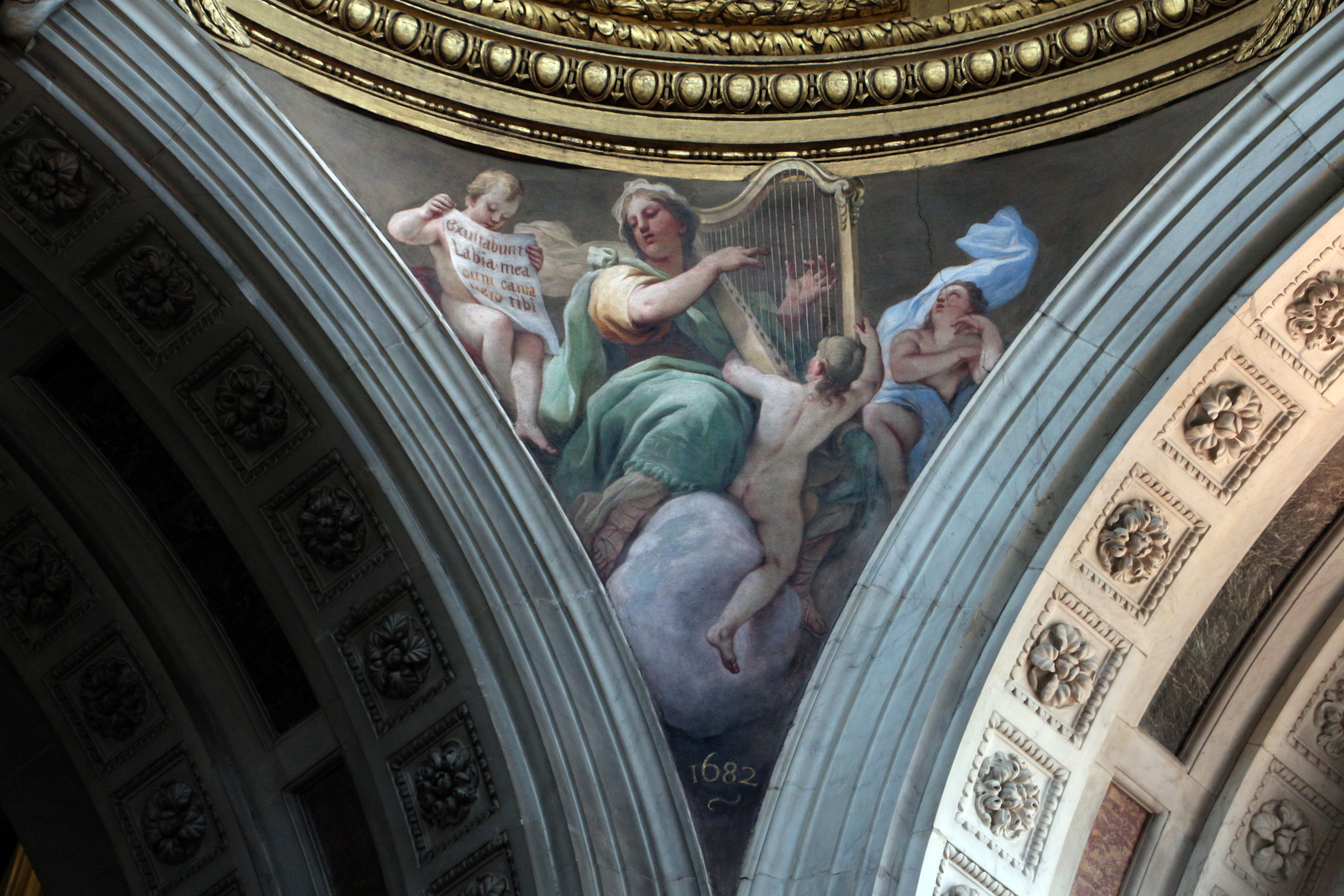
Particolare di una virtù con la data di completamento del ciclo (1682)

Il Giordano è così documentato quale ospite presso la dimora del nobile fiorentino Andrea Del Rosso, dove eseguiva bozzetti preparatori al ciclo di affreschi della cappella. Il lavoro fu svolto nell'arco di due anni, quindi completato nel 1682, com'è riportato anche in una delle virtù raffigurate nei pennacchi. il modello compositivo, dove al centro della calotta è la vorticosa scena della Gloria di sant'Andrea Corsini, mentre nei pennacchi sono quattro virtù, riprende pressoché i modelli delle cupole di Giovanni Lanfranco, utilizzate dal pittore già in precedenza con gli affreschi di Santa Brigida e San Gregorio Armeno di Napoli.
Ciò che tuttavia contraddistingue questi affreschi e ne definisce il "salto di qualità" stilistico rispetto ai lavori napoletani, è l'uso sapiente del fattore cromatico, mediante la ricerca di soluzioni coloristiche più accese, limpide e trasparenti. Con queste opere il pittore dà inizio a una seconda grande stagione artistica, dominata per lo più da sontuosi e articolati cicli di affreschi che partendo da una fusione dei modi cortoneschi e lanfranchiani troveranno ben presto una propria autonoma identità stilistica, che diverrà modello anche per gli artisti del secolo successivo, come Francesco Solimena e Giambattista Tiepolo.

##### Le commesse di Andrea Del Rosso

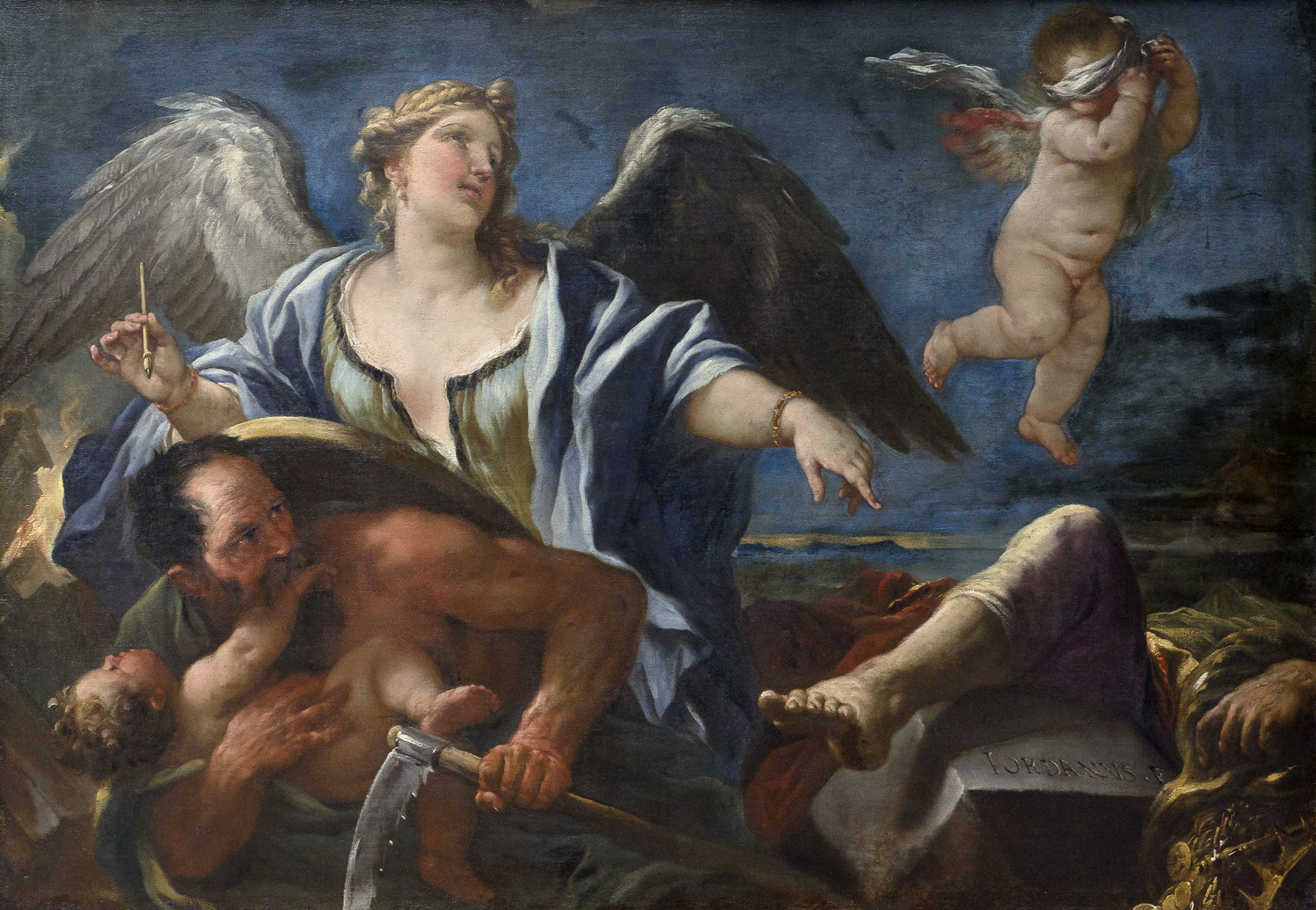
La Storia che scrive gli annali sul Tempo (1682) - Musée des Beaux Arts, Brest

Nel 1682, e per tutto il periodo di permanenza a Firenze, quindi fino al 1685 circa, la presenza di Luca Giordano è ben documentata presso la dimora di Andrea Del Rosso, presso il quale era ospitato il pittore assieme al suo entourage. Il nobile toscano, disponeva di attività commerciali nella città partenopea e pertanto già conosceva l'attività artistica del Giordano, tant'è che opere sue erano inventariate nelle raccolte del Del Rosso già a partire dal 1677.
Il nobile avvisò tramite una lettera inviata a Apollonio Bassetti, segretario di Cosimo III de' Medici, che il Giordano era ospitato a casa sua e che nel frattempo era impegnato a eseguire bozzetti per gli affreschi della cappella Corsini, di cui un anno prima aveva ricevuto la commessa, oltre ad altre tele commissionate dallo stesso Del Rosso, oggi disperse in svariati musei d'Europa: La Storia che scrive gli annali sul Tempo, una Venere e Amore e un Ratto di Deianira, queste ultime due di cui non si hanno notizie certe, se non che riscossero tali successi da indurre il pittore a compiere diverse repliche successive di cui una versione di entrambe le tele è a Palazzo Pitti mentre un'altra della Deianira è a Burghley House, nella raccolta avviata da John Cecil, V conte di Exeter.

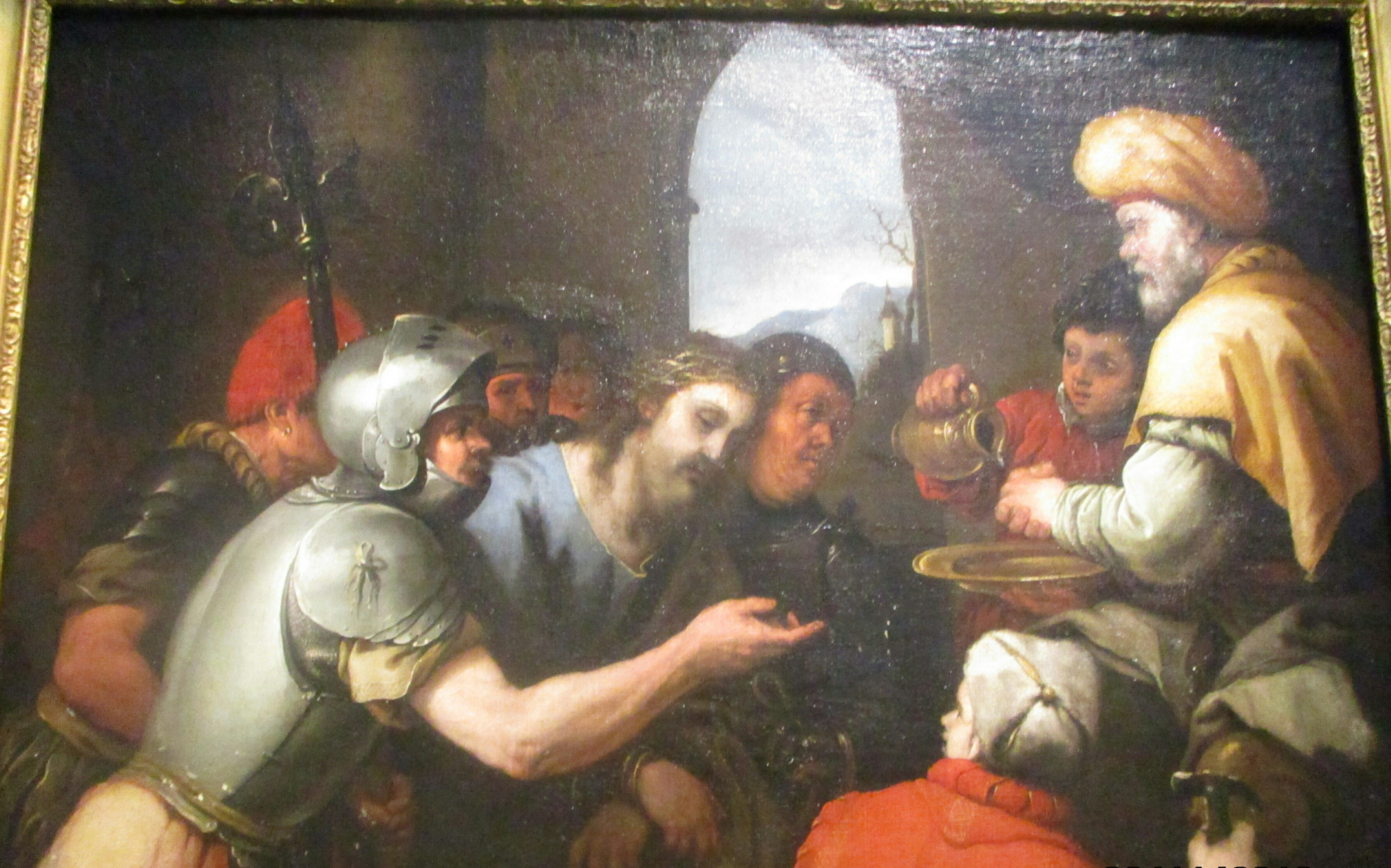
Cristo dinanzi a Pilato (1682) - Museo dell'Opera del Duomo, Siena

In quest'ultimo senso, la famiglia Del Rosso fu particolarmente utile nel fare da tramite tra il pittore e gli ambienti toscani, riuscendo ad avere una notevole influenza anche per l'esportazione delle opere del Giordano nel resto d'Europa, in Inghilterra in particolare, in quanto sempre a loro si riconducono anche i legami che il pittore ebbe con i nobili inglesi dell'Exeter. Proprio in virtù del fatto che questi poterono ammirare le opere del pittore collezionate da Andrea Del Rosso, John Cecil, V Conte di Exeter, commissionò al Giordano repliche delle stesse tele visionate, con anche altre tele, di altalenante qualità in quanto alcune di mano sua altre di bottega, come le due redazioni di Marco Curzio che si getta nella voragine, la Morte di Seneca, un Ratto d'Europa, Olindo e Sofronia, una Diana e Atteone, un Cristo e l'adultera e un David e Betsabea.

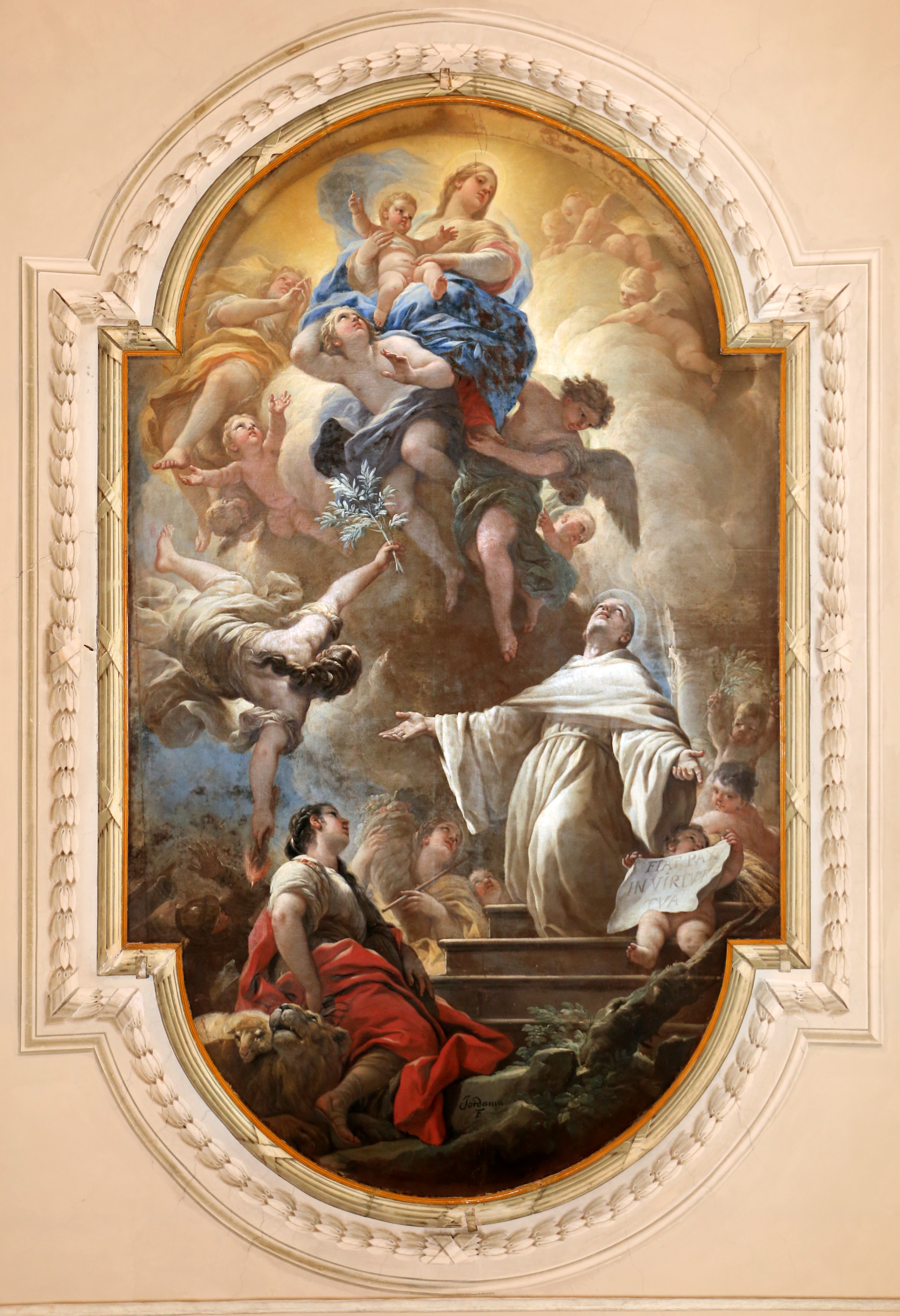
Apparizione della Vergine a san Bernardo (1682) - Chiesa della Santissima Annunziata (cappella dei Pittori), Firenze

Alla famiglia si riconducono anche le commesse per la decorazione della loro cappella domestica, dove ai lati erano il Cristo e Veronica, la Flagellazione, la prima agli Uffizi e la seconda in collezione privata fiorentina, il Cristo innanzi a Pilato e la Deposizione, oggi alla Pinacoteca di Siena, mentre il Cristo crocifisso sull'altare maggiore che Andrea Del Rosso aveva commissionato per farne dono alla moglie, pare sia stata eseguito dalla sua bottega, di cui si citano Aniello Rossi e Sebastiano Ferrari (o Ferrati), che in quel periodo particolarmente intenso di richieste furono chiamati più volte in causa, al punto che negli inventari Del Rosso e in altri documenti d'archivio, le opere del Giordano vengono descritte talune volte come «di scuola...ed molto ritoccato da lui», o «molto fatto da lui», o come «bozzetto ritoccato», ecc.
Ancora altre opere catalogate nelle raccolte Del Rosso, alcune delle quali di cui si son perdute le tracce, erano la serie (oggi dispersa) delle quattro tele raffiguranti le Stagioni, segnalate per altro a Roma da Francesco Saverio Baldinucci presso la residenza familiare del nipote di Andrea, il senatore Antonio, il bozzetto per la tela commissionata direttamente da Cosimo III de' Medici della battaglia tra fiorentini e fiesolani, il cui originale è presso la Galleria Palatina di palazzo Pitti, e infine il bozzetto per la grande tela dell'Apparizione della Vergine a san Bernardo, collocata nel soffitto della cappella di San Luca della chiesa della Santissima Annunziata di Firenze. Quest'ultima opera rappresenta un altro momento cruciale dell'attività artistica del Giordano; commissionata dalla granduchessa-madre Vittoria della Rovere e completata intorno al 1685, il pittore infatti si cimenta per la prima volta nell'esecuzione di un'opera su tela eseguita "sott'in su" riuscendo a rappresentare una sontuosa composizione di tipo piramidale su un ritmo volante, con il giusto quadro prospettico per chi la guarda dalla basso, in linea con i modelli di alcuni suoi predecessori che poté ammirare durante i viaggi fatti a Roma, quali Pietro da Cortona, Carlo Maratta e il Baciccio. In questo modo il Giordano riuscì quindi a rompere lo schema precedentemente adottato nell'abbazia di Montecassino, dove la stesura delle scene della volta della chiesa risulta essere più "appiattita", e nel contempo portando a Firenze un modo di dipingere ancora inconsueto per l'epoca.

##### Gli affreschi di palazzo Medici-Riccardi
I lavori furono iniziati nel novembre del 1682 per poi essere interrotti nella primavera del 1683 (dove risultano presumibilmente completati solo i gruppi di figure al centro della volta) in quanto il Giordano dovette fare ritorno a Napoli causa motivi di famiglia (la moglie era malata mentre il padre morì in quello stesso anno. In quest'occasione il marchese Riccardi inviò più volte a Napoli lettere destinate al Giordano con le quali si chiedeva un suo immediato rientro in terra fiorentina per completare l'opera, al punto che si pensò anche a una sostituzione in corso d'opera con il pittore milanese Federico Bianchi.

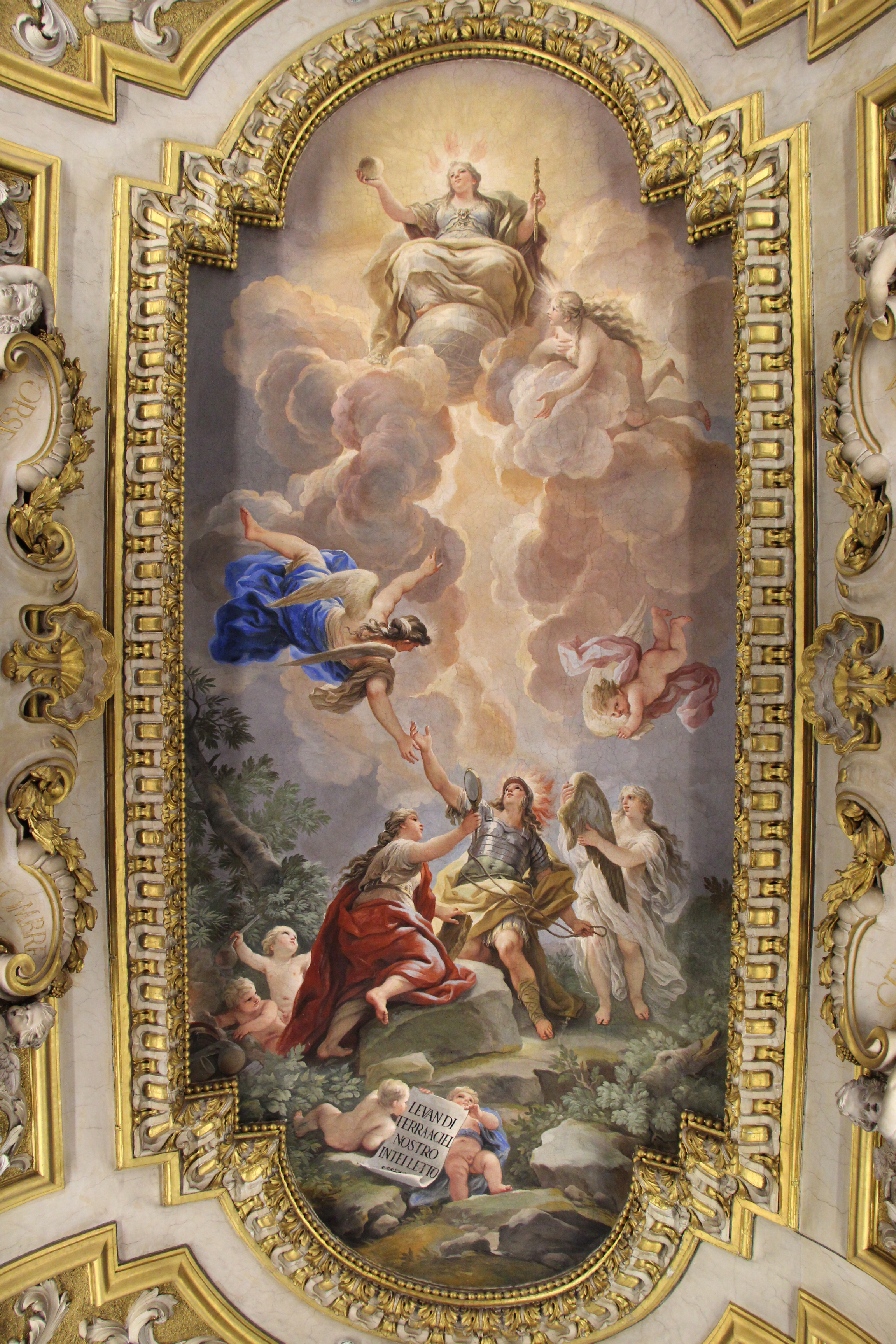
Allegoria della Divina Sapienza, Biblioteca.

Gli affreschi del palazzo furono quindi ripresi e completati nella primavera del 1685; il pittore napoletano riuscì a eseguire i lavori alla galleria con una certa celerità, tant'è che nell'aprile dello stesso anno la parte del ciclo sul lato della galleria verso via Ginori risultava già prossima al completamento, mentre l'altro lato della medesima sarebbe stato eseguito subito dopo Pasqua. Il 1º settembre 1685 Riccardi elargì il compenso al pittore napoletano per il lavoro completato pari a 2957 scudi; un anno più tardi il Riccardi fu talmente entusiasta per il ciclo di affreschi compiuto che trasferì al Giordano altri 1000 scudi, che comprendevano anche l'affresco compiuto nella biblioteca dello stesso palazzo, dove eseguì l'Allegoria della Divina Sapienza, che secondo fonti del tempo pare sia stata terminata in appena cinque giorni.
Nella galleria degli Specchi del palazzo, già di proprietà dei Medici, poi passato alla famiglia Riccardi con la cessione del 1659 a Gabriello, zio di Francesco, quest'ultimo committente di Luca Giordano per l'esecuzione dell'opera, il pittore rappresentò la Glorificazione della dinastia medicea e le Vicende della vita umana. Gli episodi figurativi, i cui bozzetti preparatori sono conservati in gran parte nella National Gallery di Londra (già in collezioni private sparse), sono disposti liberamente in una narrazione continua, fluida, dove le varie scene ritratte lungo tutto il perimetro della volta sono collegate tra loro, sviluppando ulteriormente le soluzioni già adottate da Pietro da Cortona a Palazzo Pitti e a Palazzo Pamphilj a Roma e le idee espresse da Gian Lorenzo Bernini e tradotte in pittura dal Baciccio.
Le scene raffigurate sono caratterizzate da dilagante luminosità ed esaltante ariosità, in una situazione irreale di sogni a colori, di incanto, di apparente naturalità, abitato da mitiche realtà e da immagini fantastiche dove si concretizza un irraggiungibile ma essenziale ideale d'arte e di vita. Le sequenzialità della composizione parte dal primo lato minore, dov'è la scena dell'Antro dell'Eternità, proseguendo in senso antiorario con la raffigurazione dell'Allegoria della Giustizia, del Ratto di Proserpina in angolo e con le divinità degli inferi. Si continua poi con la scena dei Campi Elisi, dell'Allegoria della Prudenza, che compare sull'altro lato minore, e quindi con il gruppo con Minerva protettrice delle Arti e delle Scienze. Dopo l'Allegoria della Fortezza disposto in angolo, si sviluppa la scena con il Trionfo di Bacco, il Trionfo di Nettuno, la Morte di Adone fino a terminare con l'Allegoria della Temperanza. Pressoché al centro della volta troneggia invece la Glorificazione della dinastia medicea, dove in un vortice di nubi e angeli, sei membri del casato fiorentino, ritratti con una stella luminosa sul capo (Cosimo III, Ferdinando II, Cosimo I, Ferdinando I, Ferdinando e Giangastone, questi ultimi due a cavallo), con anche Saturno, Marte e Venere, circondano la figura centrale di Giove.

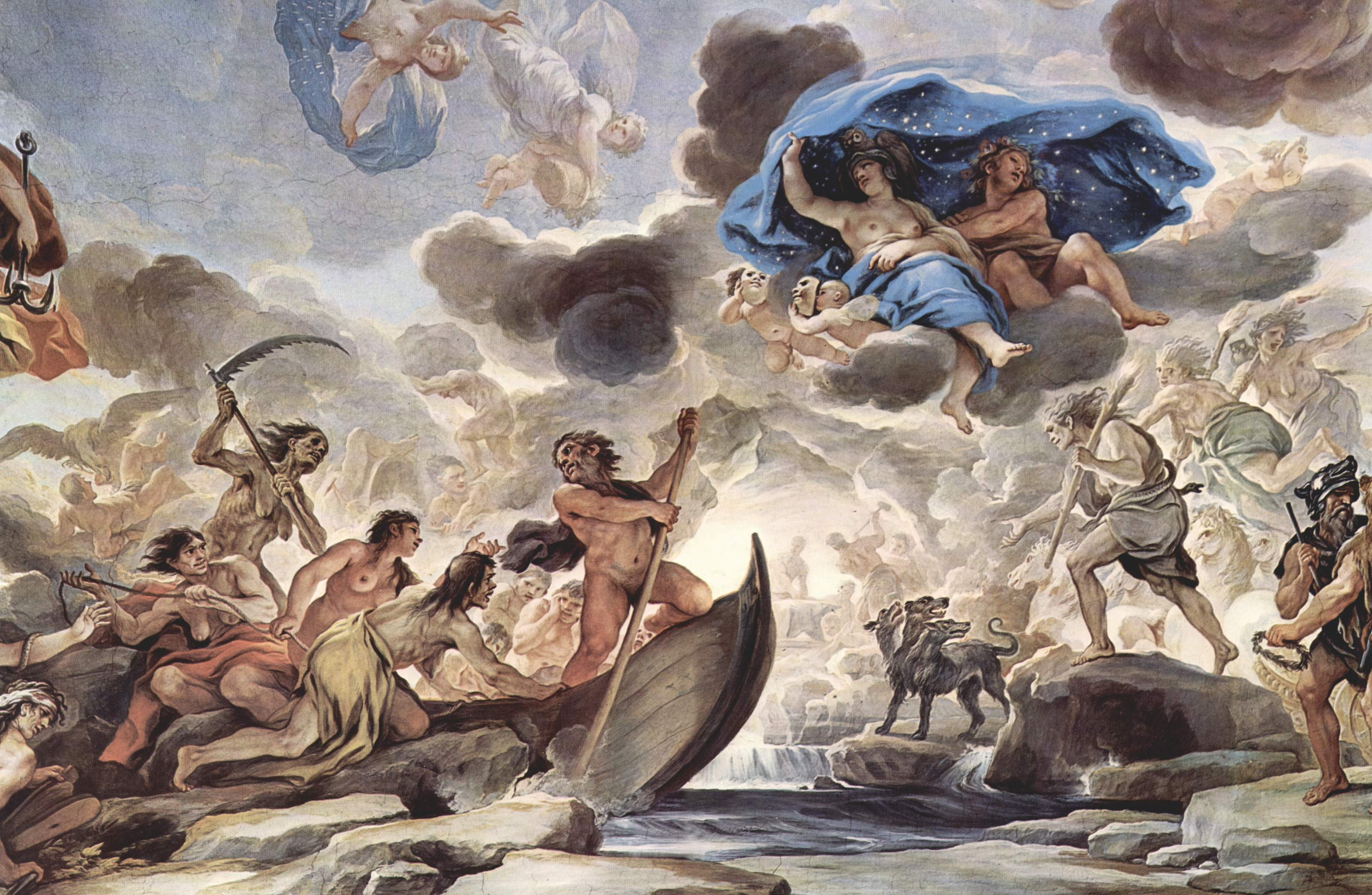
La barca di Caronte (particolare dell'Allegoria della Giustizia)
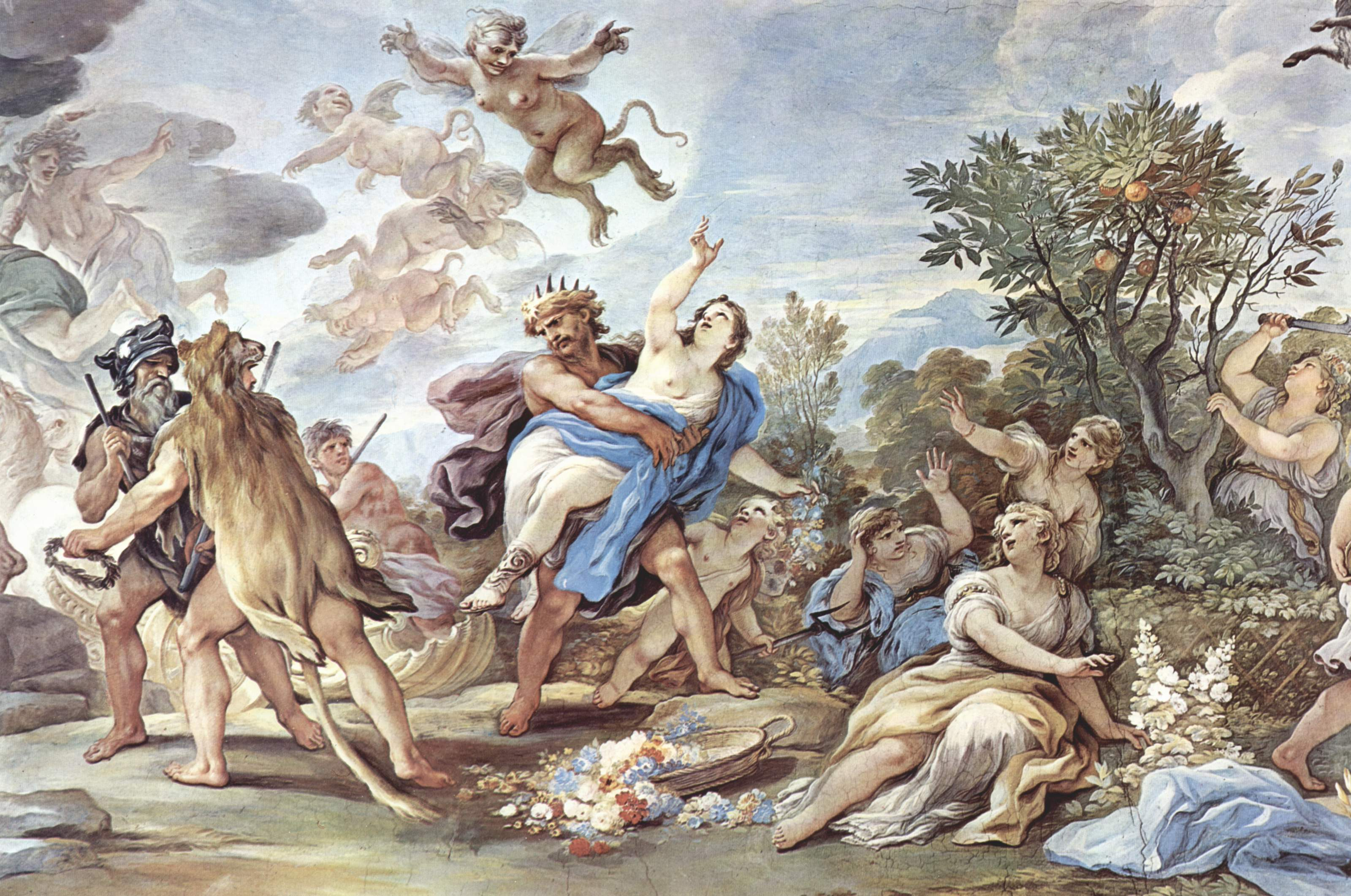
Ratto di Proserpina
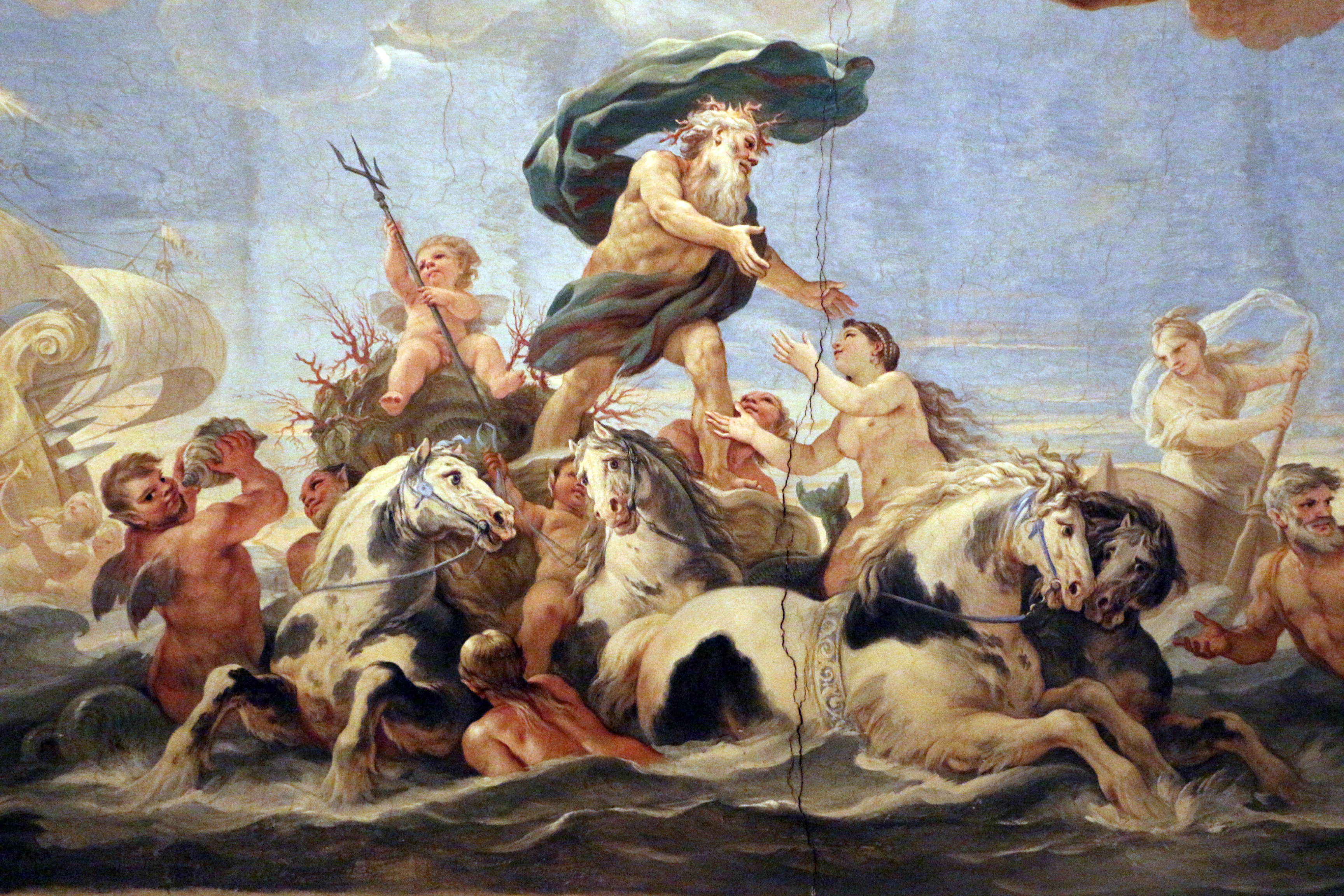
Trionfo di Nettuno
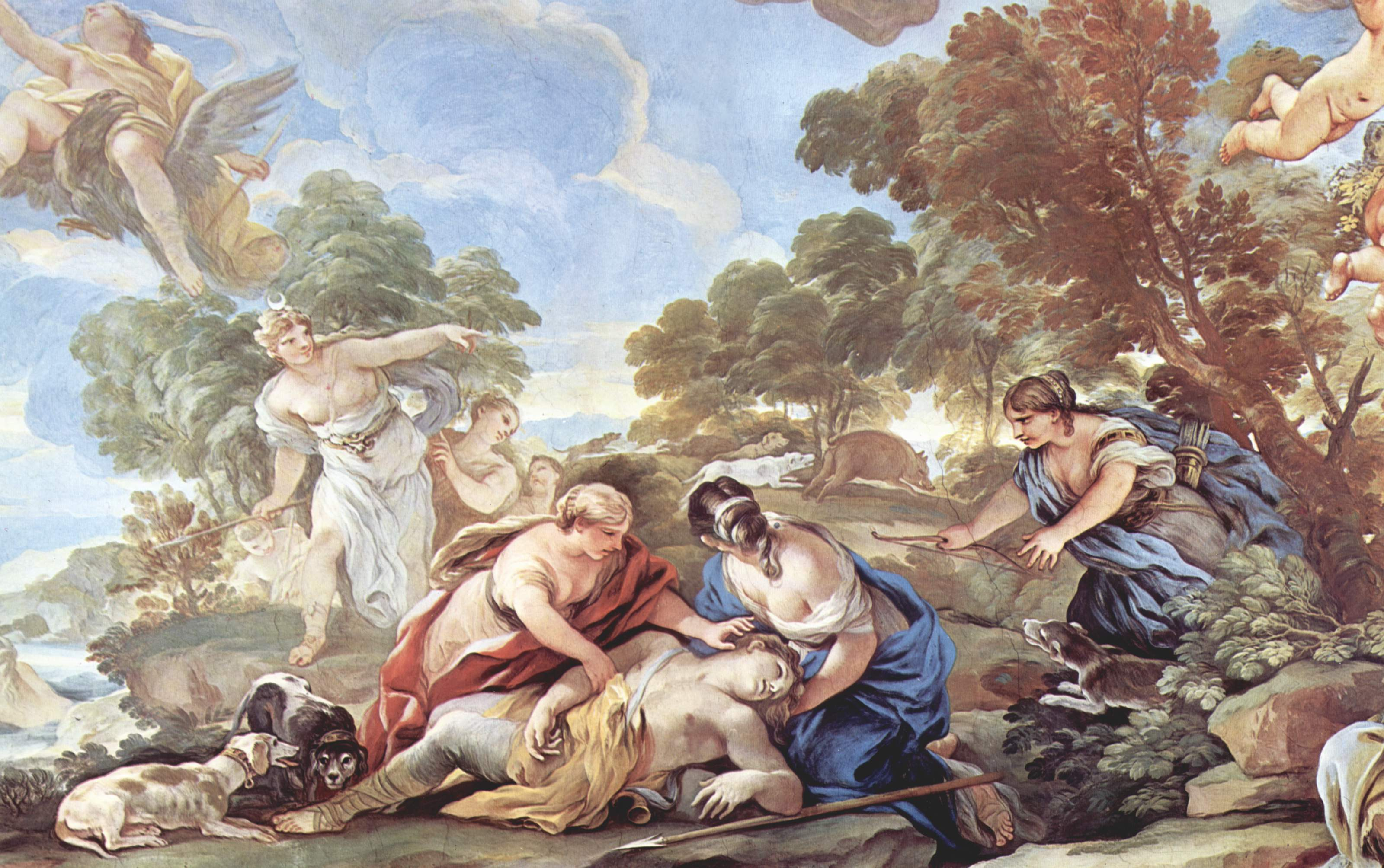
Morte di Adone
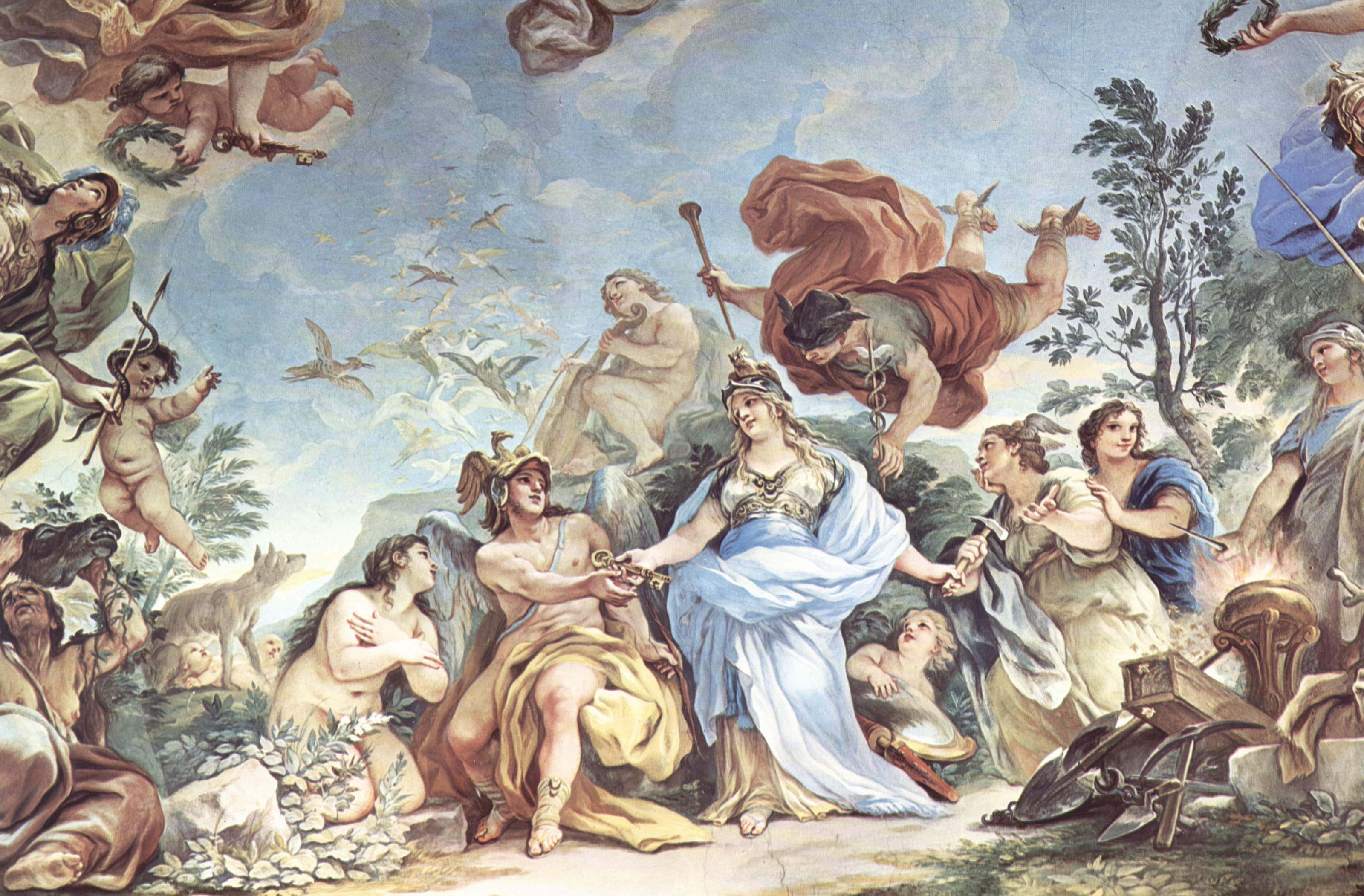
Minerva protettrice delle Arti e delle Scienze
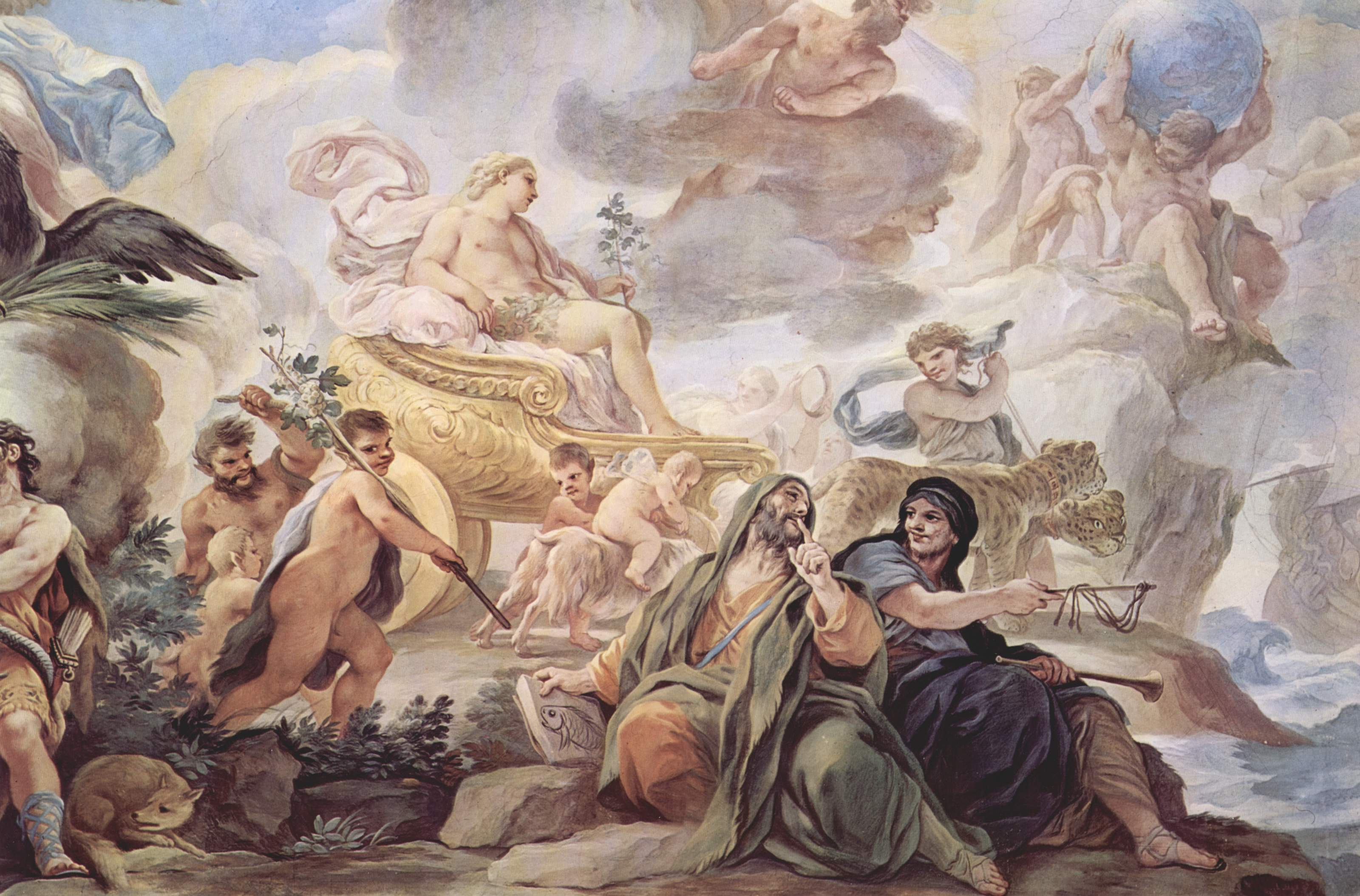
Trionfo di Bacco

Con le opere realizzate a Firenze, in particolar modo quella di palazzo Medici-Riccardi, il Giordano consegue un successo in ogni parte d'Italia e d'Europa. La sua pittura, ariosa e coinvolgente, di carattere sacro o profano, influenzerà l'attività di molti giovani pittori sia napoletani e meridionali (Francesco Solimena, Paolo De Matteis, Francesco De Mura, Corrado Giaquinto, Sebastiano Conca, Nicola Malinconico, Giuseppe Simonelli, Giovanni Battista Lama), sia veneziani e fiorentini (Giambattista Tiepolo, Sebastiano Ricci, Giovanni Antonio Pellegrini, Antonio Zanchi, Jacopo Amigoni, Giovanni Camillo Sagrestani), nonché stranieri (Jean-Honoré Fragonard, Antonio Palomino, Francisco Goya).
La fama negli ambienti fiorentini durò anche successivamente il lavoro nella galleria riccardiana, con le commesse di Cosimo III de' Medici per la cappella di Santa Maria Maddalena de' Pazzi, con lo Sposalizio mistico della santa e la Madonna che porge il Bambino alla santa, e con altre commesse per raccolte private della città, come la Fuga in Egitto per Vittoria Della Rovere (oggi agli Uffizi) o l'Annuncio ai pastori per la famiglia Del Rosso (oggi in collezione privata). Una volta rientrato a Napoli, da qui eseguì e inviò sempre a Cosimo III, nel 1688, ancora altre due tele commissionate direttamente dal granduca fiorentino: il San Francesco che riceve le stimmate e l'Immacolata Concezione, da porre al lato dell'altare maggiore della chiesa esterna alla villa medicea dell'Ambrogiana a Montelupo Fiorentino: la prima è ancora posta nella stessa chiesa, adesso intitolata a san Quirico e Lucia all'Ambrogiana, mentre la seconda è stata sostituita da una copia del 1804 opera di Giovanni Francesco Corsi (l'originale è invece conservato nella sala di Marte della Galleria Palatina di palazzo Pitti a Firenze.

#### A Napoli (1684-1692)

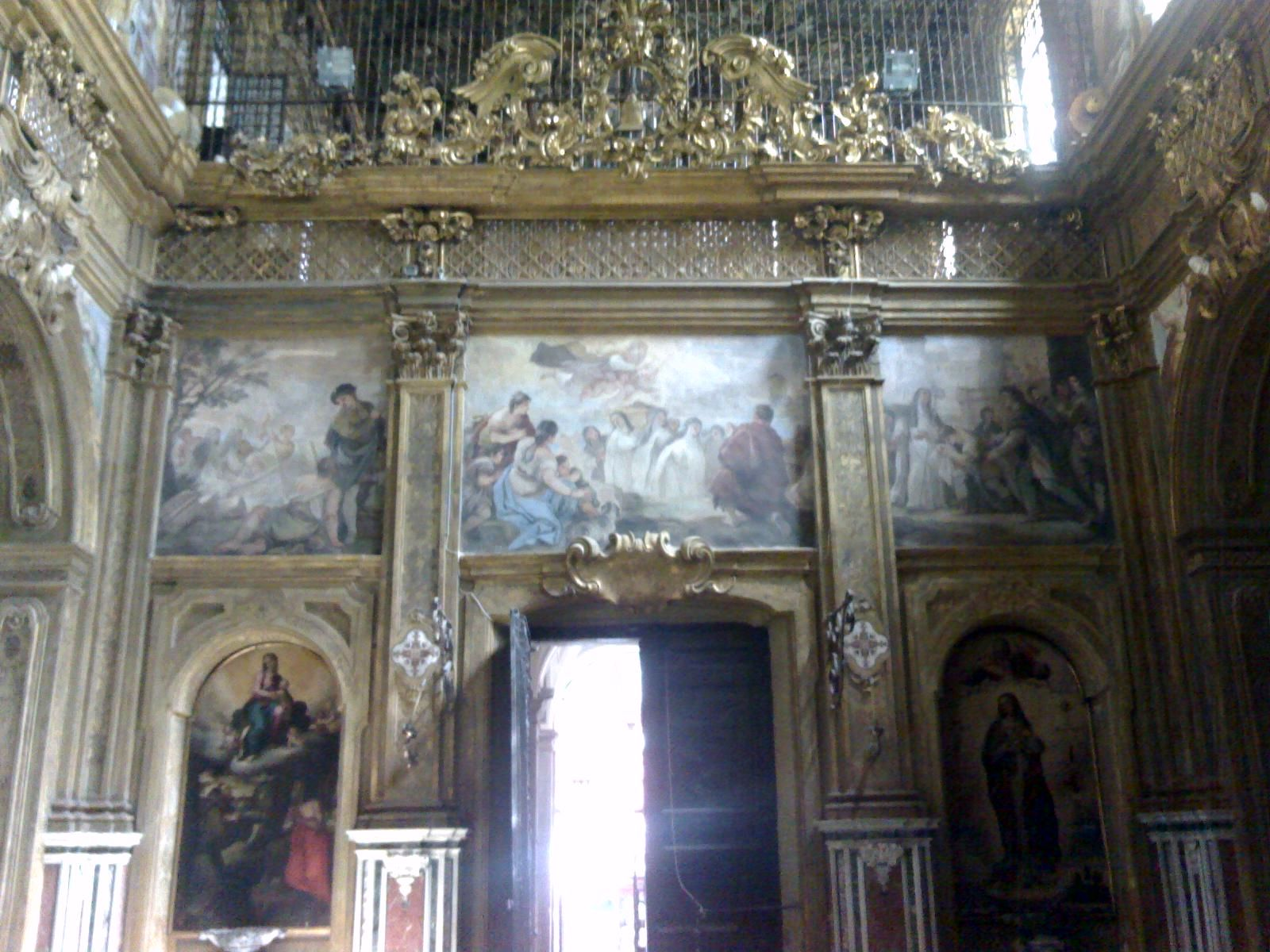
Storie delle monache basiliane (1684) - Chiesa di San Gregorio Armeno, Napoli

Giunto a Napoli nel 1683 per stare vicino alla moglie caduta in malattia e al padre, che morirà il 9 novembre, l'attività del pittore in terra natia non è particolarmente movimentata. In quell'anno i lavori si limitano a tele a soggetto religioso per le chiese della città, come la Trinità in gloria con i santi Agostino, Teresa del Gesù, Nicola da Tolentino, Guglielmo e altro santo vescovo per la chiesa di San Giuseppe dei Ruffi, o come l'Immacolata e le sante Teresa e Chiara, il Sant'Antonio predica ai pesci e il Sant'Antonio riattacca il piede ad un ferito per la chiesa del Gesù delle Monache. Nel 1684 il pittore fu invece investito da prestigiose commesse alle quali non si sentì di poter rifiutare, arrivando a determinare persino dei ritardi nel completamento della commessa della galleria Medici-Riccardi, i quali sollecitarono (assieme anche ad Andrea Del Rosso) più volte il Giordano per un rientro nella città toscana col fine di completare l'incarico affidatogli.

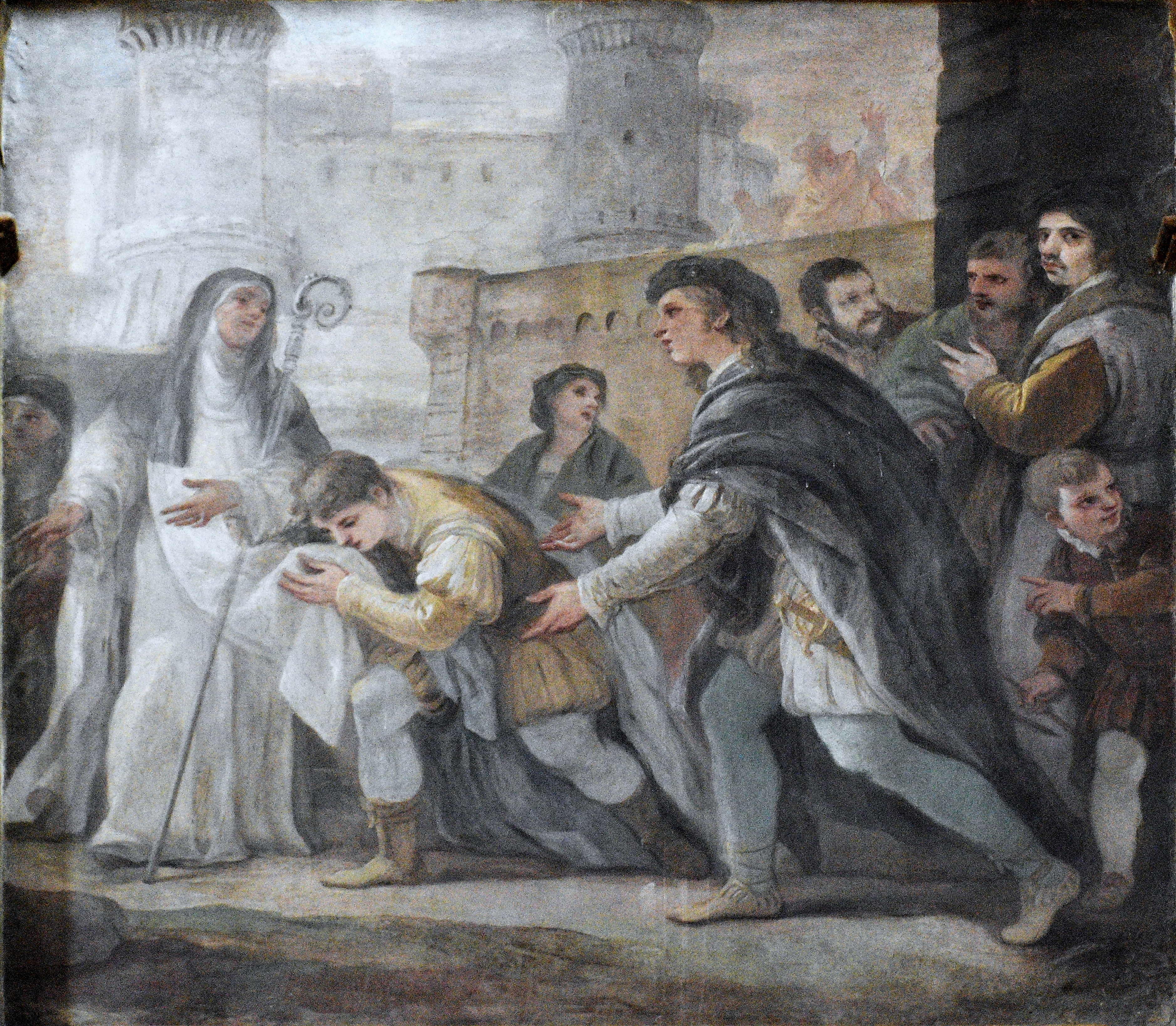
Particolare di una delle scene sulle Storie delle monache basiliane di San Gregorio Armeno, dove a destra è l'autoritratto del pittore

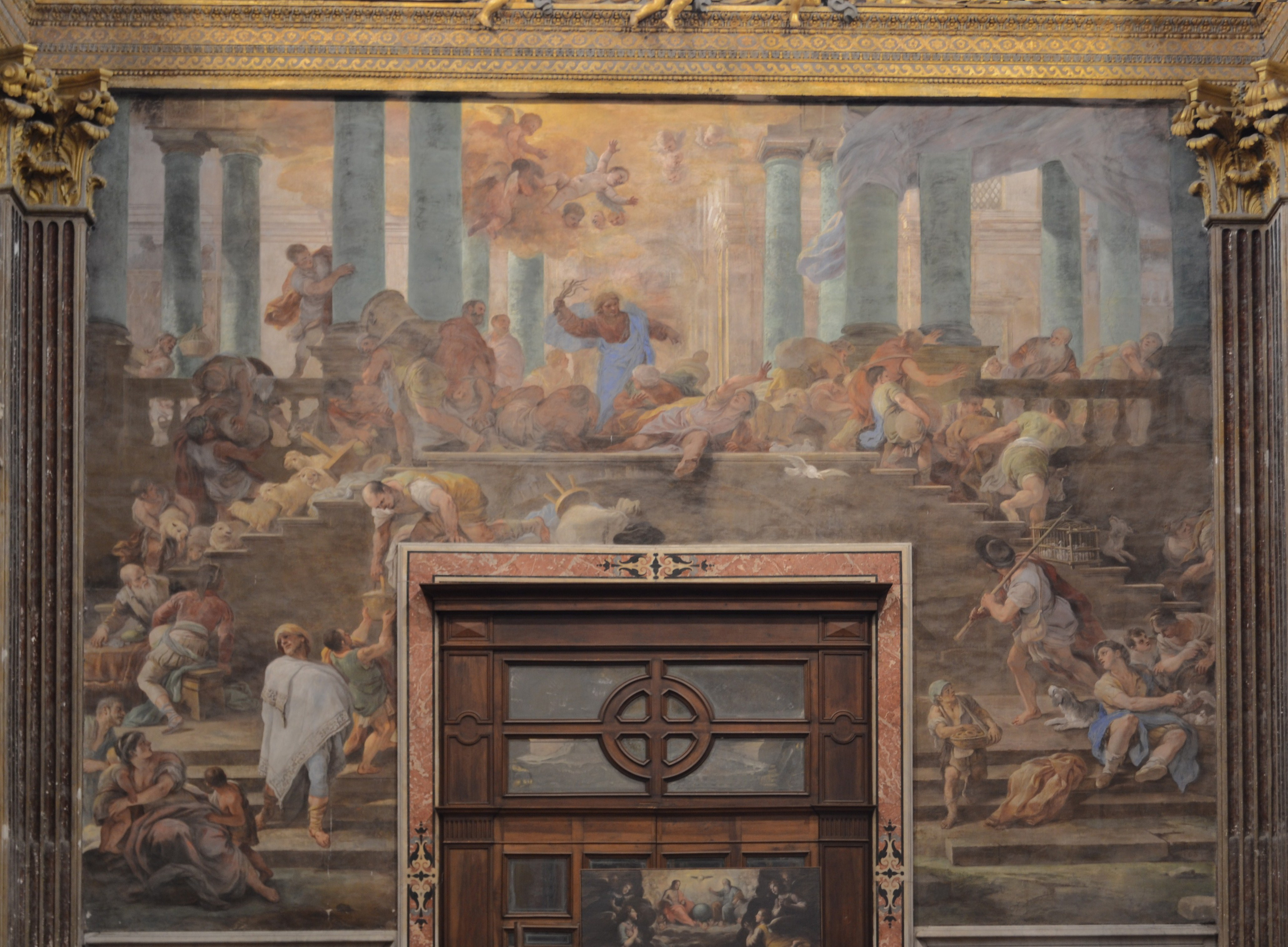
Cacciata dei mercanti dal Tempio (1684) - Chiesa dei Girolamini, Napoli

Nel 1684 il Giordano completa gli affreschi della chiesa di San Gregorio Armeno, dove lavorò a più riprese anche anni addietro con i lavori nei cori e nella cupola. In questa occasione fu incaricato di eseguire le virtù sopra gli archi delle cappelle laterali, e un ciclo di tre episodi sulle Storie delle monache basiliane da disporre nei tre scomparti della controfacciata della chiesa: la Partenza delle monache, il loro Arrivo a Napoli con le reliquie e i Festeggiamenti loro tributati (dove sullo sfondo è raffigurato il Maschio Angioino mentre nel margine destro della scena è l'autoritratto del pittore). L'altra grande commessa che ricevette nel 1684 fu quella del grande ciclo della controfacciata della chiesa dei Girolamini, dove fu incaricato di eseguire la Cacciata dei mercanti dal Tempio, sulla scia delle grandi controfacciate napoletane avviate qualche anno prima da Giovanni Lanfranco nella chiesa dei Santi Apostoli (che continueranno anche dopo con Solimena, Paolo De Matteis e Santolo Cirillo), al quale il Giordano si ispirò per quest'altra composizione, tant'è che il Longhi nel 1920 la ritenne nipote di quella lanfranchiana: l'opera è permeata da un senso di spazialità continua e infinita, rivelata dal fluire ininterrotto della luce attraverso la straordinaria varietà dei piani prospettici.

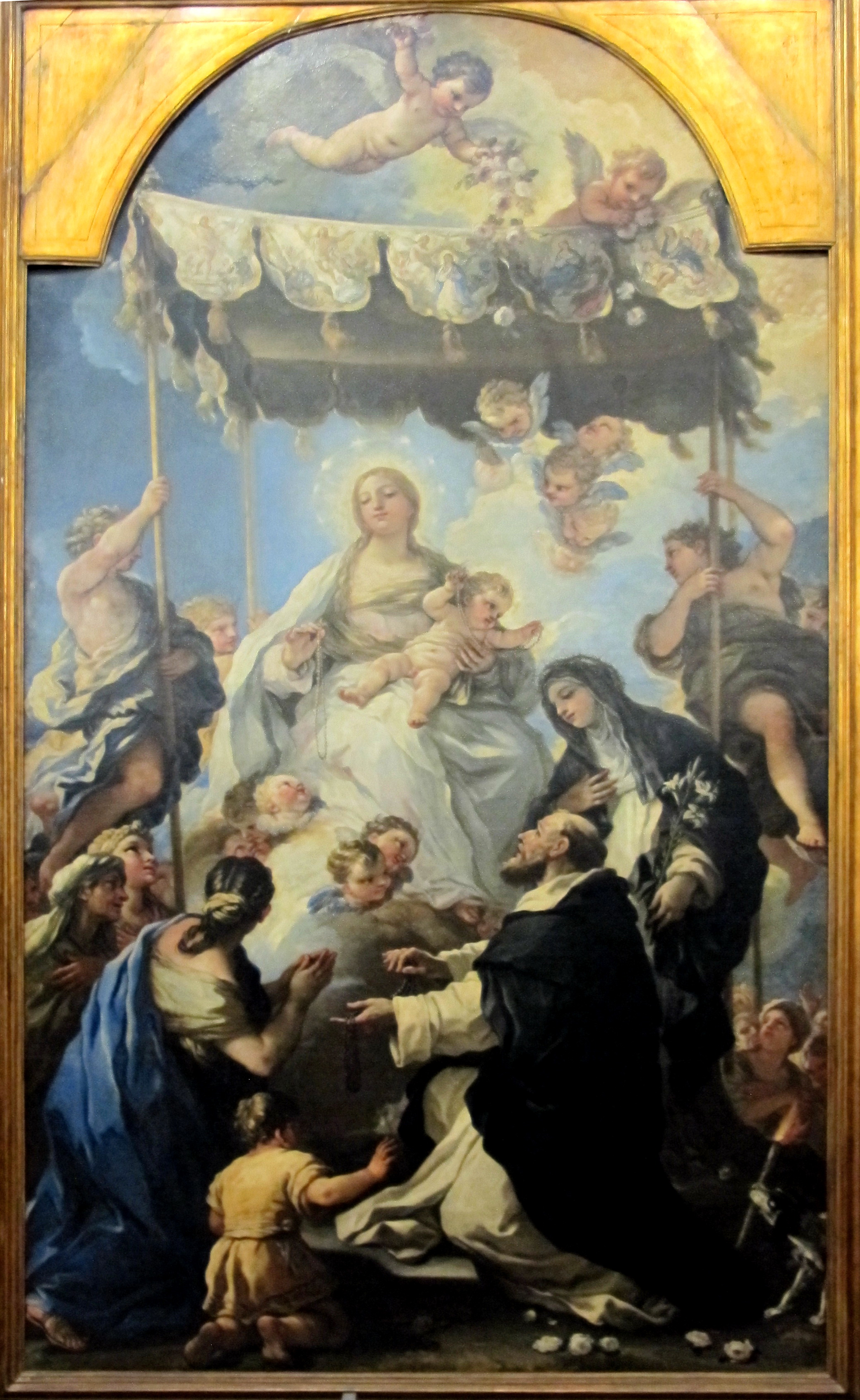
Madonna del Baldacchino (1686) - Museo di Capodimonte, Napoli

A partire dal 1686, dopo il suo rientro dal secondo soggiorno a Firenze, le commesse del pittore rimangono particolarmente cospicue seppur i risultati finali dei suoi lavori qualitativamente altalenanti, dovendo rivolgersi spesso all'uso della sua bottega per rispondere a tutte le richieste ricevute. Tra i lavori più pregevoli che eseguì in questa fase vi furono la serie di affreschi per la cappella Merlino della chiesa del Gesù Nuovo, datati intorno al 1687, in gran parte scomparsi a seguito del terremoto del 1688, mentre sono invece rimasti quelli nell'arcone antecedente la cappella e nei peducci della cupola, il ciclo per la chiesa dall'Annunziata, interamente distrutto in un incendio del 1757, con Storie del Vecchio Testamento e la Piscina Probatica, che il De Dominici descrisse come meravigliosa, probabilmente in sintonia con quella che il Lanfranco eseguì per la chiesa dei Santi Apostoli di Napoli, nonché la grande tela della Madonna del Baldacchino per la chiesa di Santo Spirito di Palazzo, oggi al Museo nazionale di Capodimonte, che il De Dominici la definì «una delle più belle opere di Luca», l'Invenzione della Croce per la chiesa della Pietà dei Turchini, il Trasporto del corpo di santa Restituta per la basilica di Santa Restituta, ultimata da Giuseppe Simonelli, la Madonna con il Bambino e san Giovannino al Museo di Montpellier, e la serie di tele della chiesa dei Santi Apostoli.
Negli affreschi per la cappella Merlino della chiesa del Gesù Nuovo a Napoli, datati 1687, il pittore riporta in auge un modo di fare pittura inframezzo tra il classicismo e il barocco, al punto che questi venivano segnalati nella guida del Celano come la più bella opera del Giordano che di continuo manteneva la gente incantata nell'osservarla. Oltre a quelli del Baciccio il Giordano sembra guardare anche ai modi del Lanfranco, che intanto si occupò di affrescare qualche anno prima la cupola della navata mediana della stessa chiesa e che per il quale il pittore partenopeo provava una dichiarata ammirazione, al punto di affermare particolare preoccupazione e dispiacere per la scomparsa dei lavori del pittore emiliano a seguito del terremoto del 1688, prima anche della perdita di gran parte dei suoi affreschi della cappella Merlino per l'appunto. Dell'intero ciclo decorativo sono rimasti superstiti solo gli affreschi nell'arcone d'ingresso, con Tre immagini di San Giovanni Battista, San Pietro e San Paolo, e nei peducci della cupola, con le rappresentazioni di quattro figure femminili del Vecchio Testamento: La vedova di Sarepta, La figlia del Faraone, Ruth e Giaele.

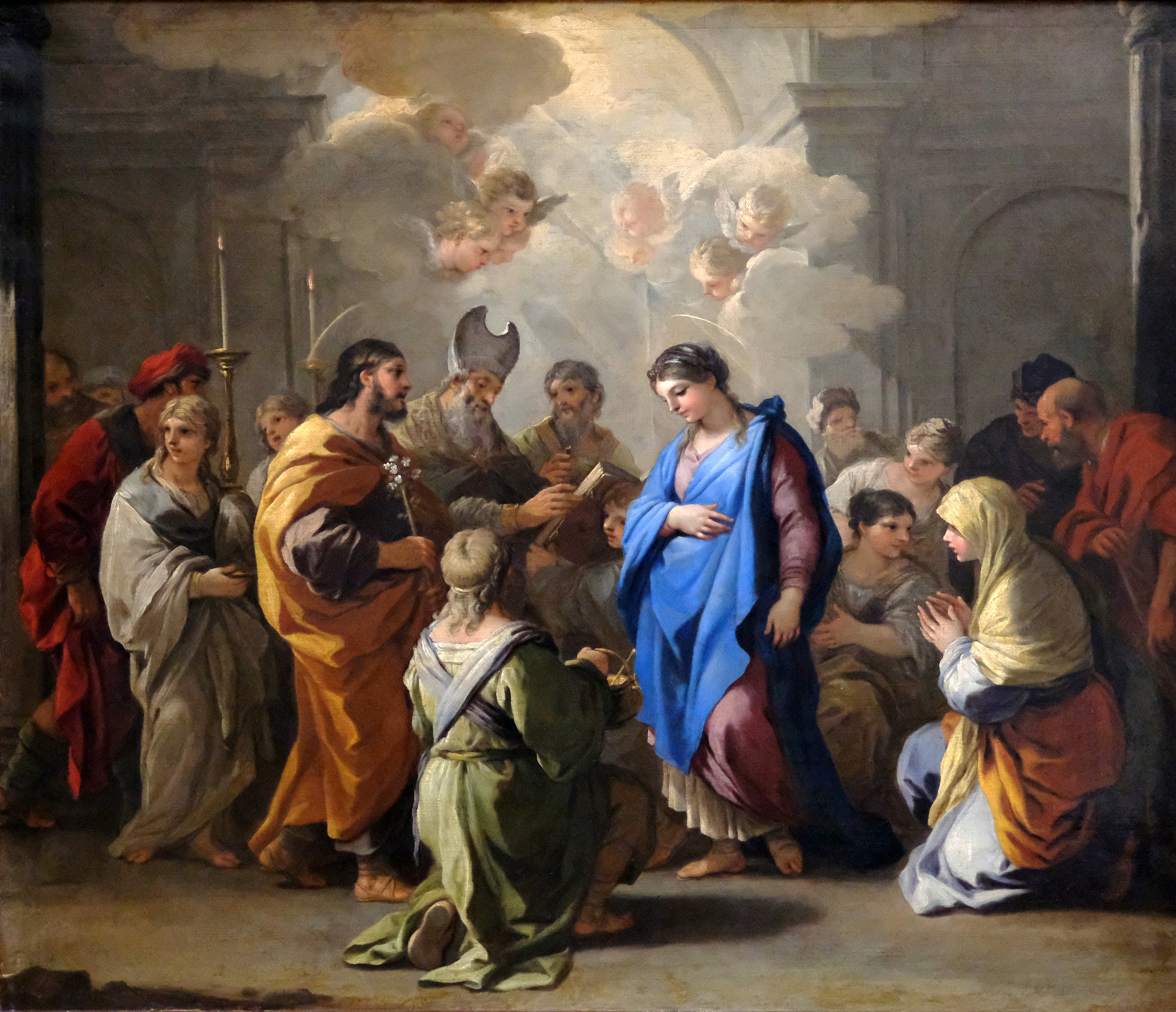
Sposalizio della Vergine (1688) - Museo del Louvre, Parigi

Intorno agli anni '90 del Seicento, il Giordano eseguì la prima di una serie che diverrà frequente per il pittore, quindi un numero di tele riprendenti le Storie della Vergine, oggi divise tra i musei del Prado, dell'Escorial, del Pardo e del Louvre, dove permane tanto il barocco berniniano nella plasticità dei personaggi ritratti, piuttosto che nella presenza di putti e dettagli di nature morte, quanto risulta classica l'impostazione scenica e compositiva. Si segnala inoltre in questi anni la commessa spagnola della regina di casa Borbone-d'Orleans, Maria Luisa, prima moglie di Carlo II, che chiese quattordici tele, tutte della stessa dimensione, su temi storico-mitologici, scene di battaglie, e le quattro raffigurazioni dei continenti (questi ultimi oggi in collezione a Zarzuela, vicino a Madrid, ma noti tramite un'altra redazione coeva, di maggiori dimensioni, eseguita per il marchese del Carpio e oggi conservata nella reggia di Caserta, in deposito dal Museo nazionale di San Martino di Napoli), lavori questi che faranno sì che da lì a qualche anno la figura del Giordano verrà richiesta in presenza a Madrid, dove consoliderà il proprio successo artistico, oramai noto in tutta Europa, lavorando sotto la diretta supervisione della Corona di Spagna.
Nel 1692 si registrano gli ultimi lavori a Napoli prima di lasciare la città per stabilirsi a Madrid. Per la cupola della chiesa di Santa Maria Donnaromita fu infatti incaricato di affrescare una serie di otto sante negli scomparti tra le finestre del tamburo, allegorie e virtù nei peducci, tutte queste ideate dal Giordano ma compiute da Giuseppe Romanelli e dal Simonelli, mentre sono autografi la Gloria di angeli al centro della calotta della cupola e le due scene storiche impaginate circolarmente una di seguito all'altra nella parte inferiore, dove sono il Trionfo di Debora e la Vittoria sul re di Canaan.
Al 1690, intanto, risale un atto con cui il Giordano fece erigere a sue spese la cappella di Santa Maria del Carmine sullo stesso fondo di sua proprietà a San Giorgio a Cremano, a pochi metri dalla sua casa padronale vacanziera.

### Il decennio spagnolo (1692-1702)

#### Alla corte di re Carlo II di Spagna

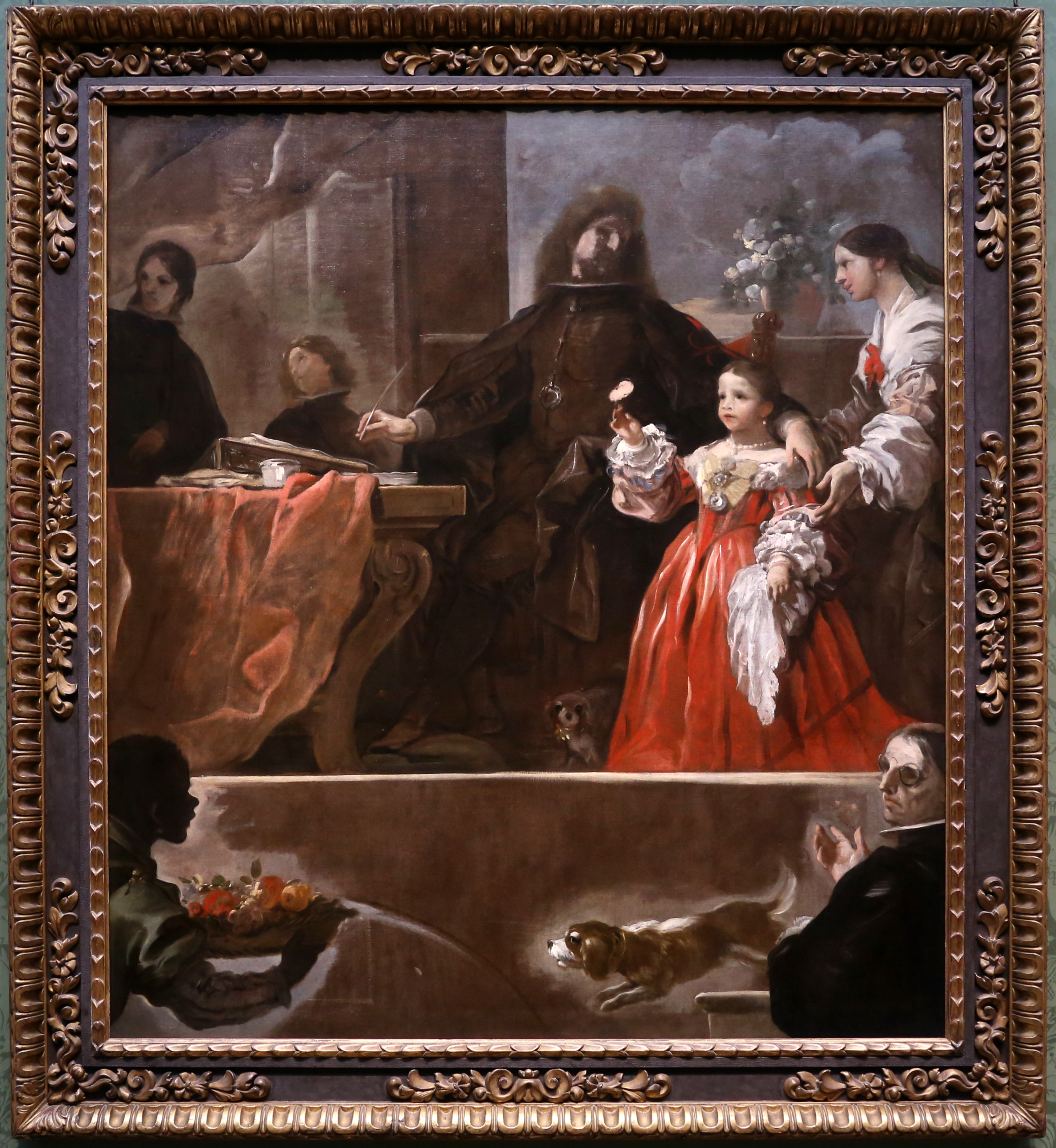
Omaggio a Velasquez con autoritratto (1693-94) - National Gallery, Londra

Nel 1692 Luca Giordano venne chiamato a Madrid alla corte di re Carlo II, trascorrendo così il decennio 1692-1702 in Spagna. Il Giordano si trovò a operare dopo più di trent'anni dall'ultimo italiano chiamato a lavorare per la corona madrilena, ossia i due bolognesi Angelo Michele Colonna e Agostino Mitelli. Il re spagnolo era un culture delle arti: le sue intenzioni erano quelle di glorificare la dinastia reale tramite apparati decorativi ad affreschi ampi e sfarzosi, che di fatto risultavano mancanti nella Spagna del tempo, la cui scuola artistica si era pressoché arrestata dopo la morte di Diego Velázquez.
Il pittore che più di tutti poteva rispondere a queste esigenze non poteva che essere il Giordano, sia per il legame che intercorreva tra la capitale vicereale (Napoli) e quella del Regno (Madrid), dove la città partenopea appariva come vera e propria fonte da cui "attingere", sia perché in quegli anni la figura del pittore era già affermata in ambito europeo, allorché tutti gli ambienti di corte del continente conoscevano la sua scuola.

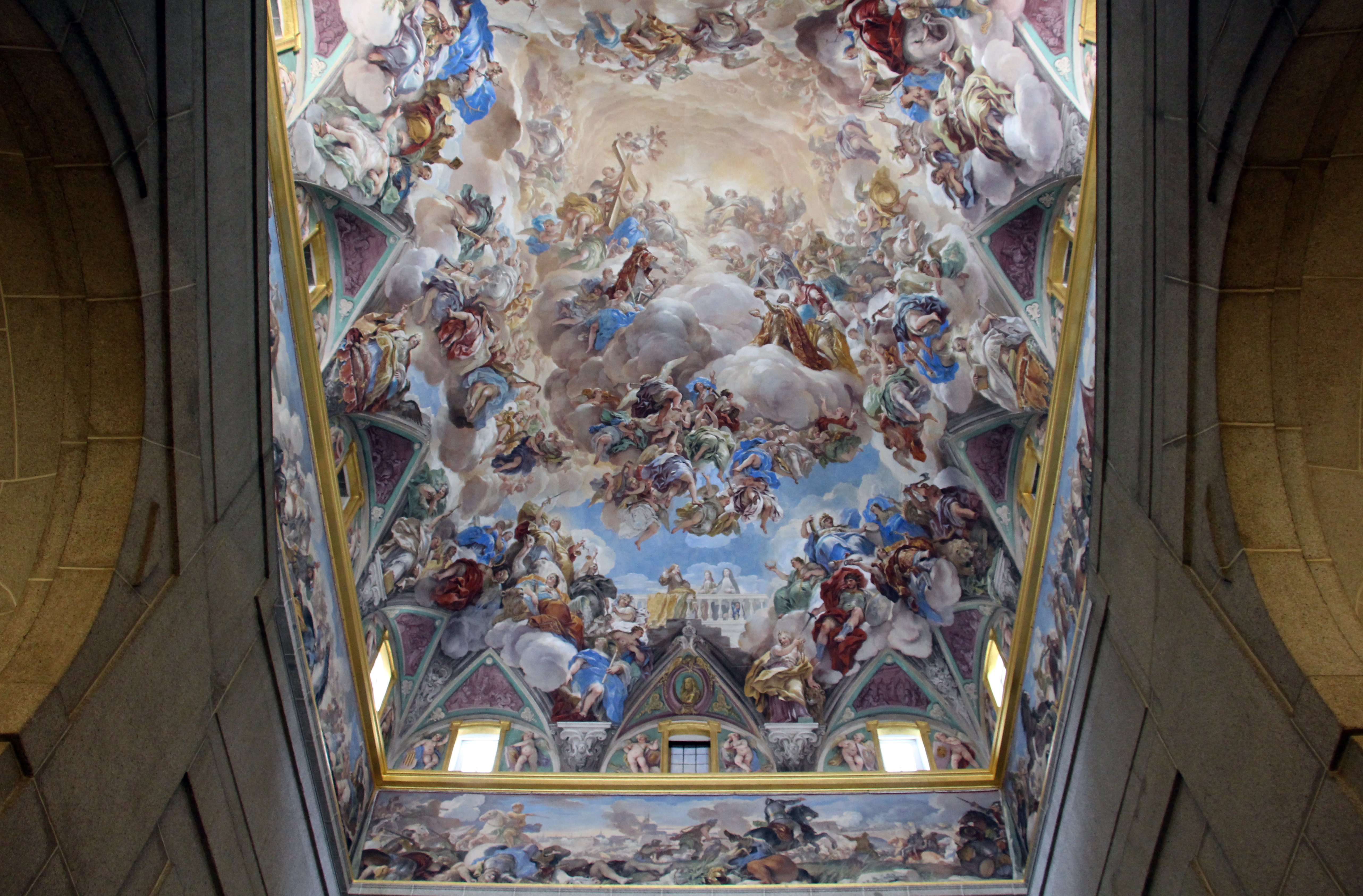
La volta dell'Escalera del Monastero di San Lorenzo all'Escorial (1692-93)

Luca Giordano fu popolare alla corte spagnola (infatti in questo periodo produce una grandissima quantità di dipinti su tela, su rame e a fresco di soggetto sacro o profano) tanto che il re gli concesse il titolo di "caballero". A ogni modo cinque furono le grandi commesse che lo portarono al consolidamento su scala internazionale della sua pittura: il Monastero di San Lorenzo dell'Escorial, la chiesa di San Antonio dei Portoghesi e il Casón del Buen Retiro di Madrid e la sacrestia della Cattedrale di Toledo.

#### Il cantiere del Monastero dell'Escorial
La prima grande commessa che il Giordano ebbe una volta in Spagna fu quella dell'Escorial, appena ricostruito dopo l'incendio che distrusse ogni decorazione interna, dove dipinse nella volta dell'Escalera la Glorificazione delle gesta di Carlo V e Filippo II, sovrapposto a un lungo fregio a olio su tela con la Battaglia di San Quintino, che magistralmente il pittore utilizzò anche per "spezzare" l'apparato decorativo della volta con i preesistenti affreschi cinquecenteschi di Luca Cambiaso che insistono nelle fasce inferiori della sala.
Il Giordano fu proposto al re dall'emissario in terra napoletana Cristobal Oragnon, che apprezzandone le qualità artistiche, lo suggerì proprio nella fattispecie del monastero di San Lorenzo vista anche la necessità di completare l'edificio nei tempi brevi. Ottenuto il consenso da parte di Carlo, e avanzata la richiesta al Giordano di partire per la Spagna, il pittore si trasferì con tutto il suo entourage, quindi con i collaboratori (tra cui anche il figlio Nicolò, il nipote Giuseppe e, secondo il Baldinucci, anche Paolo De Matteis) con il confessore e con un domestico. L'apparato iconografico degli affreschi non fu né imposto né tanto meno condizionato dalla committenza; fu invece definito di volta in volta mediante bozzetti che il Giordano inviava al re ed elaborato sulle pareti di volta in volta che questi manifestava il suo consenso.

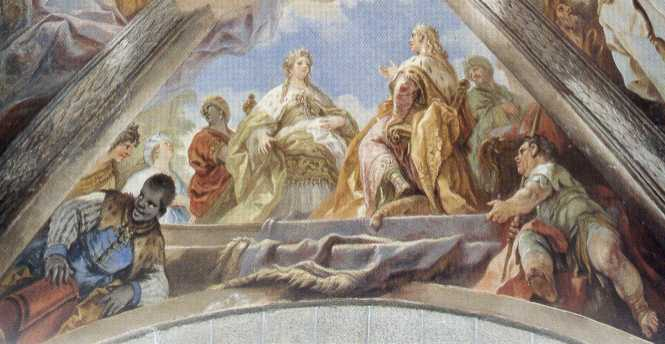
Particolare di uno degli affreschi della chiesa

Al 1693 il ciclo dell'Escalera risultava terminato; fu così che si avviarono quelli della volta della chiesa, che di volta in volta venivano abbozzati e poi eseguiti dopo parere del re. Quest'ultimo decretava invece la successione delle vele da affrescare: la prima fu quella sopra gli altari delle reliquie, poi in successione quelle delle cappelle laterali, del presbiterio, della crociera (Morte della Vergine e Vicende del popolo ebreo, quest'ultimo ritenuto già dai tempi antichi uno dei capolavori del pittore) e infine quelle del coro (Storie di David e Storie di Salomone). Nel luglio del 1694 l'intero ciclo risultava completato.
Il ciclo del Monastero, e più in particolare dell'Escalera, fu talmente eccezionale che l'abate napoletano Andrea Belvedere, in occasione di un suo ritorno a Napoli dopo un viaggio all'Escorial, nel 1695, riferì al De Dominici che nella città partenopea le «pitture del Giordano parevano cose da nulla» rispetto agli affreschi escorialensi.

#### L'arrivo a Madrid e gli affreschi del Casón del Buen Retiro

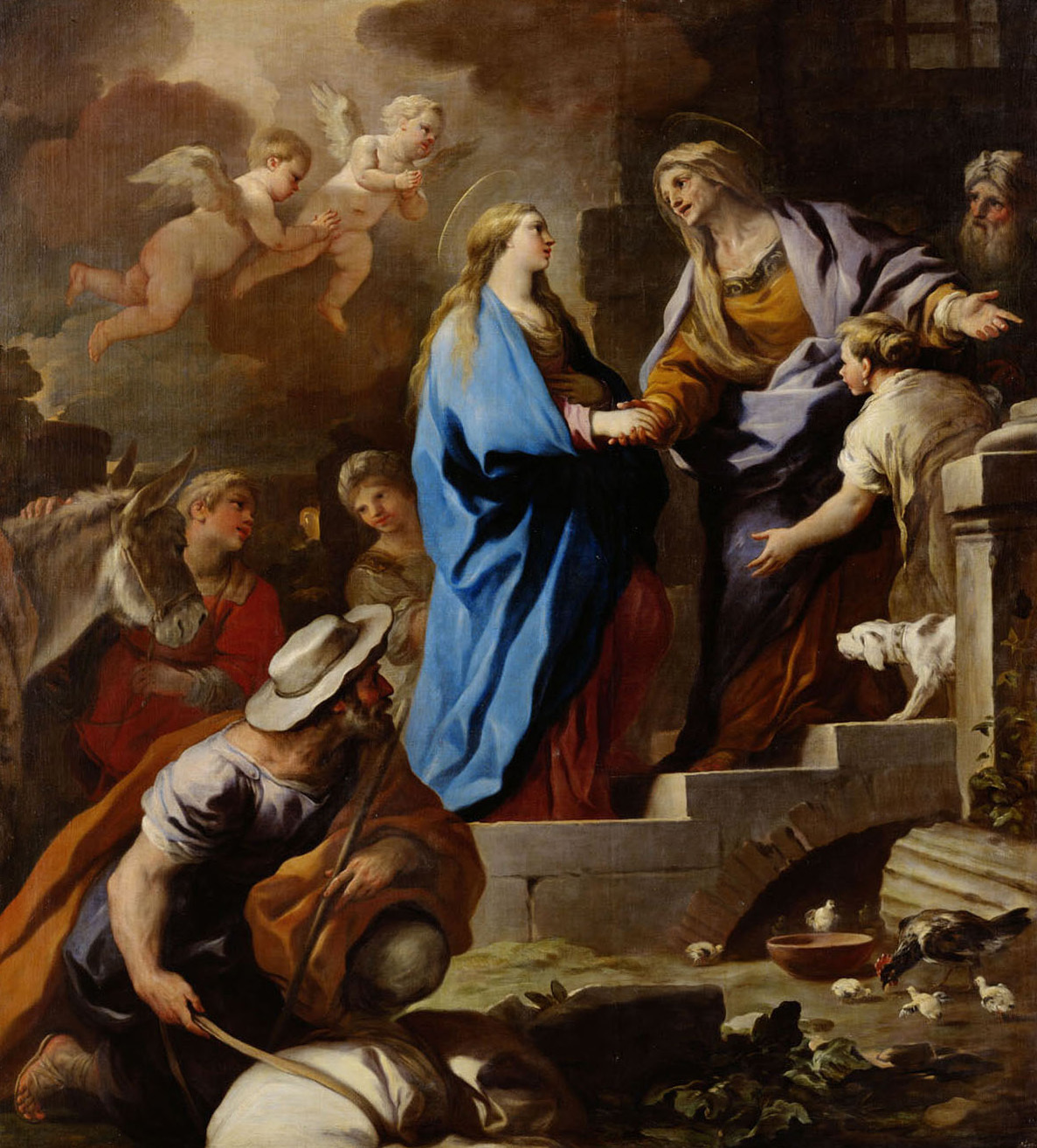
Vitazione della Vergine (1697) - Kunsthistorisches Museum, Vienna

Terminati i lavori all'Escorial, Luca Giordano giunge a Madrid dove prima di intraprendere i lavori per i grandi cantieri su cui verrà chiamato a intervenire, eseguirà su committenza pubblica e privata un cospicuo numero di tele oggi sparse per lo più in svariati musei spagnoli, quindi per il palazzo reale e il Museo del Prado di Madrid, per il palazzo reale di Aranujez e quello di El Pardo. Tra le opere che suscitarono maggiori consensi vi furono altre due serie di dipinti sulle Storie della Vergine, tutte su rame, una delle quali oggi confluita interamente nelle raccolte del Museo nazionale di Vienna, l'altra invece a Guadalupe, nel convento di San Jeronimo.
Una volta giunto a Madrid il pittore fu incaricato da Carlo II di eseguire gli affreschi e una serie di tele per il Palazzo reale di Aranjuez, località vicina alla capitale reale. Tuttavia dei cicli in questione non vi è rimasta alcuna traccia, essendo stato il complesso interamente ristrutturato nel corso del tempo, mentre delle tele non risulta possibile costruire un percorso definito in quanto più volte, soprattutto nell'Ottocento, le opere venivano di volta in volta spostate tra le residenze reali di Spagna.

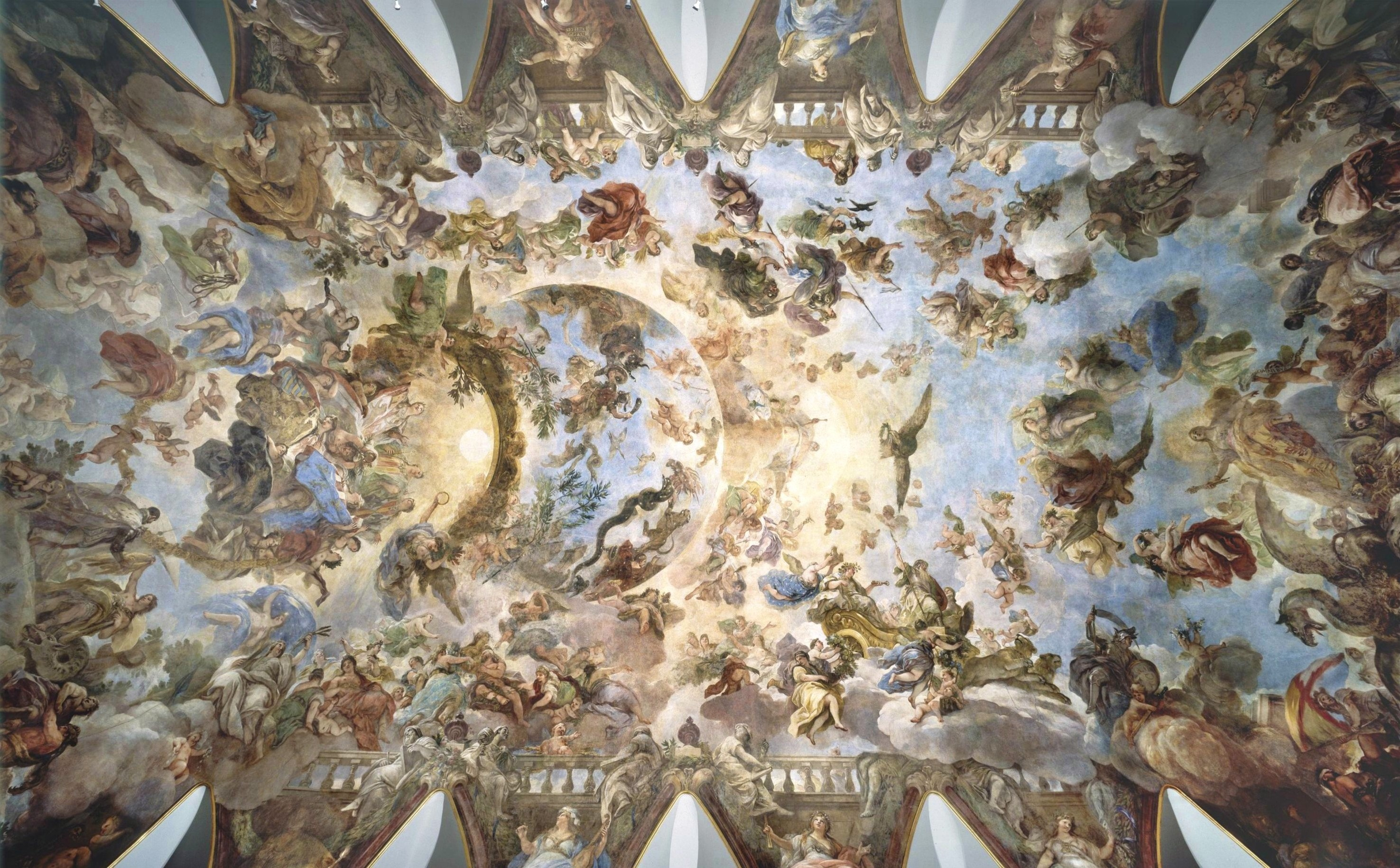
La volta del Casón del Buen Retiro, Madrid (1697)

Successivamente il pittore fu incaricato di abbellire un corpo di fabbrica di quello che era al tempo la seconda residenza reale più importante della città madrilena dopo l'Alcázar, ossia il Casón del Buen Retiro. Carlo II pensò per l'occasione di far abbellire il Cason in quanto in quegli anni divenne uno dei principali edifici di rappresentanza di Madrid. Il ciclo che ne verrà fuori costituirà il più importante tra quelli non religiosi compiuti dal Giordano, e in assoluto il più importante fatto in Spagna dopo quello dell'Escorial. Il ciclo che venne rappresentato nella volta era quindi incentrato dal pittore sulla rappresentazione allegorica della monarchia spagnola centrata sul tema del toson d'oro. A differenza dei grandi cicli compiuti fin qui, quindi quello Medici-Riccardi e dell'Escalera, il tema della volta non è centrale e fulcro di ciò che è invece rappresentato scorrevolmente sulle fasce inferiori, ma vede un insieme di episodi secondari concitati che si mescolano nell'allegoria della Istituzione del Toson d'oro, che degrada dietro un cielo dorato. Nel registro inferiore sotto al cornicione erano invece rappresentate su finti arazzi allungati le quattordici Fatiche di Ercole, tutte perdute e conosciute oggi grazie ai bozzetti preparatori sparsi in diversi musei del spagnoli.

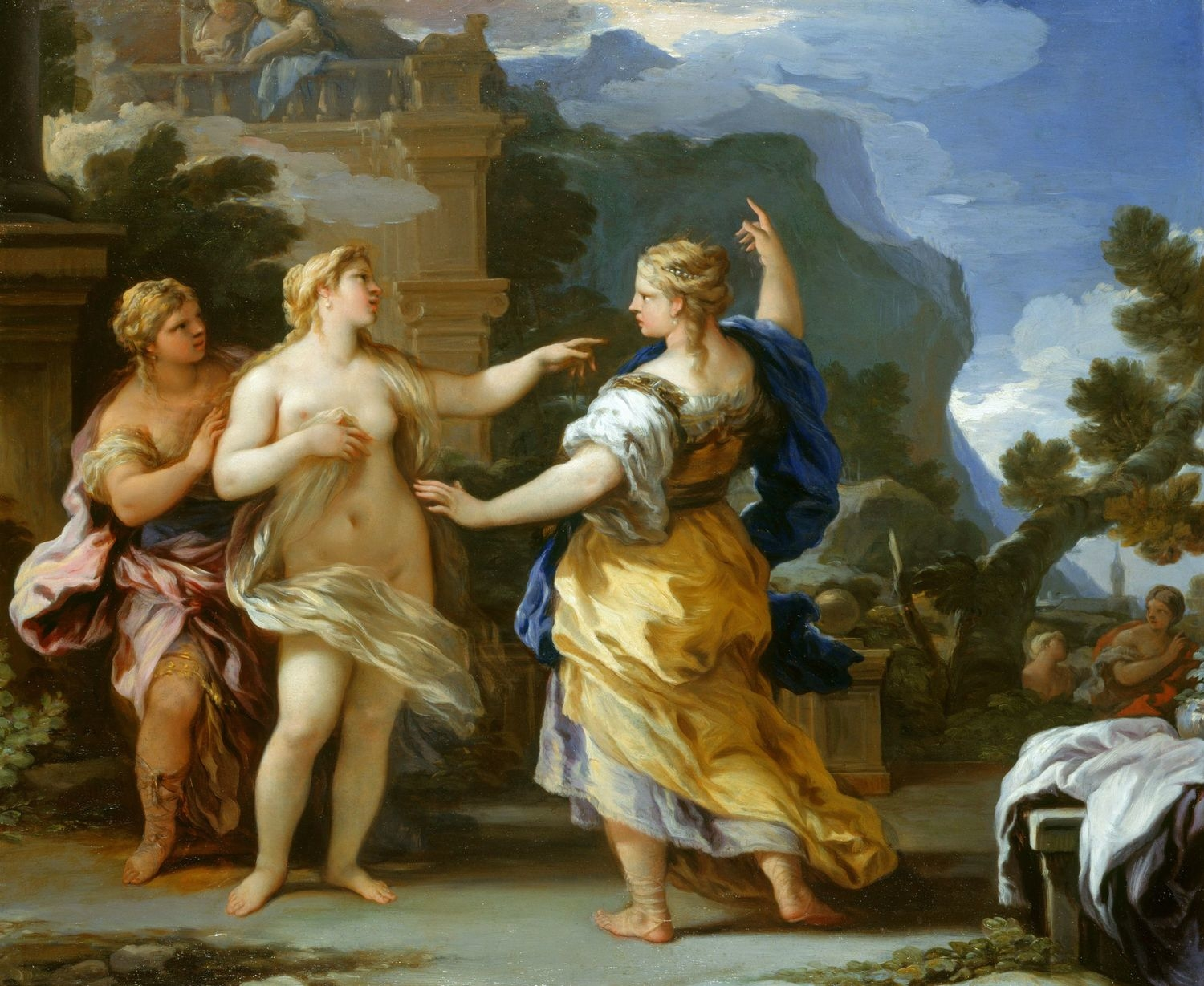
Psiche visitata dalle sorelle (1698) - Collezioni reali, Hampton Court

Risale a questa fase l'ultima grande serie di scene mitologiche che il Giordano eseguirà dietro committenza privata, ossia le dodici Storie di Psiche conservate tutte nelle collezioni reali di Hampton Court. Queste sono concepite in formato ridotto su supporto in rame col fine di accentuarne il cromatismo, che di fatto costituiscono il preludio alla stagione del Rococò che da lì a breve si sarebbe aperta nel contesto europeo, e che avrebbero avuto influsso anche su pittori nati dietro la scia del Giordano, come Francesco Solimena, Francesco De Mura e Corrado Giaquinto.

#### Gli affreschi alla sacrestia della Cattedrale di Toledo

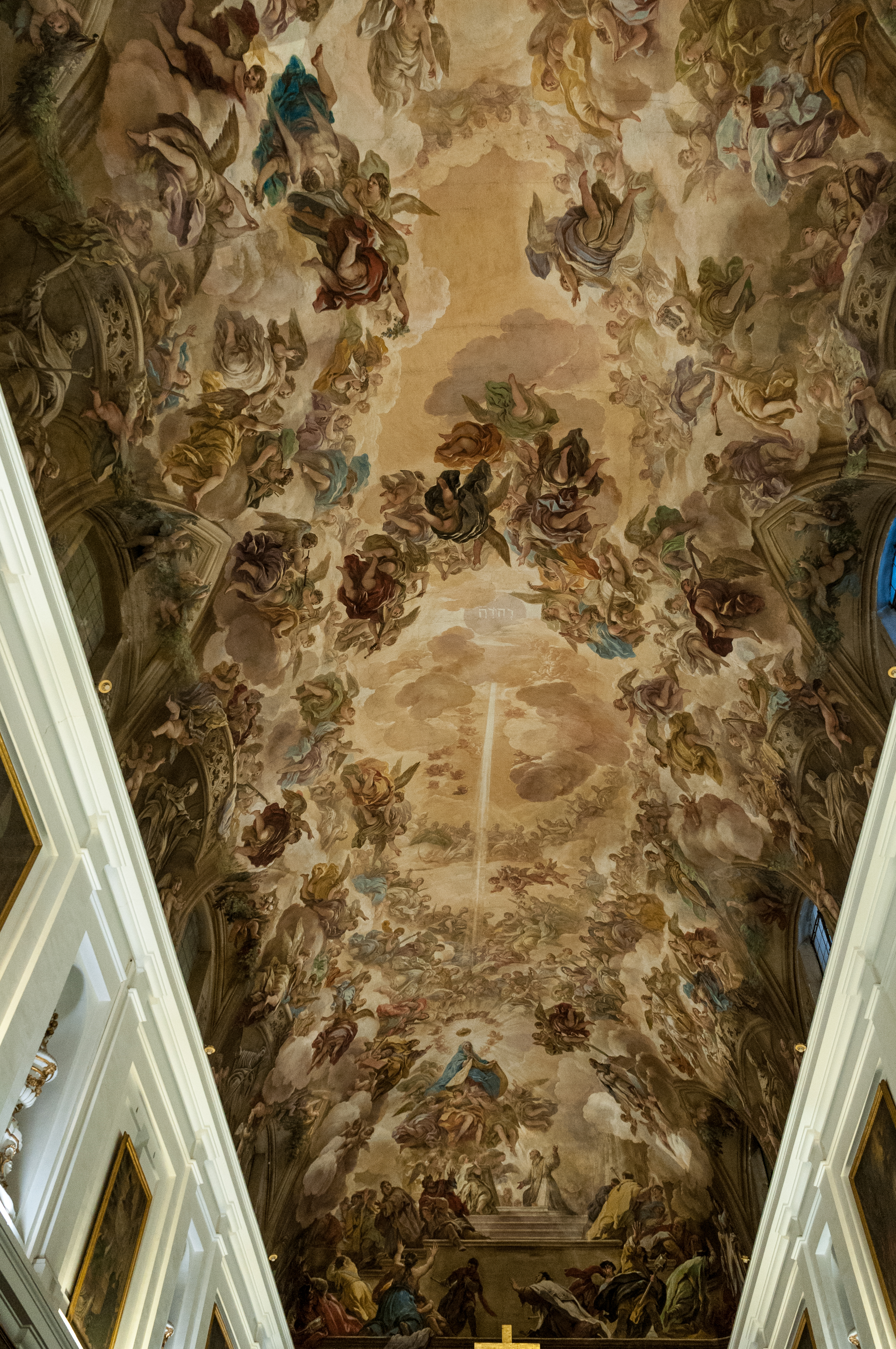
Il ciclo di affreschi di Toledo (1698)

Successivamente ai lavori di Madrid, il Giordano viene chiamato nel 1698 ad affrescare la sacrestia della Cattedrale di Toledo. Per l'ampia sala eseguì sulla volta un ciclo sul Trionfo della Chiesa e sull'Imposizione della casula, disposte sui due lati estremi della volta, mentre sui lati lunghi vengono disposte fine balconate, angeli e i Padri della Chiesa.
A differenza dei cicli precedenti, in questo di Toledo il pittore utilizzò con maggior frequenza la stesura di finte architetture all'interno delle scene. Un elemento questo mai usato così incessantemente prima, se non nell'affresco della controfacciata dei Girolamini, dove compare per la prima volta per il Giordano una architettura sullo sfondo della raffigurazione. Il risultato dell'affresco nel suo insieme rimane monumentale e tra i più importanti dell'opera del Giordano, seppur tuttavia rispetto ai suoi lavori precedenti questo risulta più compassato e cupo, quindi meno "leggero" e raffinato sul profilo plastico e luministico.
A prova di ciò sussiste il fatto che a Napoli giunsero le voci dei lavori del Giordano in Spagna di volta in volta che questi li eseguiva, mentre di questo di Toledo non pervenne alcuna notizia in città, tant'è che i due biografi più attenti in quel periodo su ciò che succedeva nell'ambiente artistico partenopeo, De Dominici e Baldinucci, non citeranno mai nessuna informazione riguardante il suddetto ciclo.
Dopo i lavori di Toledo, ben più apprezzati furono altri lavori che il Giordano eseguì per la cappella reale dell'Alcazar di Madrid, relativo a Storie del Vecchio Testamento che ruotavano intorno alla figura di Salomone. La composizione ebbe notevole successo nell'ambiente spagnolo, riuscendo a offrire nel suo insieme un apparato celebrativo ed eroico ma nel contempo grazioso, lucente e berniniana nella spazialità. Tuttavia questo ciclo si perse nel tempo e oggi ne rimane traccia e conoscenza solo attraverso documenti d'archivio e i bozzetti preparatori sparsi in diversi musei spagnoli, che consentono di ritenere dalla critica che quest'opera fosse una sorta di preannuncio del ciclo di affreschi che il pittore eseguirà alla certosa di San Martino di Napoli qualche anno più tardi.
Ancora allo stesso periodo risale un altro importante incarico, quello della cappella reale della Madonna dell'Atocha, per la quale eseguì gli affreschi con Storie della Vergine e il Trionfo del Cristianesimo, anch'essi perduti interamente, questa volta senza neanche la possibilità di ricostruire le scene raffigurate, in quanto della medesima commessa non rimangono superstiti né incisioni né bozzetti.

#### Le ultime commesse spagnole

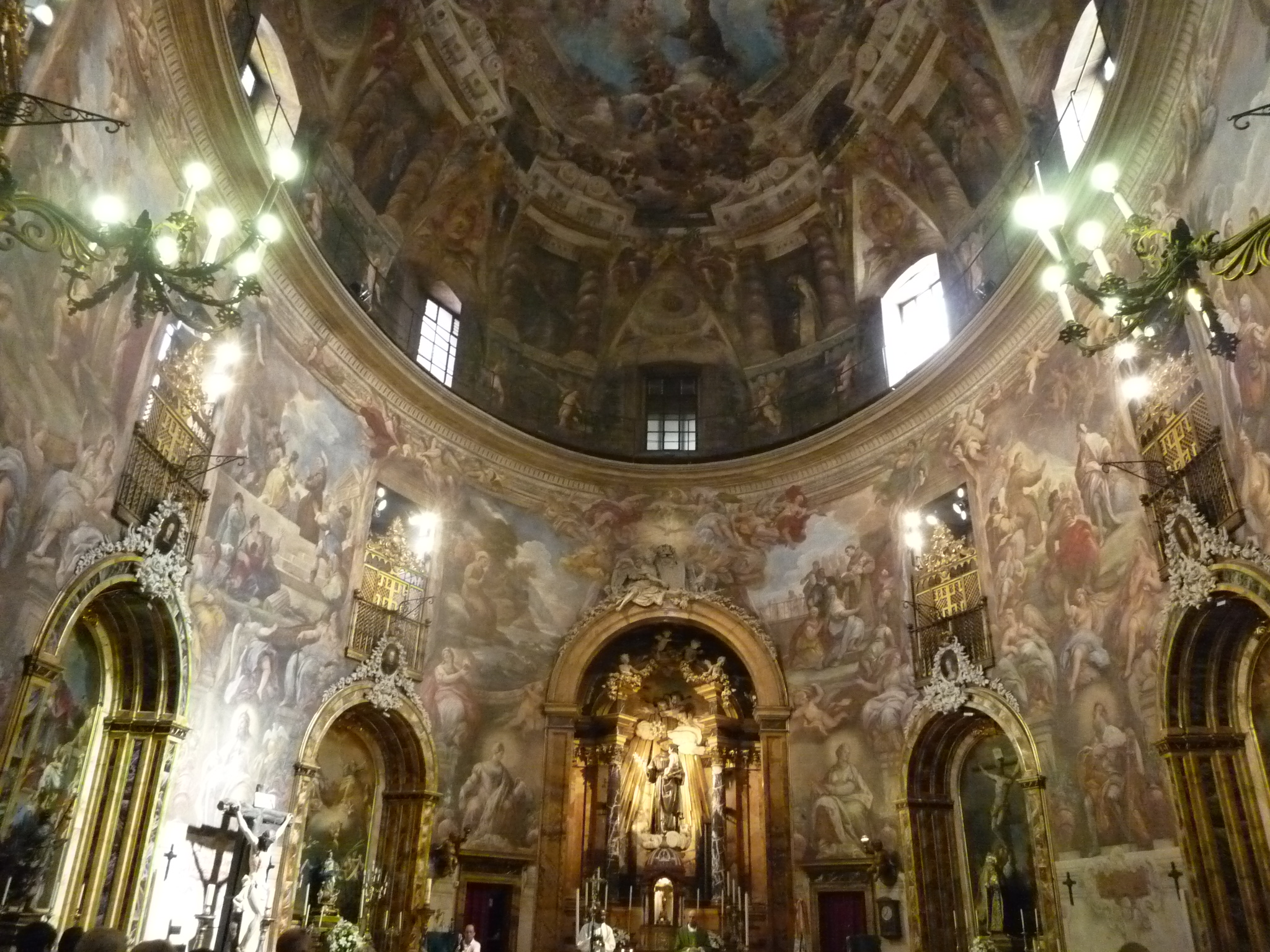
Interno della chiesa di Sant'Antonio dei Portoghesi di Madrid (1698-1700)

Ritornato a Madrid, Giordano ebbe l'incarico di completare la decorazione muraria della chiesa di Sant'Antonio dei Portoghesi. L'edificio, a pianta circolare, risultava già affrescato nella volta, pertanto il pittore napoletano aveva il compito di completare unicamente il ciclo nei registri inferiori. Tuttavia non soddisfatto dei lavori pregressi che fecero Rizi e Carreño nella cupola, si occupò di ritoccare anche i lavori dei suoi colleghi, aggiungendo nubi, figure di santi e sante, e le finte colonne sui lati.
Il ciclo vede le Storie di sant'Antonio dei Portoghesi con santi e allegorie negli spazi più ridotti, e fu terminato intorno al 1700 circa. L'impianto assume una forma adottata dai Carracci nella galleria di palazzo Farnese a Roma, dove le storie sono continuative, e non racchiuse in cornici, ma comunque separate fra loro da gruppi di angeli e allegorie, che fungono sostanzialmente da delimitatori della scena ritratta inserendosi comunque nel racconto mediante azioni da "spettatore".
A questo periodo risalgono una serie di tele e bozzetti conservate nei musei spagnoli, nonché le ultime commissioni di scene di battaglia pervenute al pittore. Il re infatti chiese una serie di battaglie glorificanti le gesta di Carlo V (Cattura di Francesco I, Cattura del duca di Sassonia, Fuga dell'esercito turco, Presa di Tunisi) tutte conservate al palazzo reale di El Pardo.
Carlo II morì nel 1700; gli succedette al trono Filippo V, più orientato verso l'arte francese, e quindi interrotti i rapporti con la casa reale e fattosi il pittore anziano, questi fece ritorno a Napoli. Il decennio di Giordano in Spagna si concluse quindi intorno al 1702, con notevoli risultati che, probabilmente, condizioneranno le scelte della committenza nella ricerca in futuro di frescanti, tant'è vero che, infatti, le proprie attenzioni andranno verso Corrado Giaquinto e Giambattista Tiepolo.

### Il ritorno a Napoli (1702-1705)

#### Gli affreschi della Certosa di San Martino

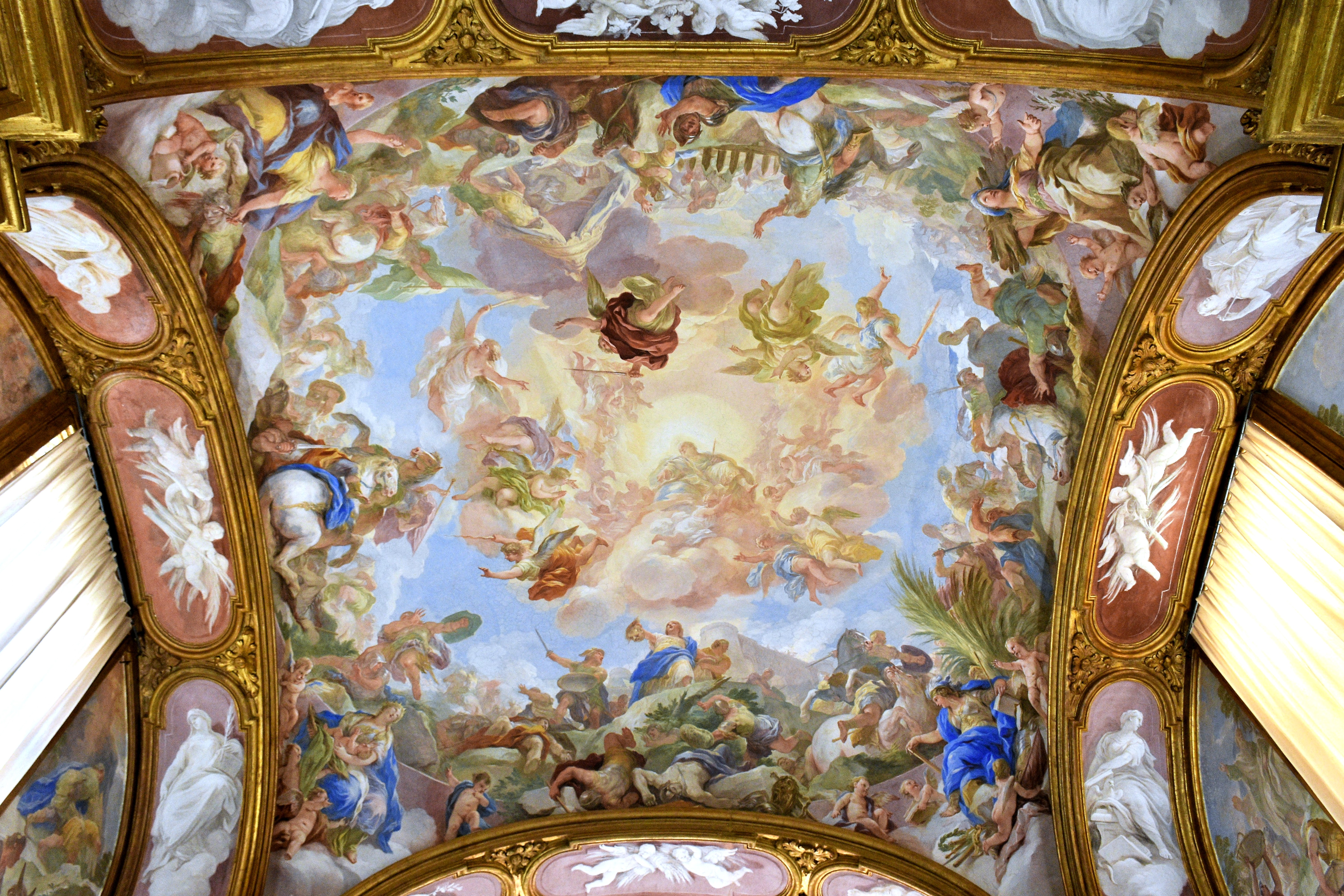
Il ciclo della scodella con le Storie di Giuditta e dell'Antico Testamento (1704)

Tornato a Napoli nel 1702, l'artista, quasi settantenne, continuò a lavorare con lo stesso incessante furore creativo che lo aveva contraddistinto negli anni giovanili.

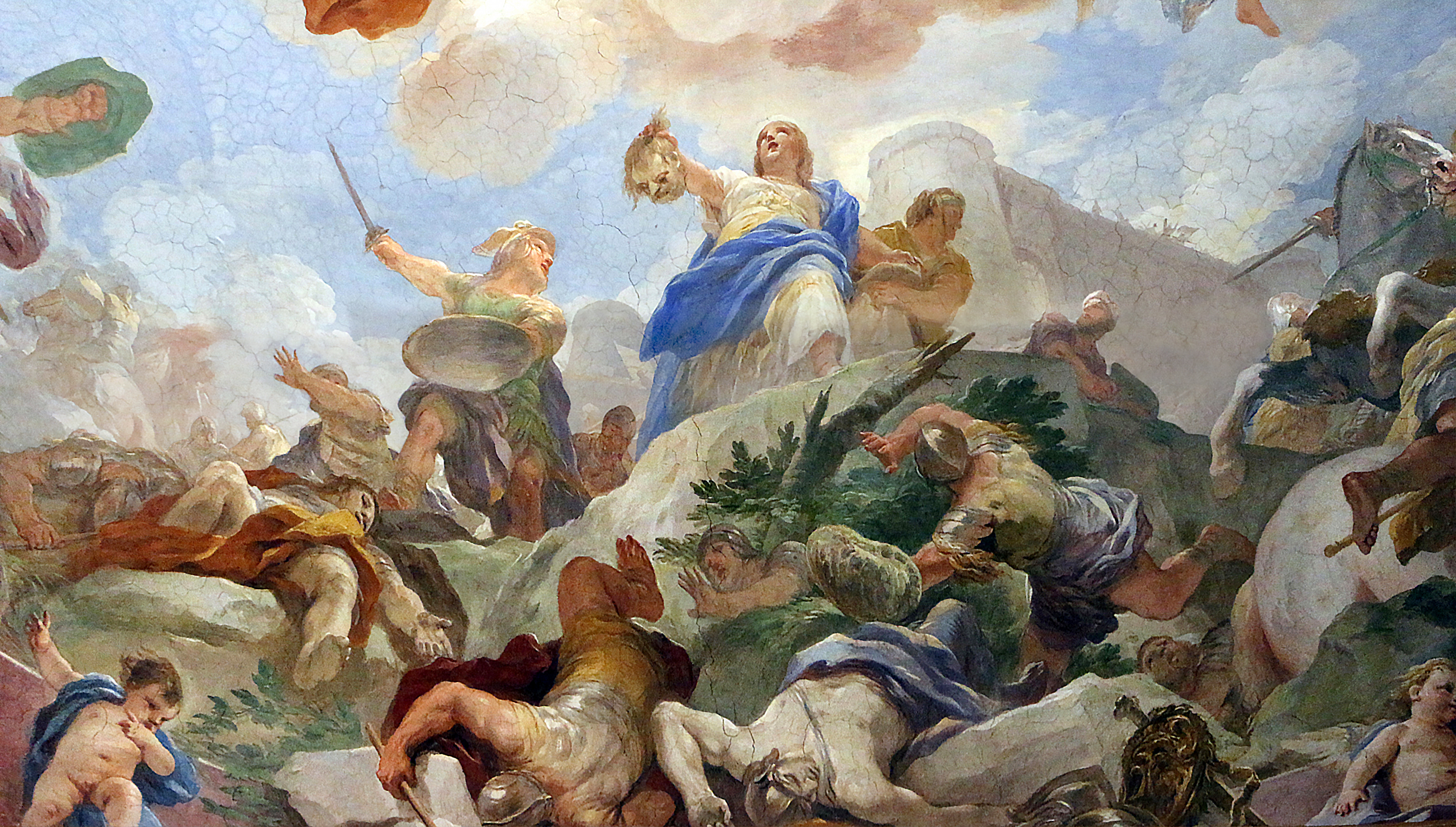
Particolare del Trionfo di Giuditta

Il Giordano continuò a rinnovare la sua produzione artistica con forti contrasti chiaro-scurali, dai toni bruciati o caliginosi, oppure con il dilagare di materie cromatiche sempre più lievi e delicate, come nella decorazione a fresco del cupolino della cappella del Tesoro nella Certosa di San Martino con le Storie di Giuditta e dell'Antico Testamento, commissionata nel 1703 e già conclusa appena un anno dopo.
L'opera nel suo insieme si innesta come coronamento di un percorso creativo che è partito dagli affreschi di Firenze e che è culminato con questo ciclo di San Martino, dove le soluzioni adottate appaiono come le prime grandi composizioni di quello stile rococò che per tutto il Settecento avrebbe dominato la scena artistica europea. Gli affreschi napoletani sin dal principio (ma anche fino ai tempi moderni) sono stati intesi dalla critica come la "quintessenza" dell'arte del Giordano: il De Dominici li raccontò asserendo che «[Giordano] fece un portento e [...] superò tutte le opere sue dipinte a fresco», mentre Francesco Solimena elogiò l'operato del maestro dichiarando che «[...] la furia, il fuoco, e 'l sapere con cui era dipinta quella battaglia non potea imitarsi da qualsifosse gran pittore, poiché parea dipinta tutta in un fiato, e con una sola girata di pennello», mentre il De Matteis la ritenne «la sua opera migliore» e ancora il Lanzi «ogni suo altro lavoro a fresco è anteposto a quello del Tesoro della Certosa».
Il ciclo si struttura si diverse scene disposte nella scodella della cappella, e nei registri superiori delle pareti laterali, al lato delle finestre. La scodella fu ripensata dal Giordano che dalla forma originaria che aveva, ossia quadrata, la proiettò in forma cilindrica. Le storie raffigurate nella scodella sono, come nel suo stile, raccontante in un continuum figurativo con scene e personaggi disposti lungo tutti e quattro i lati: nei quattro vertici sono quattro eroine del Vecchio Testamento (Giaele che conficca un picchetto nella tempia di Sisara, la Figlia del Faraone con Mosé bambino, Ester, la Figlia di Jefte), su due lati opposti sono da una parte il Trionfo di Giuditta, dall'altra Oloferne ucciso, mentre sugli altri due lati perpendicolari sono disposte scene degli israeliti che fan strage degli amalachiti; al centro è invece un gruppo di angeli attornianti l'Eterno.

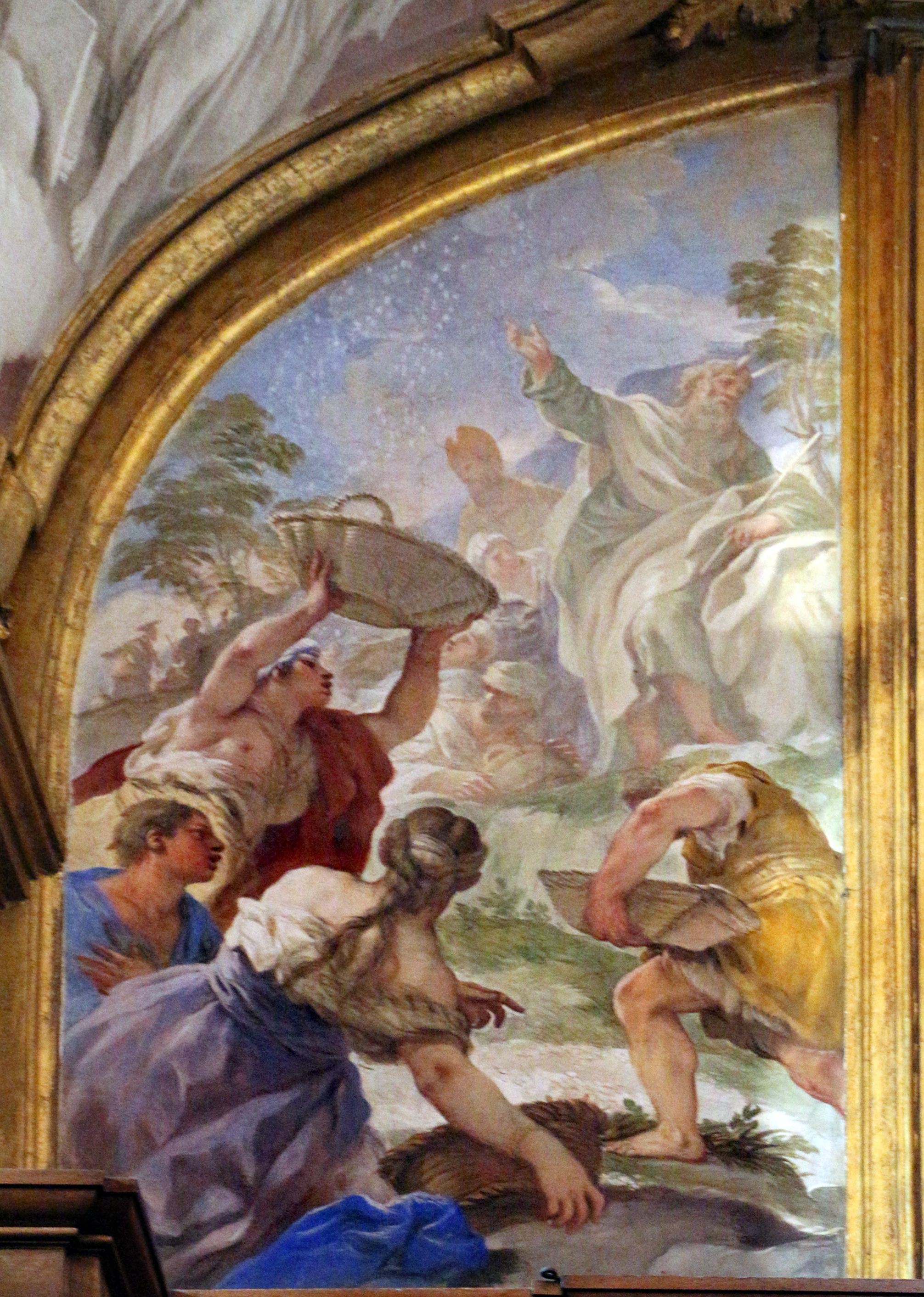
Caduta della manna
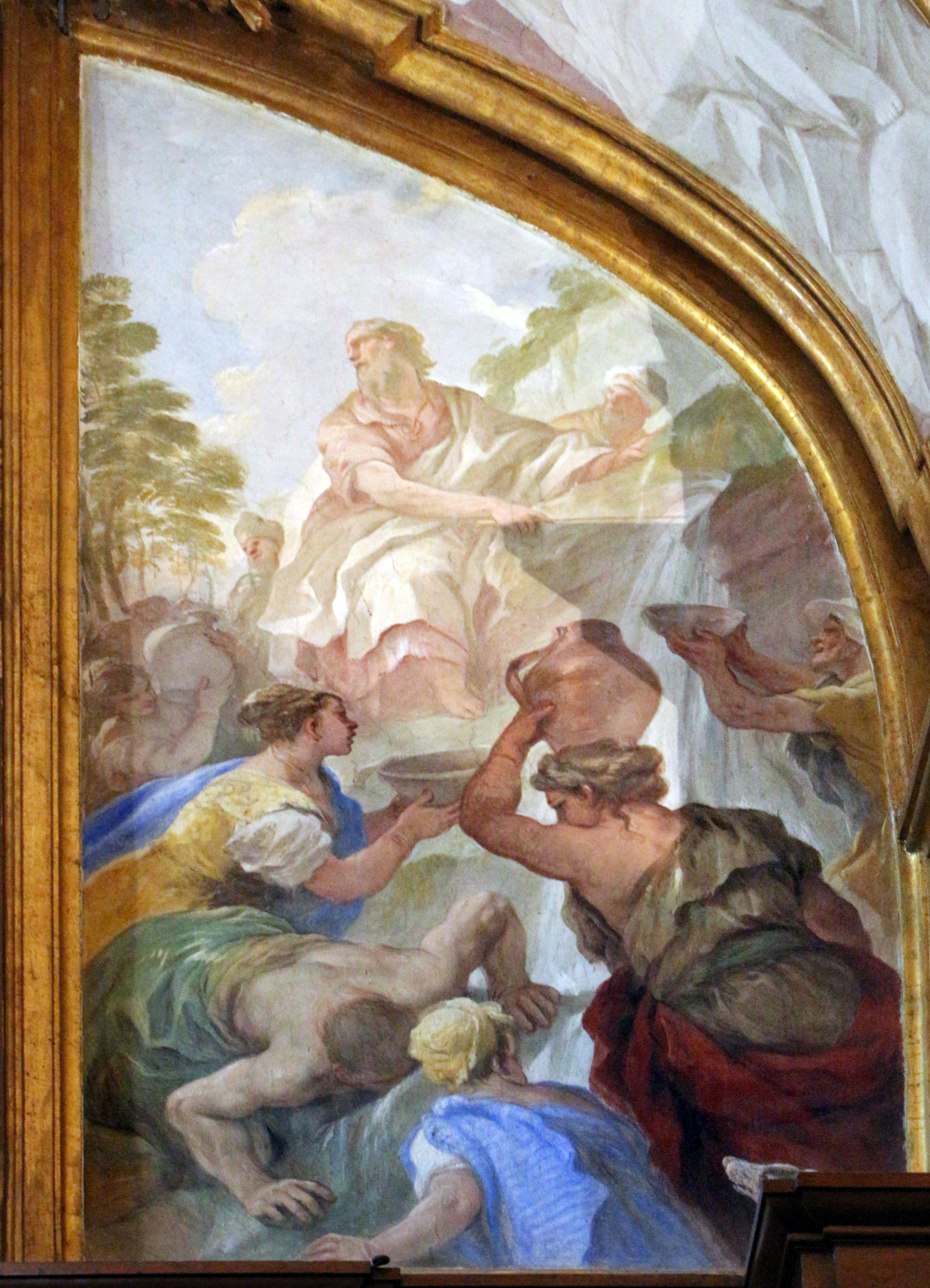
Mosè che fa scaturire le acque
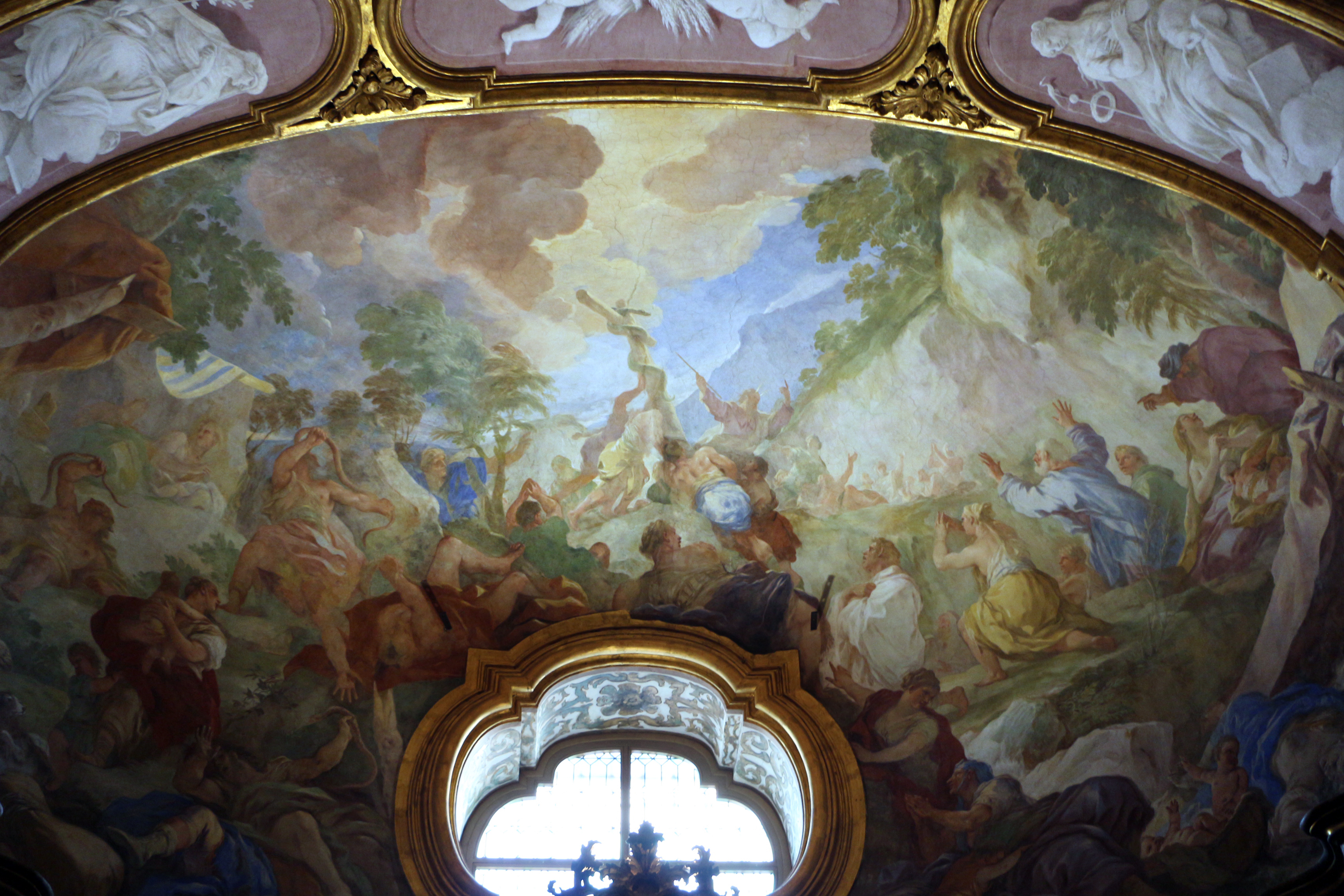
Serpente di bronzo
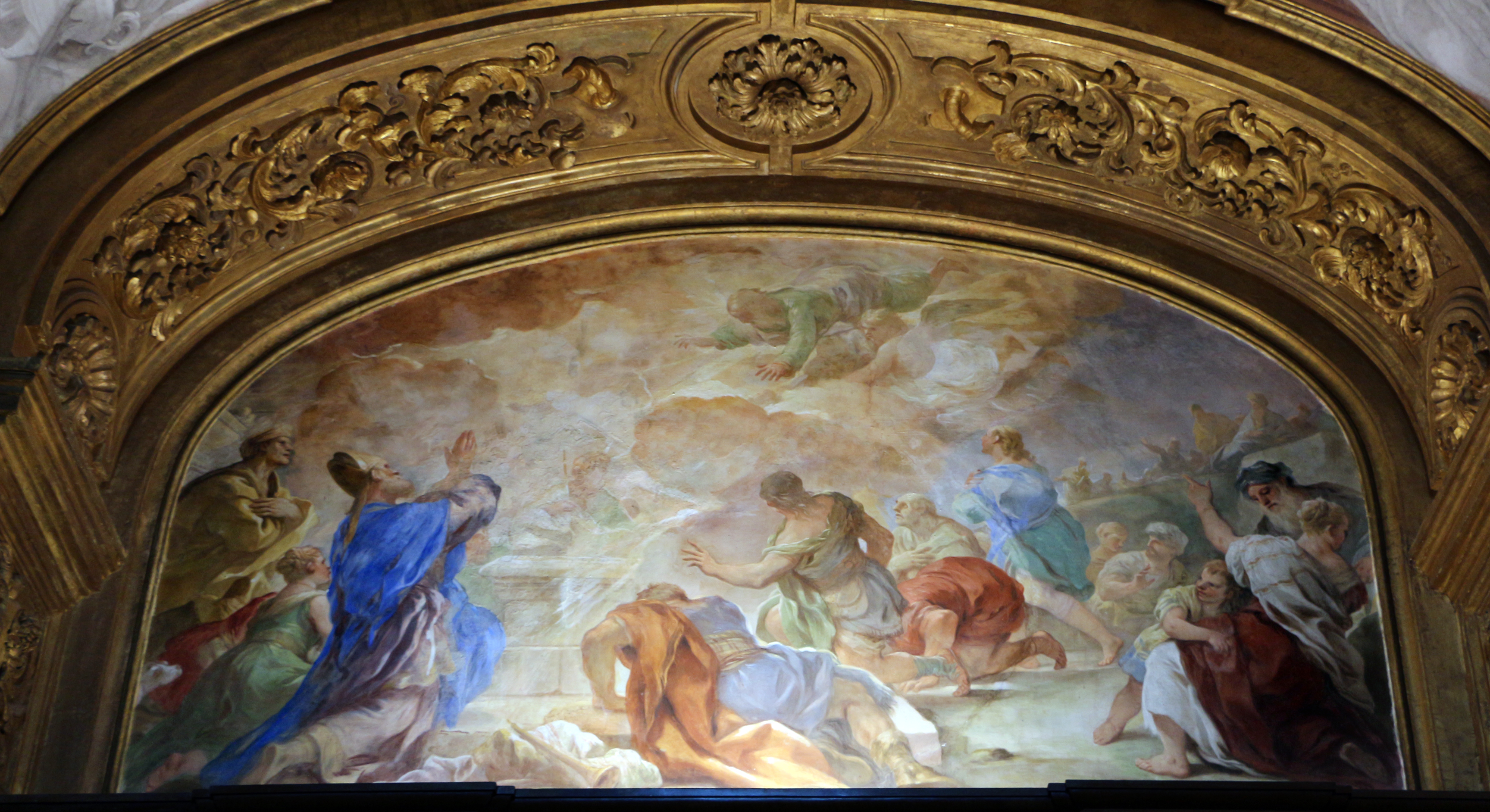
Sacrificio di Elia sul monte Carmelo
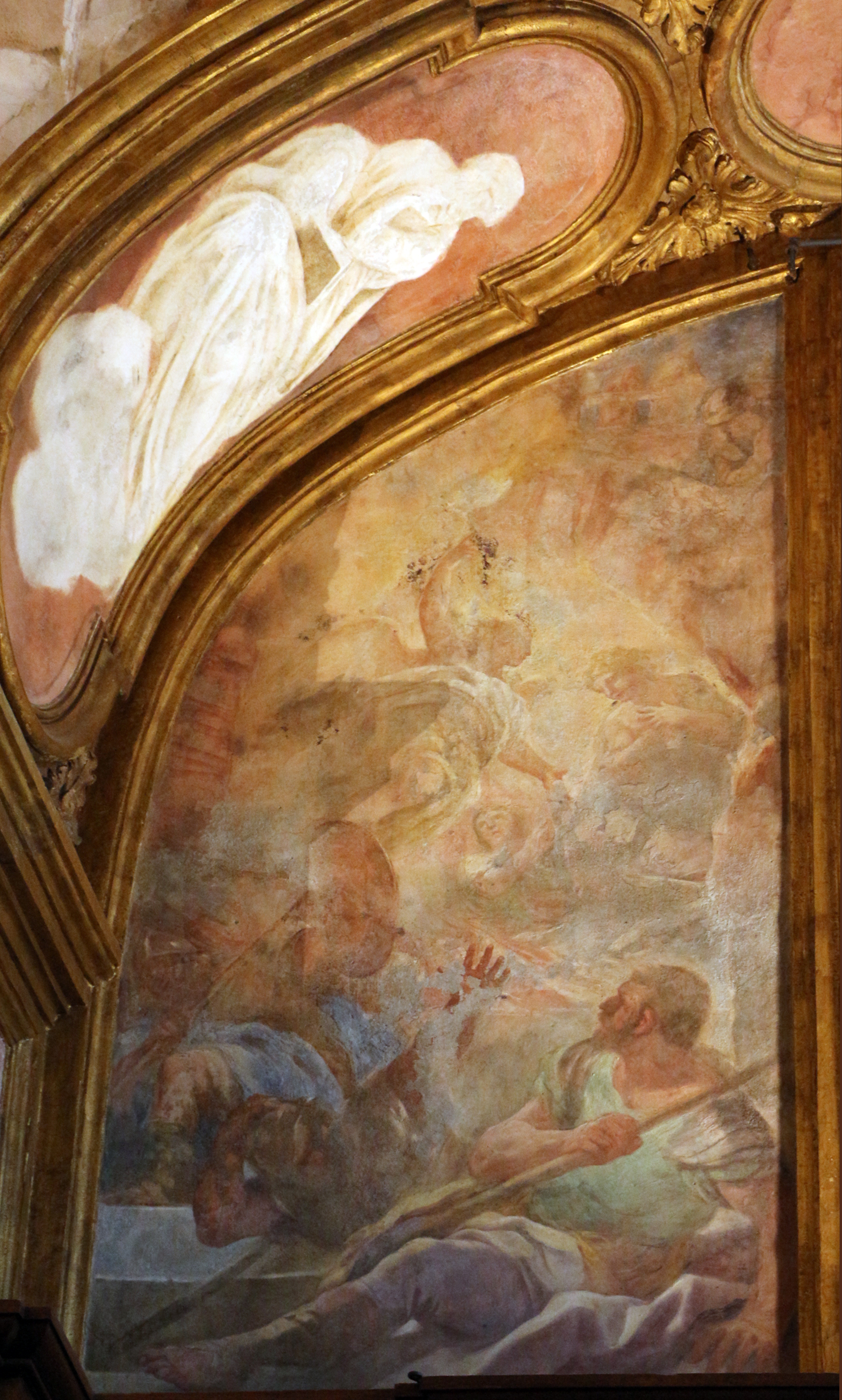
Fornace di Nabucodonosor
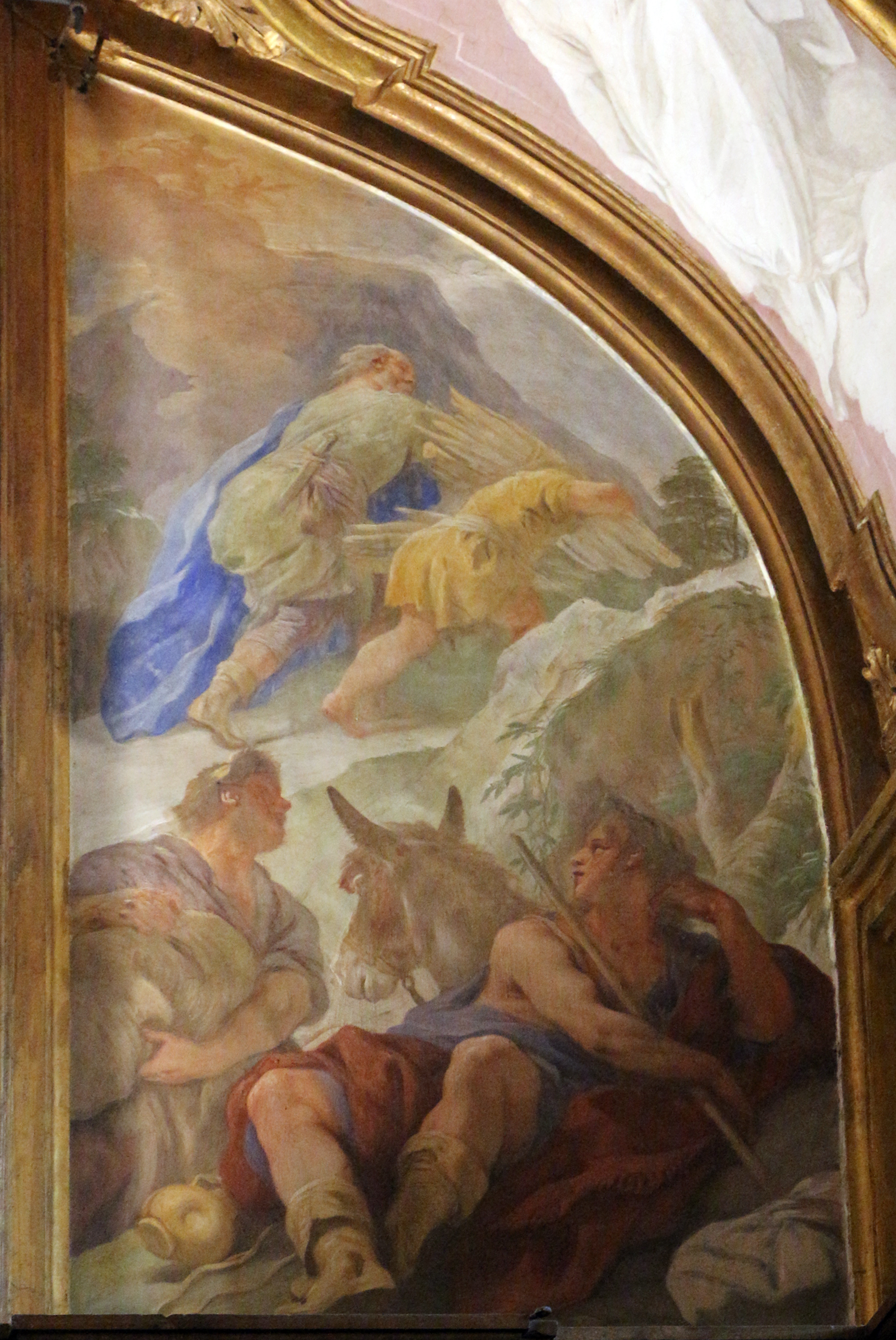
Abramo e Isacco che salgono il monte

Nella lunetta sopra l'altare maggiore è l'affresco riprendente la scena del Serpente di bronzo, ai lati del finestrone destro sono invece due mezze lunette con le scene della Caduta della manna e Mosè che fa scaturire le acque, mentre ai lati del finestrone sinistro sono La fornace di Nabucodonosor e Abramo e Isacco che salgono il monte, sopra la porta d'ingresso è invece il Sacrificio di Elia sul monte Carmelo.
Virtù e angioletti in monocromo sono infine dipinti nei vani bislunghi dei sottarchi che scandiscono la volta. Del ciclo esistono diversi bozzetti, in particolare del Trionfo di Giuditta, sparsi in vari musei del mondo.

#### Gli ultimi lavori

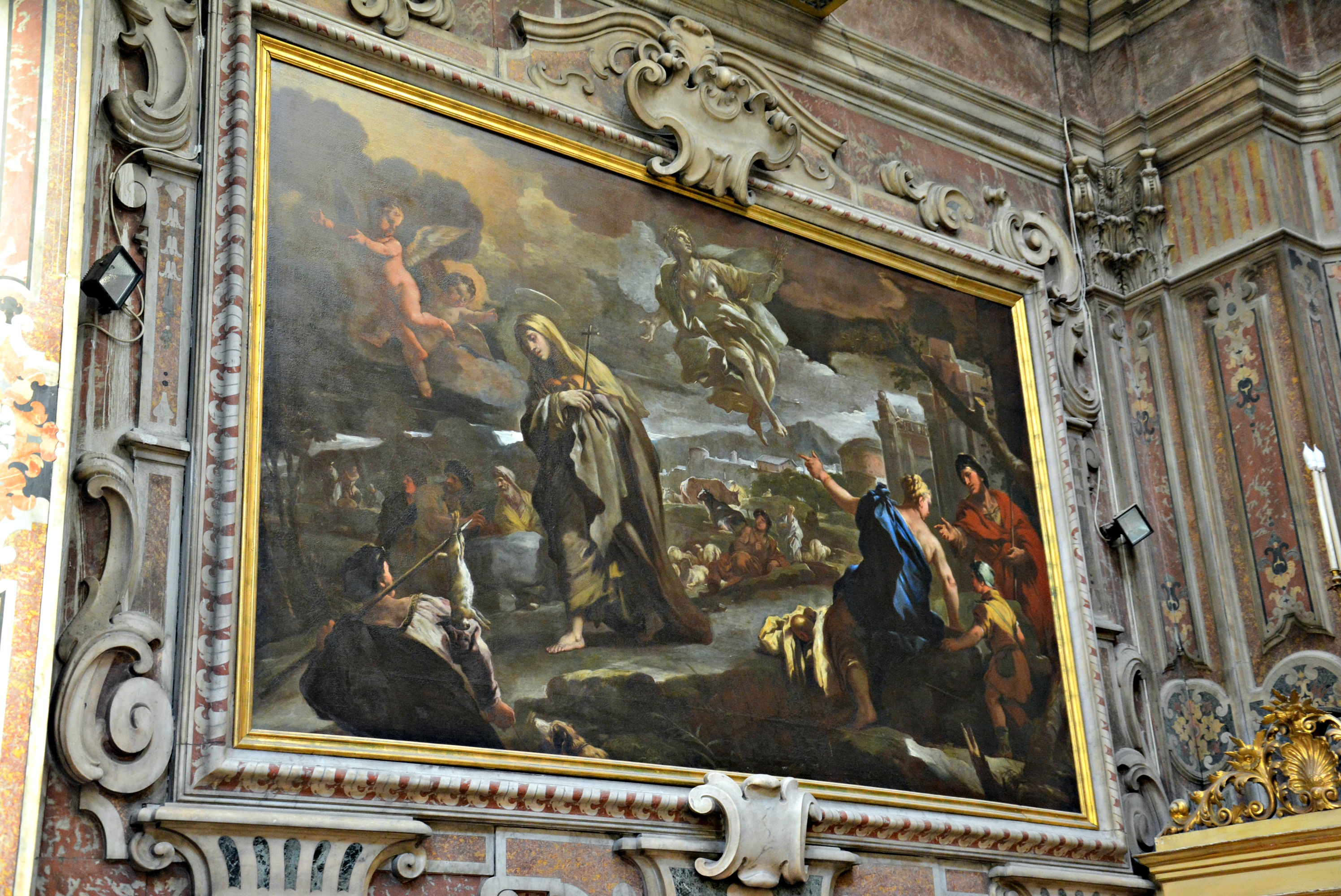
Santa Maria Egiziaca nel deserto (1702) - Chiesa di Santa Maria Egiziaca a Forcella, Napoli

Restavano sempre numerose le commissioni che il Giordano ricevette dal suo rientro a Napoli, tant'è che già dagli anni successivi a quelli degli affreschi di Firenze l'affermazione della propria pittura indussero il pittore ad avvalersi di un'affollata bottega. Aiuti e collaboratori sviluppavano "in grande" disegni e bozzetti forniti dal maestro, completavano opere solo iniziate da quest'ultimo, mentre in molti casi il Giordano si concedeva di intervenire, con qualche colpo di pennello al termine del lavoro svolto dagli allievi.
Le ultime tele pubbliche commissionate al pittore a partire dal 1703, alcune delle quali che si inframezzarono ai cicli di San Martino, furono eseguite con un ritorno al chiaro-scuro dei "primi tempi", in netta contrapposizione con il colorismo che concepì negli affreschi per la sala del Tesoro della certosa napoletana.

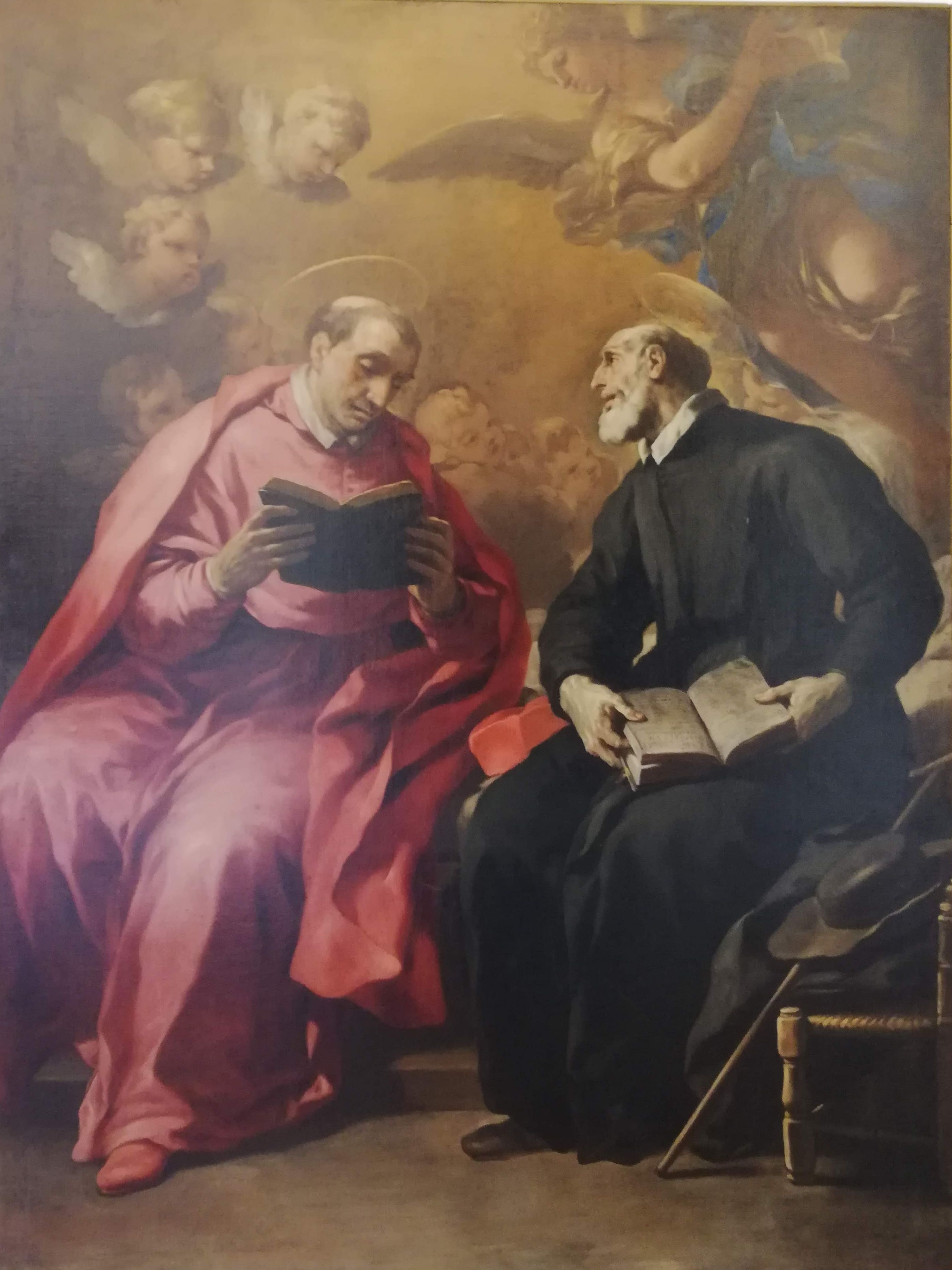
San Filippo Neri e san Carlo Borromeo in preghiera (1704) - Chiesa dei Girolamini, Napoli

Tra queste le più notevoli furono le due tele del 1703 alla chiesa di Santa Maria Egiziaca a Forcella, dove si riscopri nello sfondo delle composizioni (Santa Maria Egiziaca nel deserto e Santa Maria Egiziaca ha la visione della Vergine) anche in brani di paesaggi e scorci di notevole fattura, particolarmente apprezzati già dalla critica antica, la serie di tele sulle Storie di San Filippo Neri per la chiesa dei Girolamini (Incontro dei santi Carlo Borromeo e Filippo Neri, San Filippo Neri e san Carlo Borromeo in preghiera, San Carlo Borromeo bacia le mani a san Filippo Neri, Madonna col Bambino e angeli, San Francesco di Sales, San Canuto re), databile al 1704, che il De Dominici affermò essere di gusto tizianesco, ma che nella scena dell'Incontro tra i due santi la matrice di riferimento è invece quella di Mattia Preti, con anche una citazione da Battistello Caracciolo nel bambino reggifiori in alto a destra, o ancora, la Decollazione di San Gennaro (1704) per la chiesa di Santo Spirito dei Napoletani a Roma, considerata fra le più eccezionali creazioni del pittore in tarda età.

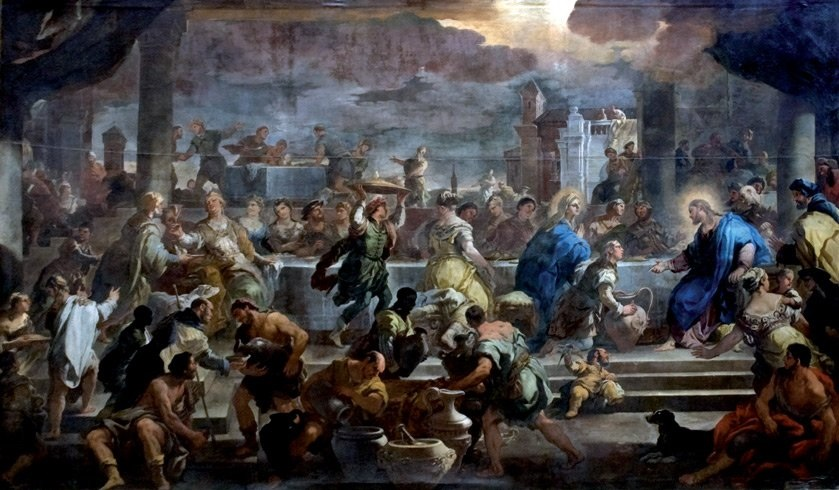
Nozze di Cana (1705) - Chiesa di Santa Maria Donnaregina Nuova, Napoli

Le due tele di grande dimensione ubicate nelle pareti laterali dell'abside della chiesa di Santa Maria Donnaregina Nuova, databili al 1704, sono considerate dalla critica gli ultimi dipinti del catalogo del Giordano, Nozze di Cana e il Discorso sulla montagna. Entrambe le scene sono improntate su un gusto veronesiano, quindi caratterizzate da folle di personaggi, ma mentre la prima tela, dove sono elementi di rimando a Paolo Veronese più netti (le grandi architetture sullo sfondo, i servi mori, figure di personaggi che travasano le anfore o altre che portano in capo vassoi, piuttosto che cani pezzati) sembra esser totalmente autografa del Giordano, la seconda vede soprattutto nella parte di destra la presenza di un'altra mano, che le fonti antiche riconducono a Giuseppe Simonelli.
Il Simonelli viene citato anche nell'esecuzione dell'ultimo grande affresco del Giordano, datato 1705, della sacrestia di Santa Brigida, secondo cui il giovane allievo avrebbe compiuto il ciclo della volta con le scene della Crocifissione, Deposizione e del Giudizio finale, riprendendo un progetto che il maestro napoletano aveva messo su disegno e bozzetti già prima di partire per la Spagna (seppur da un'analisi critica dell'opera sembra che in alcune parti della medesima si riconosca la mano del Giordano).
Intanto proprio dalla Spagna continuavano a pervenire richieste da parte del re Filippo V, che nel 1703 due serie sulle Storie di Salomone una per la cappella reale di Madrid, che non essendo stata neanche iniziata fu eseguita totalmente da Francesco Solimena, e l'altra per la cappella maggiore dell'Alcazar, che tuttavia il Giordano riuscirà a iniziarle ma non a concluderle e che quindi verranno anch'esse completate (e inviate al re nel 1710) dal Solimena, il quale in un ordine reale figurerà come «discepolo» del Giordano.

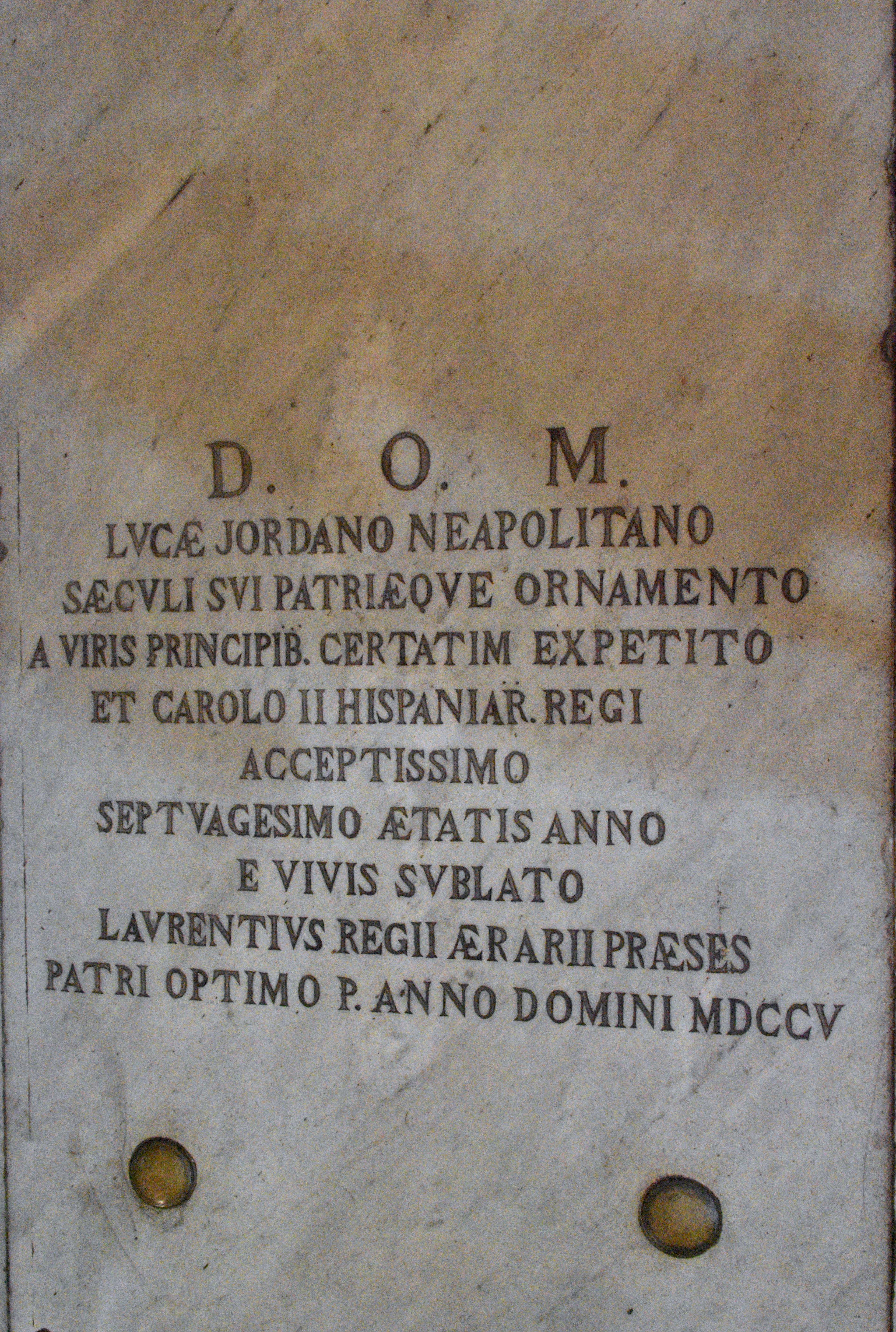
Lapide nella chiesa di Santa Brigida a Napoli

Luca Giordano muore a Napoli nel 1705, trovando sepoltura nella chiesa di Santa Brigida.

## Attività artistica
(Carlo Tito Dalbono)
Luca Giordano veniva chiamato con il soprannome di  Luca Fapresto ("Luca fa presto") per la celerità con la quale ricopiava le tele dei grandi pittori del passato, ma anche con cui eseguiva i suoi lavori, tant'è che il soprannome gli sarebbe stato dato mentre lavorava nella chiesa di Santa Maria del Pianto a Napoli, quando completò in soli due giorni i dipinti della crociera.

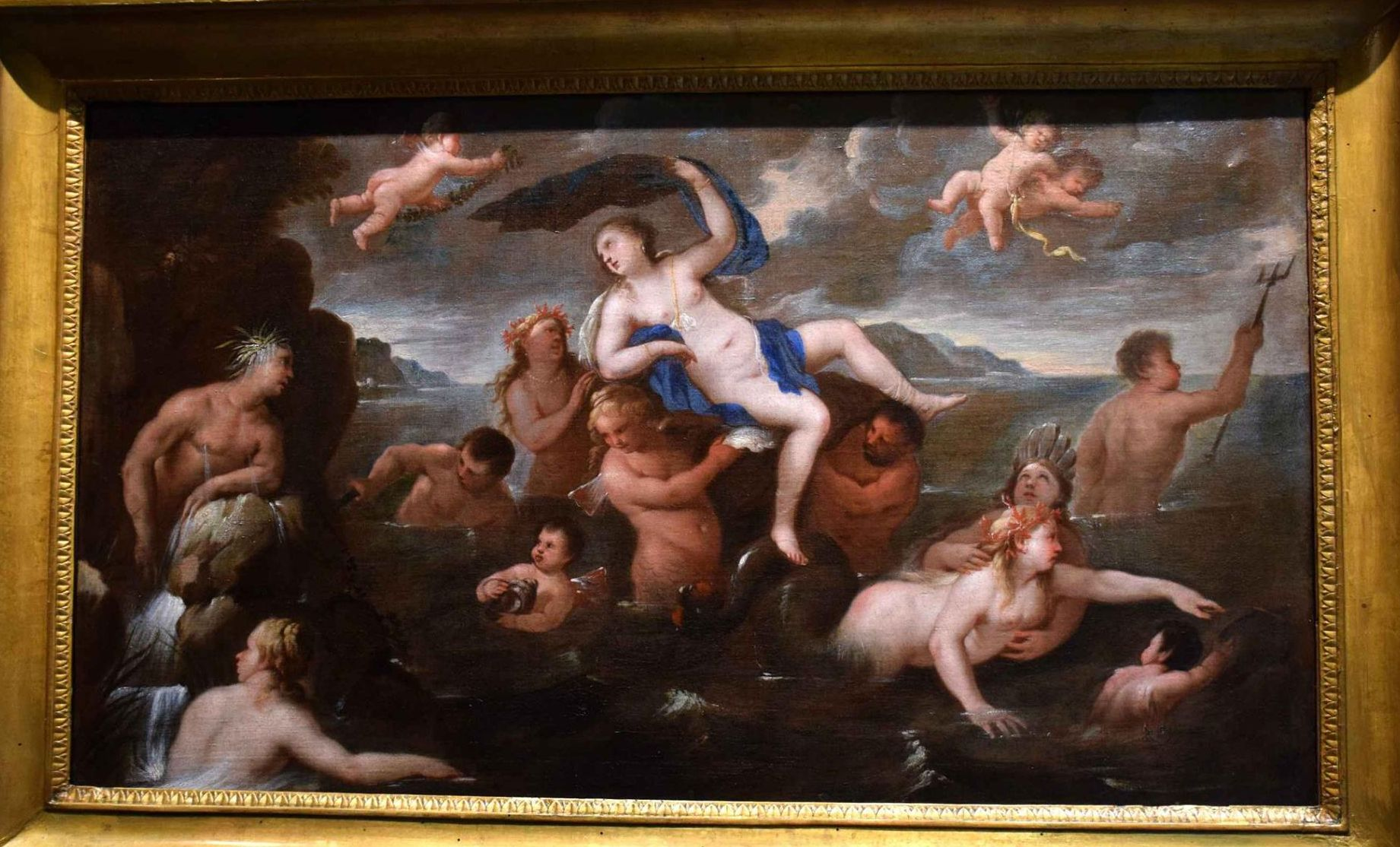
Bozzetto del Trionfo di Galatea all'Ermitage di San Pietroburgo - Museo civico Filangieri, Napoli

Pittore particolarmente prolifico, che a ogni modo farà della rapidità d'esecuzione uno dei suoi punti di forza, tant'è che le commesse per l'Escorial avvennero anche perché il pittore avrebbe consentito al re di concludere rapidamente il rifacimento del monastero, riuscirà a dipingere nell'arco di tutta la sua vita (72 anni, di cui almeno 50 di attività artistica) più di mille opere (circa tremila se si contano anche bozzetti, disegni e altre opere scomparse). L'attività artistica spazia da ogni genere: da pale religiose (tendenzialmente di grandi dimensioni a taglio verticale) a mitologiche (di dimensioni più ridotte e principalmente a taglio orizzontale) nonché profane, da tele ad affreschi, per commesse pubbliche o collezionisti privati.

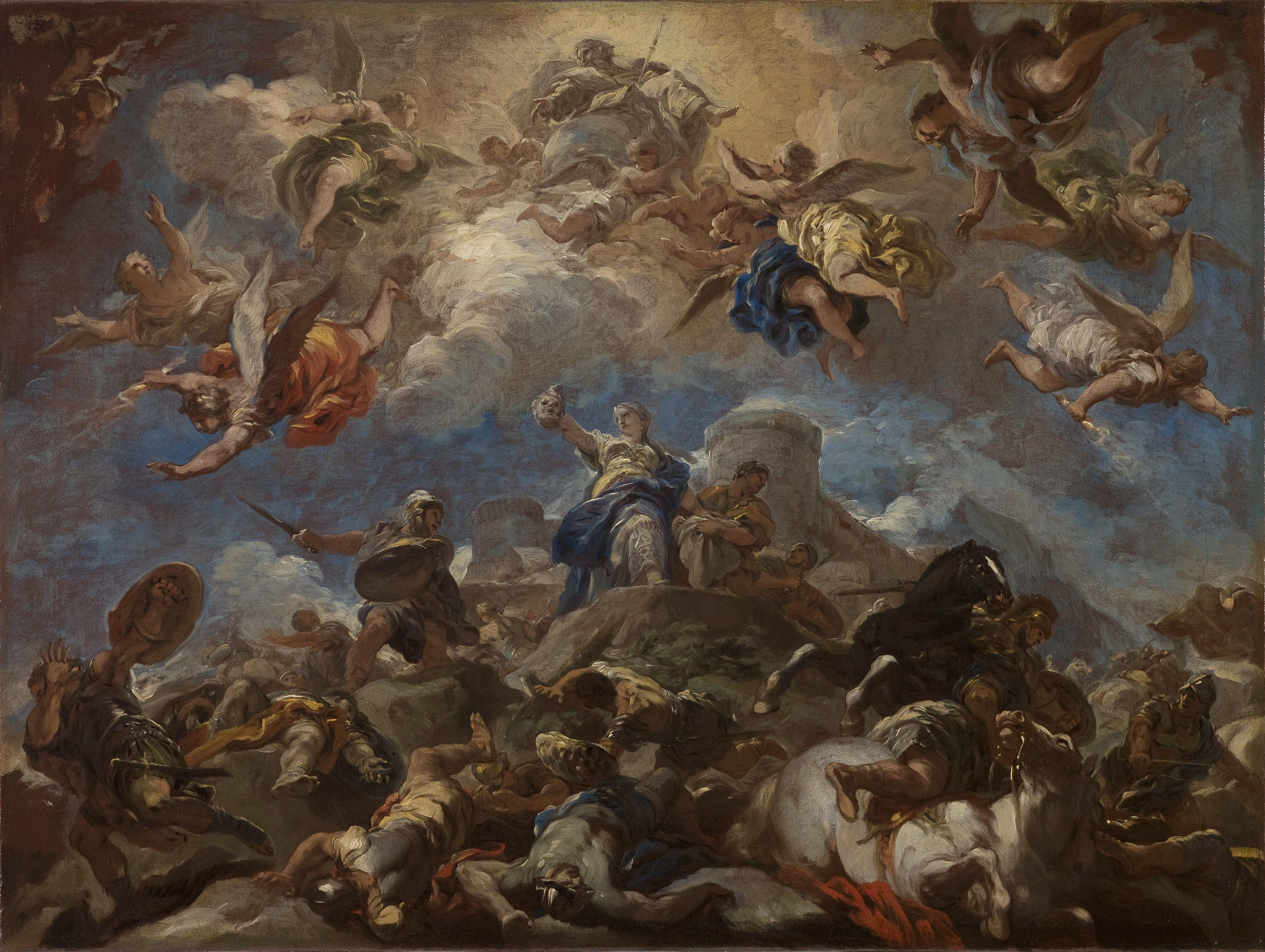
Bozzetto dell'affreso del Trionfo di Giuditta alla certosa di San Martino di Napoli - Museo di Saint Louis

Nei momenti di massima concentrazione del lavoro, la qualità delle opere eseguite risultava pressoché altalenante, in quanto per poter soddisfare tutte le richieste che pervenivano il Giordano delegava gran parte delle tele ai suoi allievi di bottega, limitandosi egli stesso a effettuare correzioni con pochi colpi di pennello. La bottega del Giordano era quindi concepita come un'impresa commerciale vera e propria. Bernardo De Dominici sosteneva il Giordano avesse tre tipi di pennelli, uno «d'oro», uno «d'argento» e uno di «rame», che utilizzava in ordine al prestigio della committenza e al prezzo pattuito per l'opera.
Giordano dispose di svariate decine di allievi (Bernardo De Dominici ne cita "solo" 28), dei quali solo pochi riuscirono a sviluppare una carriera autonoma soddisfacente: Nicola Russo, Giovan Battista Lama, che proporrà alla lunga un gradevole barocco più classicheggiante sull'esempio di Paolo De Matteis (presso la cui bottega si accasò dopo la partenza del Giordano per Madrid nel 1692), Giuseppe Simonelli, che riusciva bene nelle opere scure del maestro, Nicola Malinconico, che invece era uno di quelli che sin da subito si era mostrato in grado di recepire il colorismo del Giordano, e infine Paolo De Matteis, che tra tutte si rivelerà la personalità di maggior spicco rispetto alle altre. Tra i tantissimi altri che andarono incontro a una carriera autonoma, ma "marginale" o che rimasero a vita all'ombra del maestro possono essere citati: Oronzo Malinconico (che lavorò soprattutto come assistente del più dotato fratello), Tommaso Giaquinto (del quale il lavoro più degno di menzione è il grande ciclo di affreschi per la chiesa di San Sebastiano a Moiano), Tommaso Fasano, Giuseppe Castellano, Raimondo De Dominici, Andrea Miglionico, Stefano Di Liguoro, Filippo Ceppaluni, Domenico Di Marino, Pietro di Martino, Carlo Garofalo, Domenico Coscia, Aniello Rossi, il Franceschitto.
Fecero invece parte dei pittori "meridionali" influenzati dalla maniera giordanesca, e che si consolideranno nella stagione artistica settecentesca del rococò, avviata da Giordano con gli affreschi fiorentini dei Medici-Riccardi e coronati con quelli napoletani di San Martino: Andrea Malinconico, nella sua ultima parte dell'attività artistica, Giacomo Farelli, Francesco Solimena, che diverrà il pittore di ambito napoletano più importante del Settecento, Corrado Giaquinto, Giacomo del Pò, Francesco De Mura, Sebastiano Conca, Pietro Bardellino, ma anche pittori di scuola fiorentina e veneziana, come Giambattista Tiepolo, Sebastiano Ricci, Giovanni Antonio Pellegrini, Antonio Zanchi, Jacopo Amigoni, Giovanni Camillo Sagrestani e Gian Domenico Ferretti, nonché di nazionalità francese, austriaca e spagnola, come Jean-Honoré Fragonard, Johann Michael Rottmayr, Antonio Palomino, Miguel Jacinto Melendez, Francisco Goya.

## Stile

### Influenze

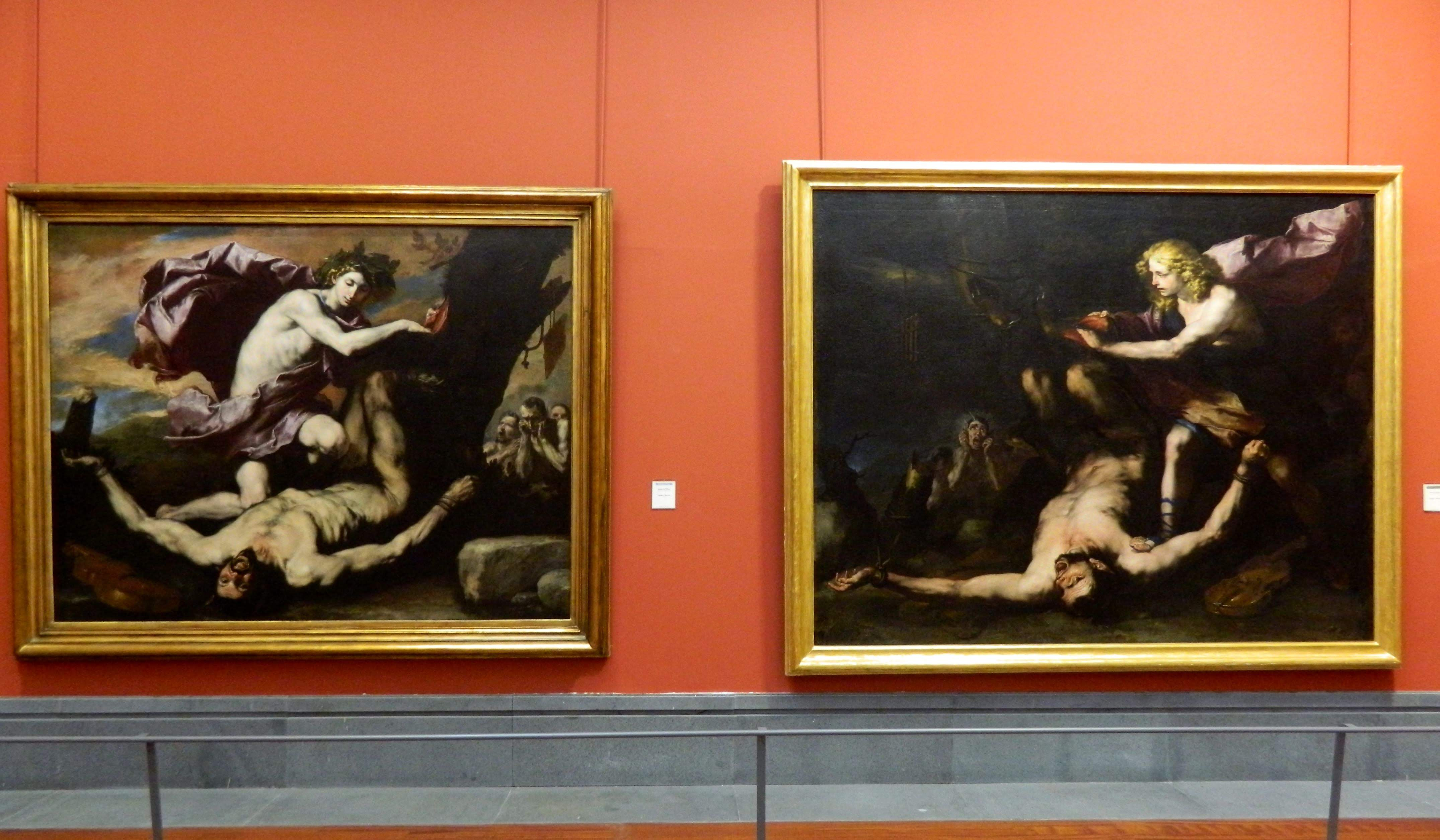
A destra, l'Apollo e Marsia (1659-60) di Luca Giordano; a sinistra, quella (1637) di Jusepe de Ribera. Museo di Capodimonte, Napoli

Nelle sue opere Luca Giordano ripercorre l'itinerario della pittura napoletana del Seicento, riuscendo ad alternare le due anime della pittura barocca, ossia quella tenebrosa e scura di Caravaggio e Jusepe de Ribera e quella chiara e luminosa di Pietro da Cortona e Baciccio, caratterizzata dall'impreziosimento cromatico e dell'intenerimento espressivo.

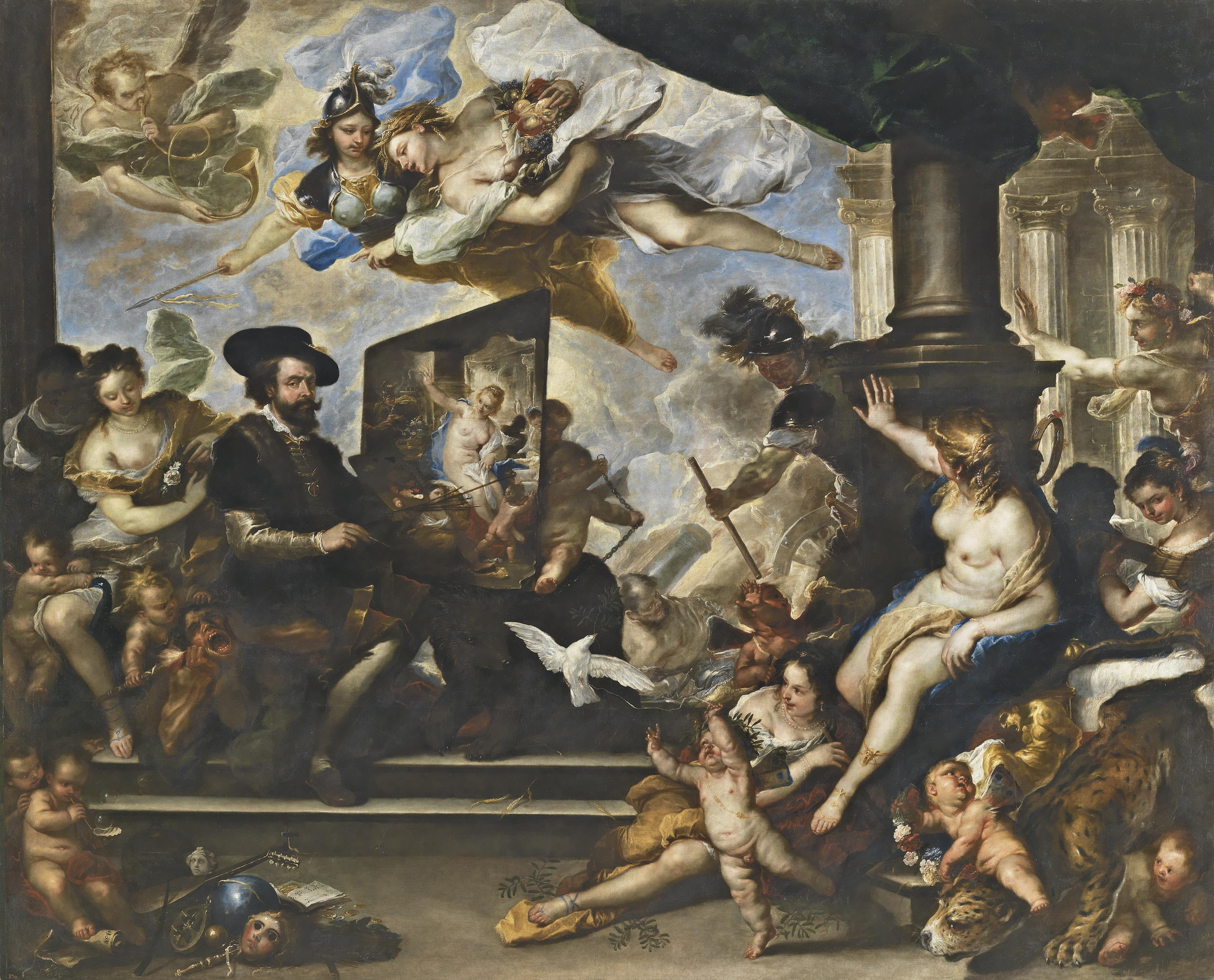
Rubens dipinge l'allegoria della pace (1660) - Museo del Prado, Madrid

Il pittore fu in grado di giungere alle più notevoli conclusioni senza tuttavia tralasciare alcuni dei principali maestri del Cinque-Seicento europeo, con la disponibilità a sperimentare nella capitale del vicereame le nuove tendenze barocche in pittura senza negarsi i contributi di altre esperienze pittoriche, tramite i passaggi dei modi di Paolo Veronese, Tiziano e Peter Paul Rubens, passando anche per punti di mediazione quali quelli di Mattia Preti.
I viaggi che intraprese nella sua vita tra Roma, Venezia e Firenze gli consentirono di approfondire la propria carica espressiva in direzione veneta e di tradurre in pittura, con notevole fantasia e creatività, la moderna concezione barocca. A partire dagli anni '80 del Seicento il pittore visse una seconda maturità artistica, traducendo le lezioni acquisite dai maestri del passato o contemporanei in un nuovo modo di fare pittura a fresco, che diverrà il punto di partenza per la stagione artistica rococò settecentesca. Nei suoi cicli, Giordano riuscì a tradurre fantasticamente in trasparenze luminose e immagini variopinte l'inarrestabile spettacolo di luci, forme e colori attraverso cui realtà naturale e mondo spirituale si manifestavano.

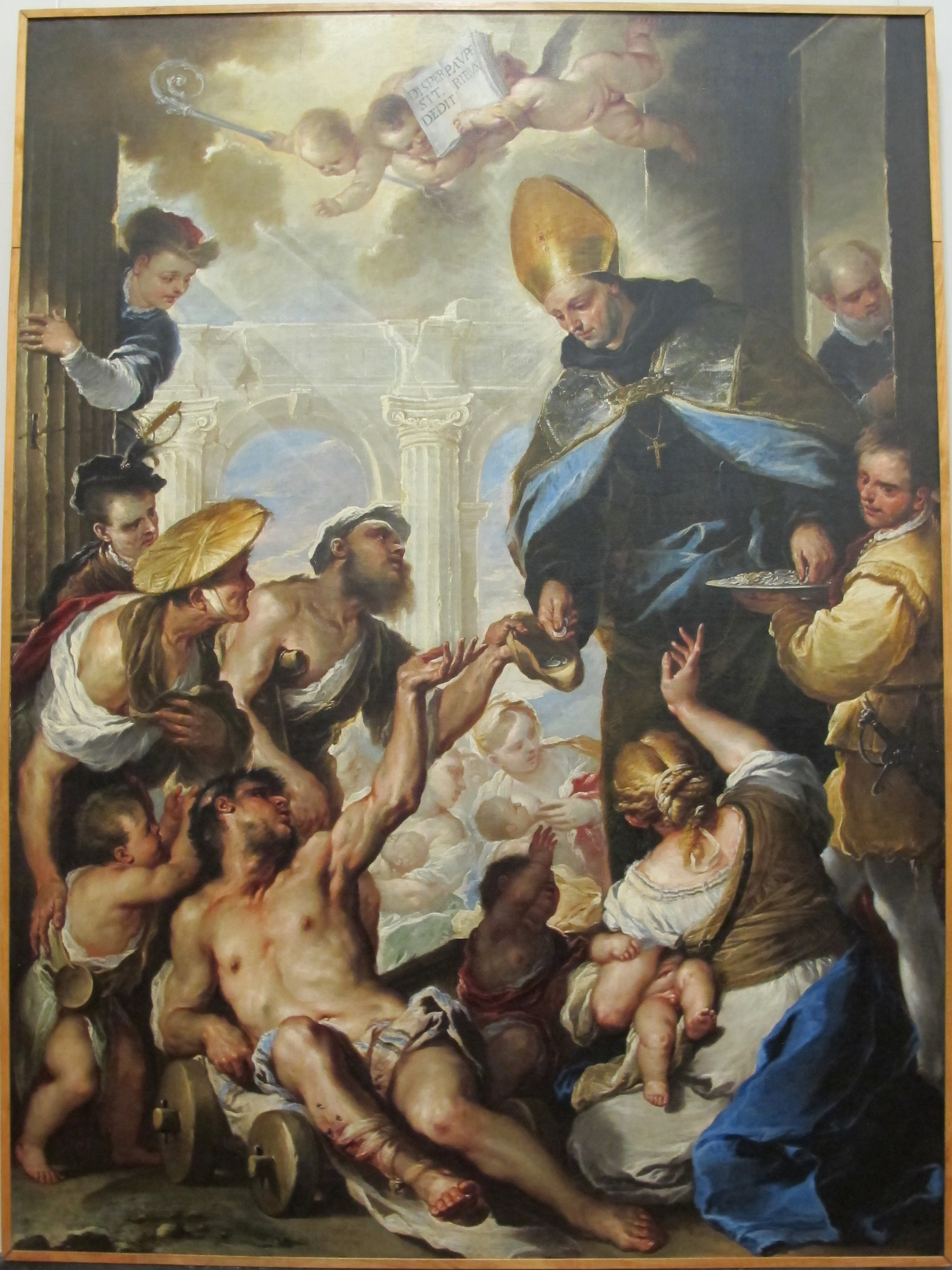
Elemosina di san Tommaso da Villanova (1658) - Museo di Capodimonte, Napoli

Le acquisizioni stilistiche del Giordano sono molteplici, che, seppur ottenute con lo scorrere del tempo e delle esperienze, non hanno determinato un passaggio brusco dall'uno o dall'altro modo di fare pittura, bensì hanno determinato un accrescimento tecnico e una consapevolezza stilistica sempre maggiore. Tutto ciò ha fatto sì che il pittore potesse spaziare in ogni circostanza dall'una all'altra nozione, senza dover pertanto "abbandonare" del tutto il modus precedente in favore di quello nuovo, ma bensì consentendo di poter far coesistere entrambe le maniere e di poterle disporre a proprio piacimento in ogni momento della propria vita (non a caso, tra le ultime opere del Giordano si continuano comunque a registrare composizioni di rimando chiaroscurale caravaggesco, seppur impiantate su scenografie veronesiane).

### Dal naturalismo di Ribera al neovenetismo di Tiziano, Veronese e Pietro da Cortona (anni 1650)
La prima fonte di ispirazione il pittore la ottiene con la serie di Filosofi, figure caratterizzate dalla accentuata intensità espressiva, che di fatto sono la composizione più vicina ai modi del Ribera, maestro che omaggerà anche con una serie di tele che vanno, in maniera più o meno evidente, a riprendere composizioni del pittore valenzano ricadenti nel periodo intorno al 1637, come l'Apollo e Marsia e Isacco che benedice Giacobbe.
Gli affreschi con la coppia di angeli di Santa Maria la Nova, così come la tela della Gloria di san Nicola in Santa Brigida sono i segnali di un primo cambiamento stilistico. Il De Dominici si espresse al riguardo affermando che quest'ultima fosse stata compiuta "sullo stile del gran Paolo Veronese", così come le due tele dell'Ascensione a Chiaia, che le segnalava come opere "all'uso di Paolo Veronese", mentre nell'Estasi di san Nicola da Tolentino e l'Elemosina di san Tommaso da Villanova citava i riferimenti a Tiziano. Quest'ultimo diverrà anch'egli una fonte di ispirazione per il Giordano, che, oltre a replicare in toto la tela dell'Annunciazione che il pittore veneziano eseguì per la chiesa di san Domenico Maggiore, la figura dell'angelo nella stessa scena verrà ripresa dal pittore napoletano anche in altre diverse opere, come il San Gaetano Thiene che prega la Vergine per le anime del purgatorio, del 1662, e come l'Estasi di sant'Alessio della chiesa del Purgatorio ad Arco, quest'ultima opera che ripercorre anche le orme di Pietro da Cortona, con la sua versione del santo morente dei Girolamini di Napoli.
Il pittore cortonese, presso il quale il Giordano entrò in contatto diretto durante uno dei suoi primi viaggi studio a Roma, risulta presente già dalle origini della prima svolta pittoricista del Giordano, ossia nel san Nicola di Santa Brigida, dove la donna di spalle in primo piano con due bambini richiama in maniera pressoché palese l'Allegoria della Giustizia della volta di palazzo Barberini a Roma.

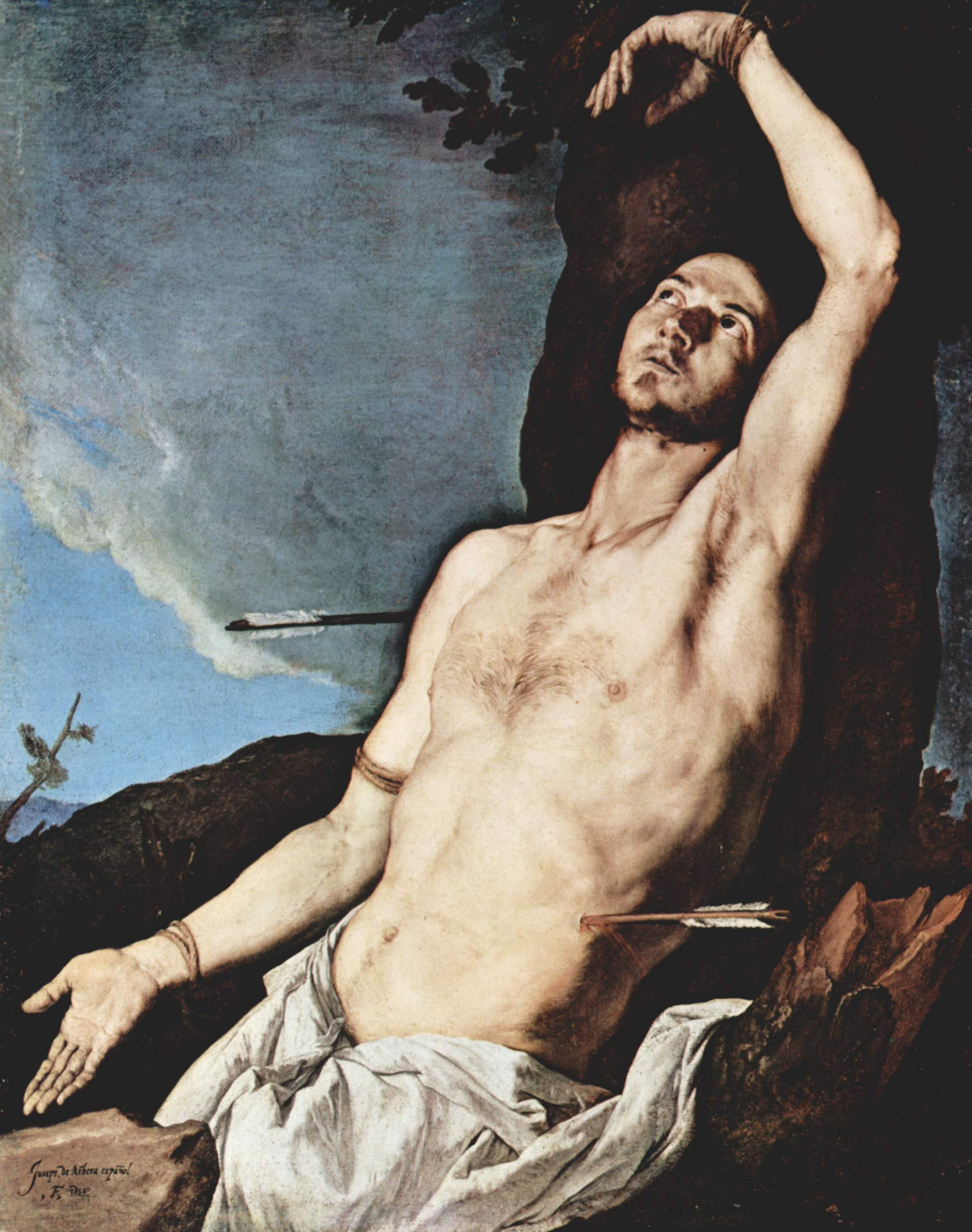
Jusepe de Ribera, Martirio di san Sebastiano (1651) - Museo nazionale di San Martino, Napoli
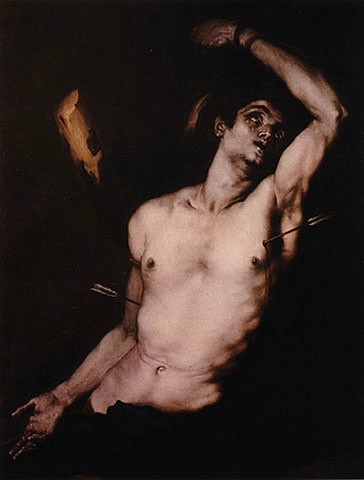
Luca Giordano, Martirio di san Sebastiano (1660) - Musée Fesch, Ajaccio
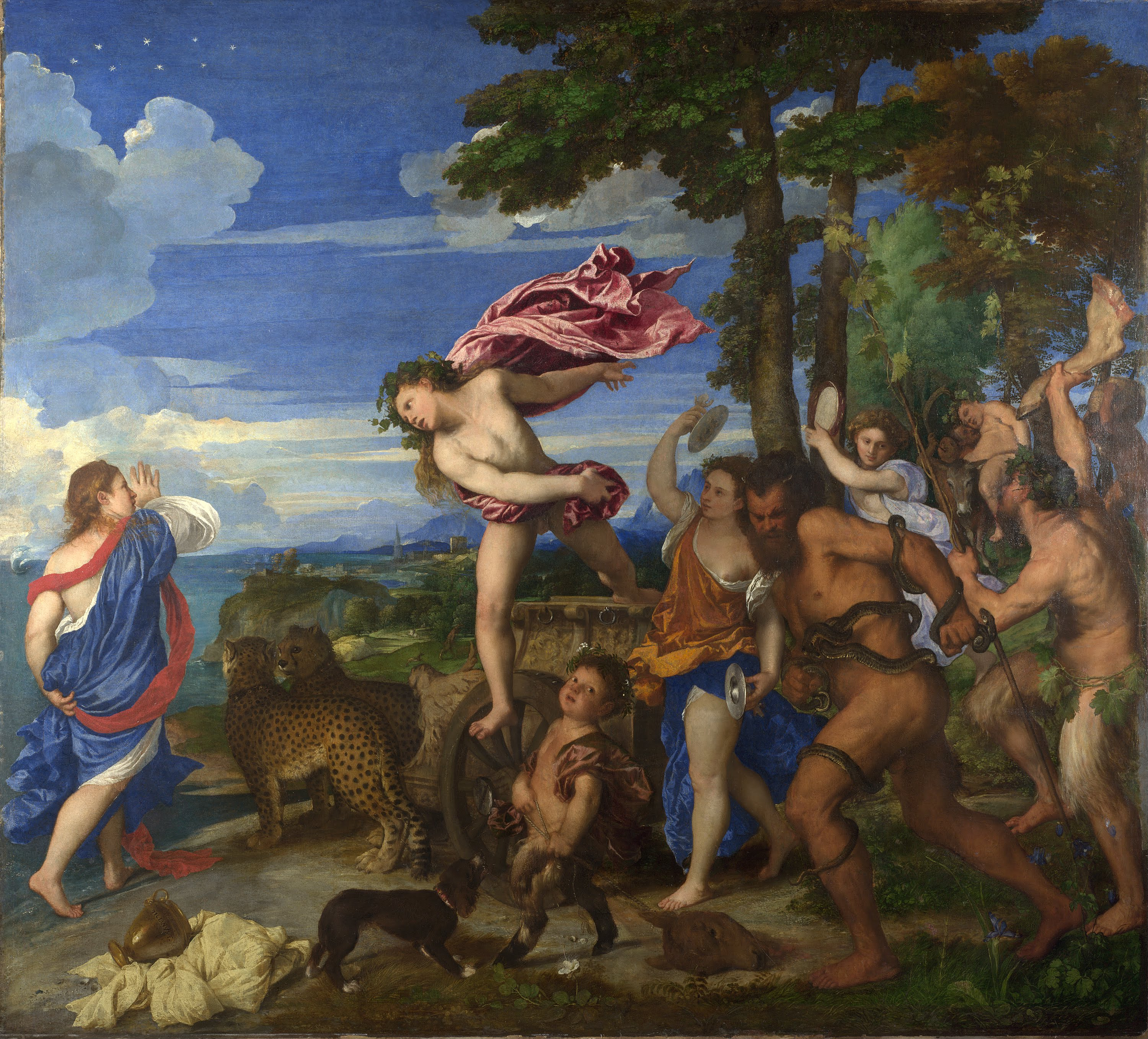
Tiziano, Bacco e Arianna (1520-23) - National Gallery, Londra
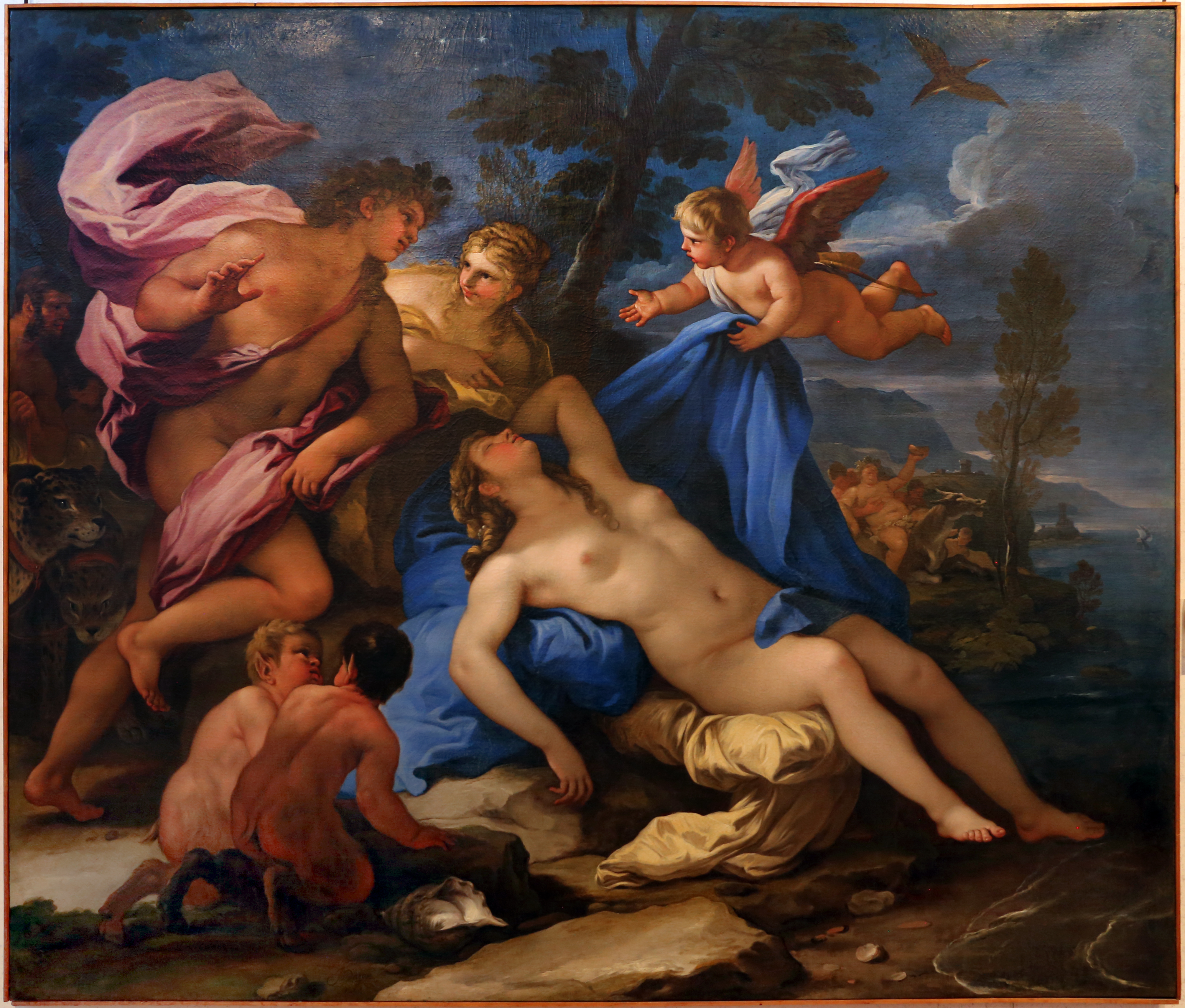
Luca Giordano, Bacco e Arianna (1675-80) - Museo di Castelvecchio, Verona
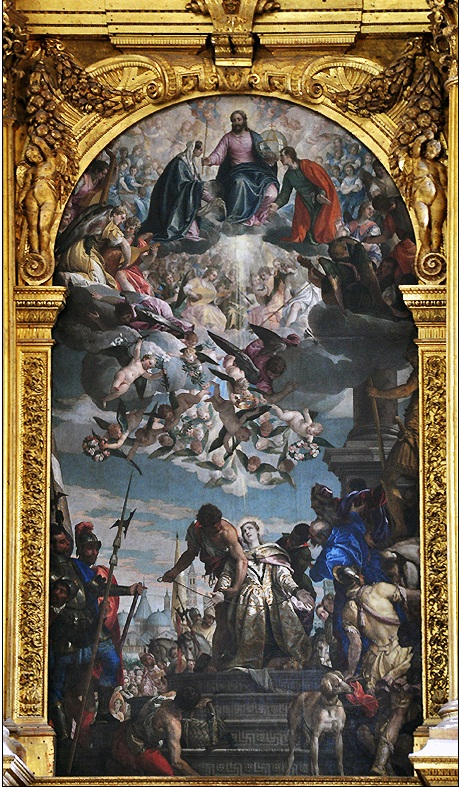
Paolo Veronese, Martirio di Santa Giustina (1575) - Basilica di Santa Giustina, Padova
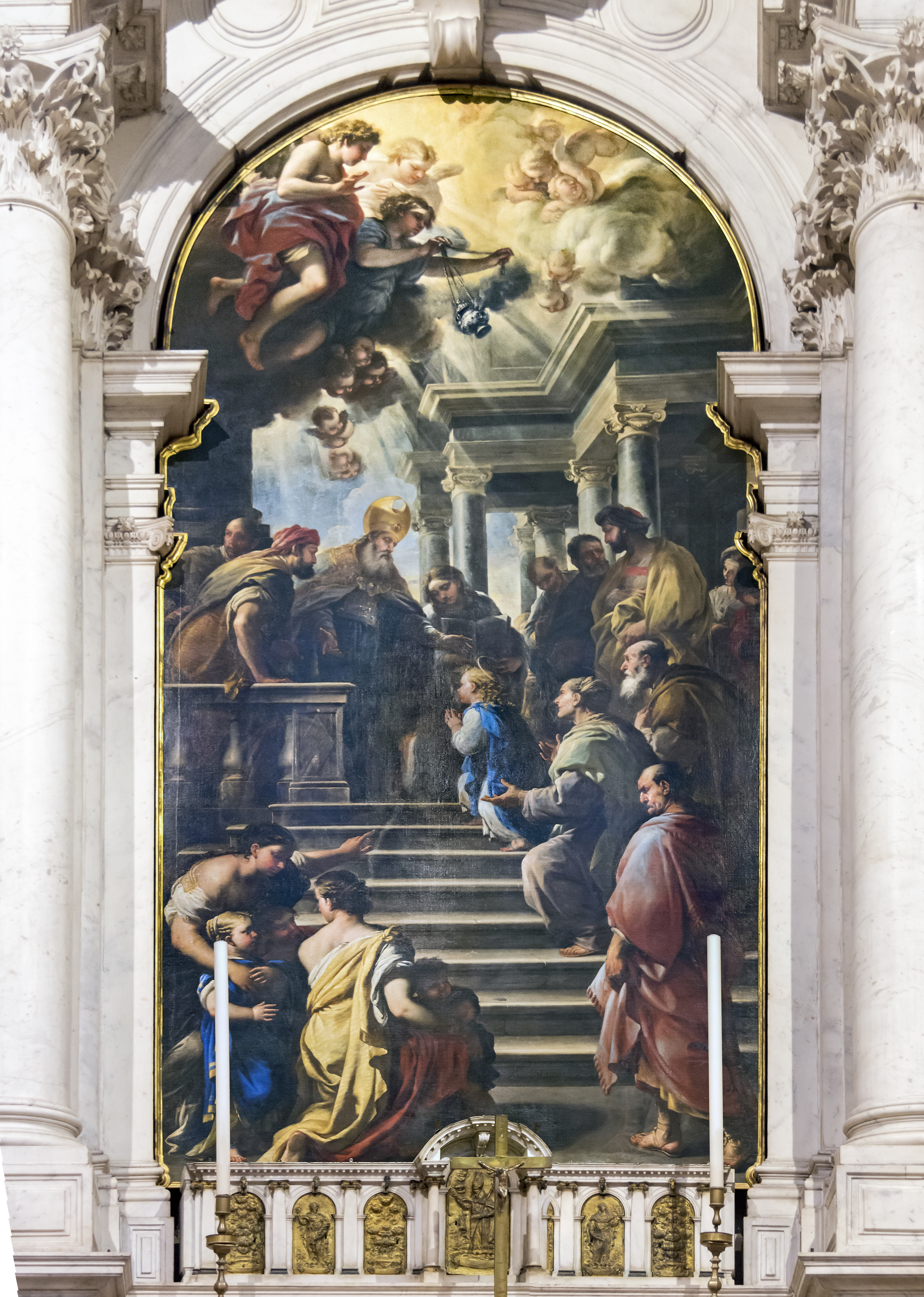
Luca Giordano, Presentazione della Vergine al Tempio (1672-74) - Basilica di Santa Maria della Salute, Venezia
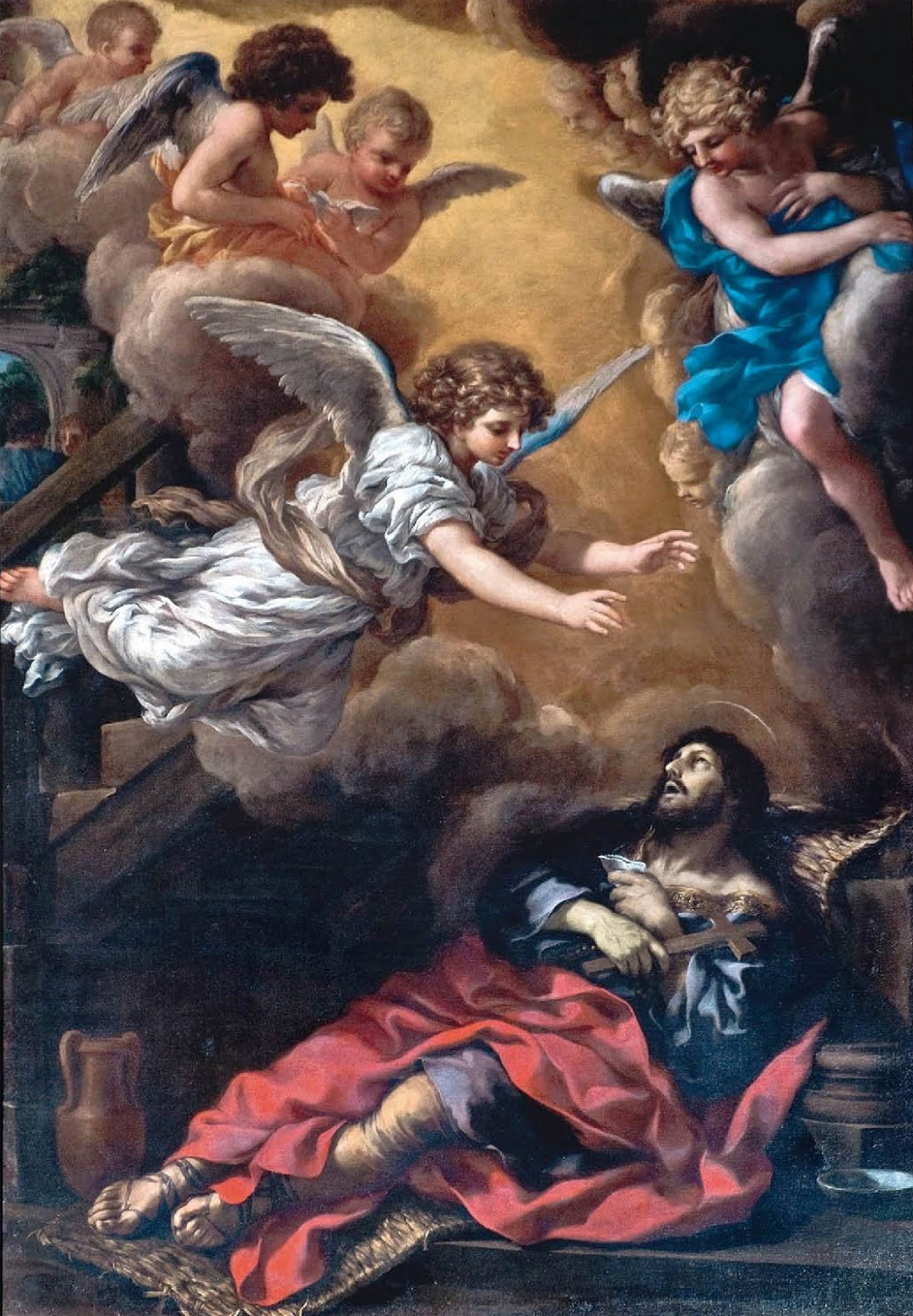
Pietro da Cortona, Morte di sant'Alessio (1638) - Chiesa dei Girolamini, Napoli
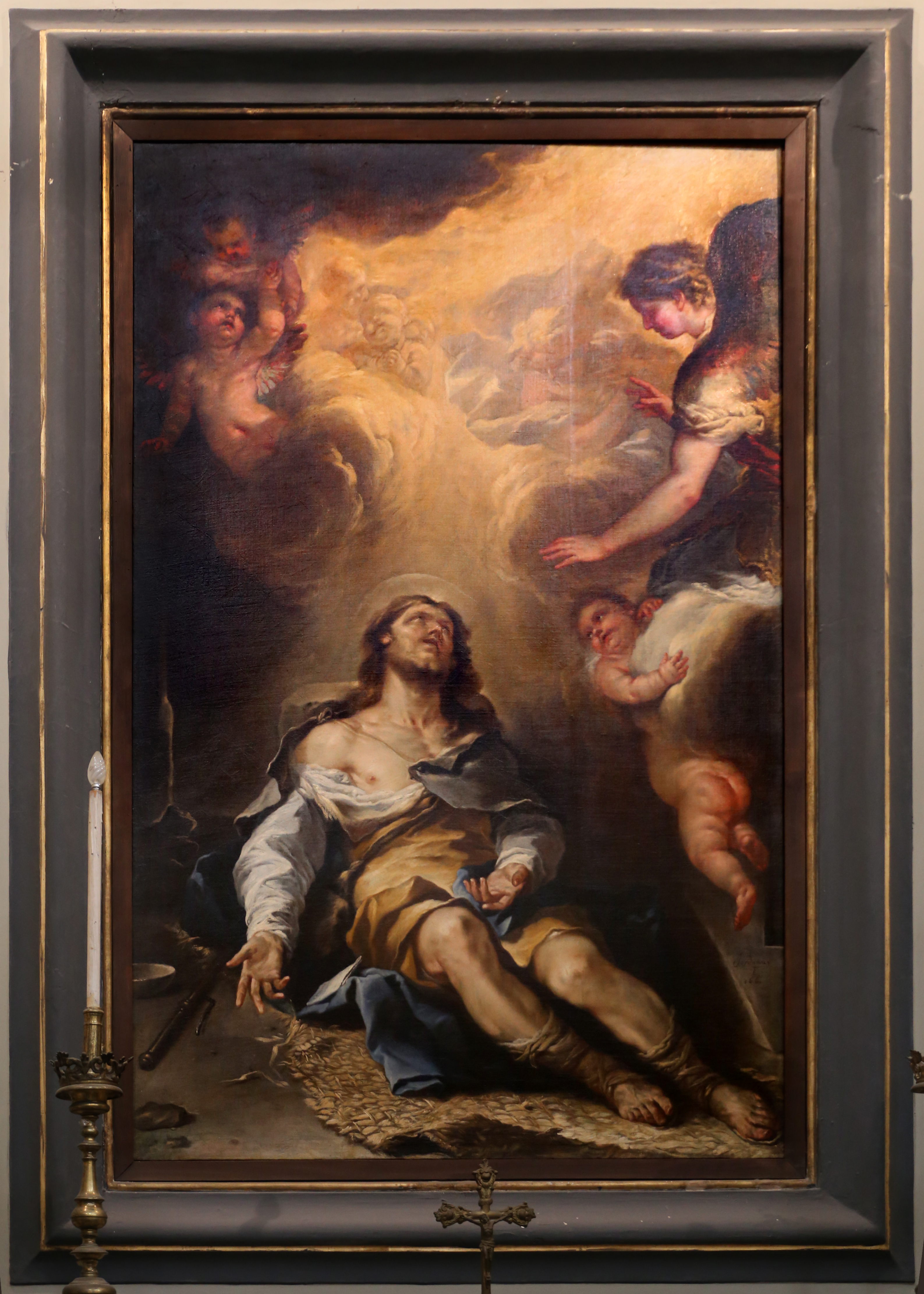
Luca Giordano, Morte di sant'Alessio (1661) - Chiesa del Purgatorio, Napoli

### La maniera di Rubens, la mediazione di Preti (anni 1660)
Il modo di dipingere "veronesiano" tuttavia non manca della rivisitazione secondo i modi di Mattia Preti, attivo a Napoli dal 1653 al 1661, più anziano di Giordano di 20 anni e ritenuto da alcuni critici come competitore del pittore napoletano più che come punto di mediazione tra il neovenetismo e il naturalismo caravaggesco. Le opere di inizi anni sessanta del Seicento sono caratterizzate da una sostenutezza cromatica, con l'intensità e la rapidità di esecuzione del Rubens (che omaggia anche con un ritratto del pittore mentre ritrae l'Allegoria della Pace), ariose e limpide, dove le luci appaiono intense e accentuate con predominanza dell'uso del giallo.
La fusione di stili rende le soluzioni adottate dal Giordano estremamente coerenti e nello stesso tempo originali, come nel San Gennaro che intercede per la peste, dove la tela è divisa a metà, con il registro superiore rubensiano, mentre quello inferiore pretiano, dov'è forte il riferimento agli affreschi delle Porte di Napoli che il pittore calabrese qualche anno prima compì, o come nella scena della Deposizione delle Gallerie dell'Accademia di Venezia, molto analoga per composizione e morbidezza dei corpi alla scena dipinta da Rubens per la chiesa ad Anversa.
Nonostante le innovazioni messe sul piatto dal Giordano, tuttavia, non mancarono le critiche da parte di alcuni "detrattori", che ritenevano il suo modo di dipingere non in linea con i gusti del tempo, quindi troppo libero e immaginario. Tra questi vi erano anche il ricco mecenate e collezionista d'arte fiammingo, Gaspar Roomer, e Francesco Di Maria, pittore fanatico e ammiratore della maniera del Domenichino, che riteneva il Giordano pittore più di "colore" che di "disegno".

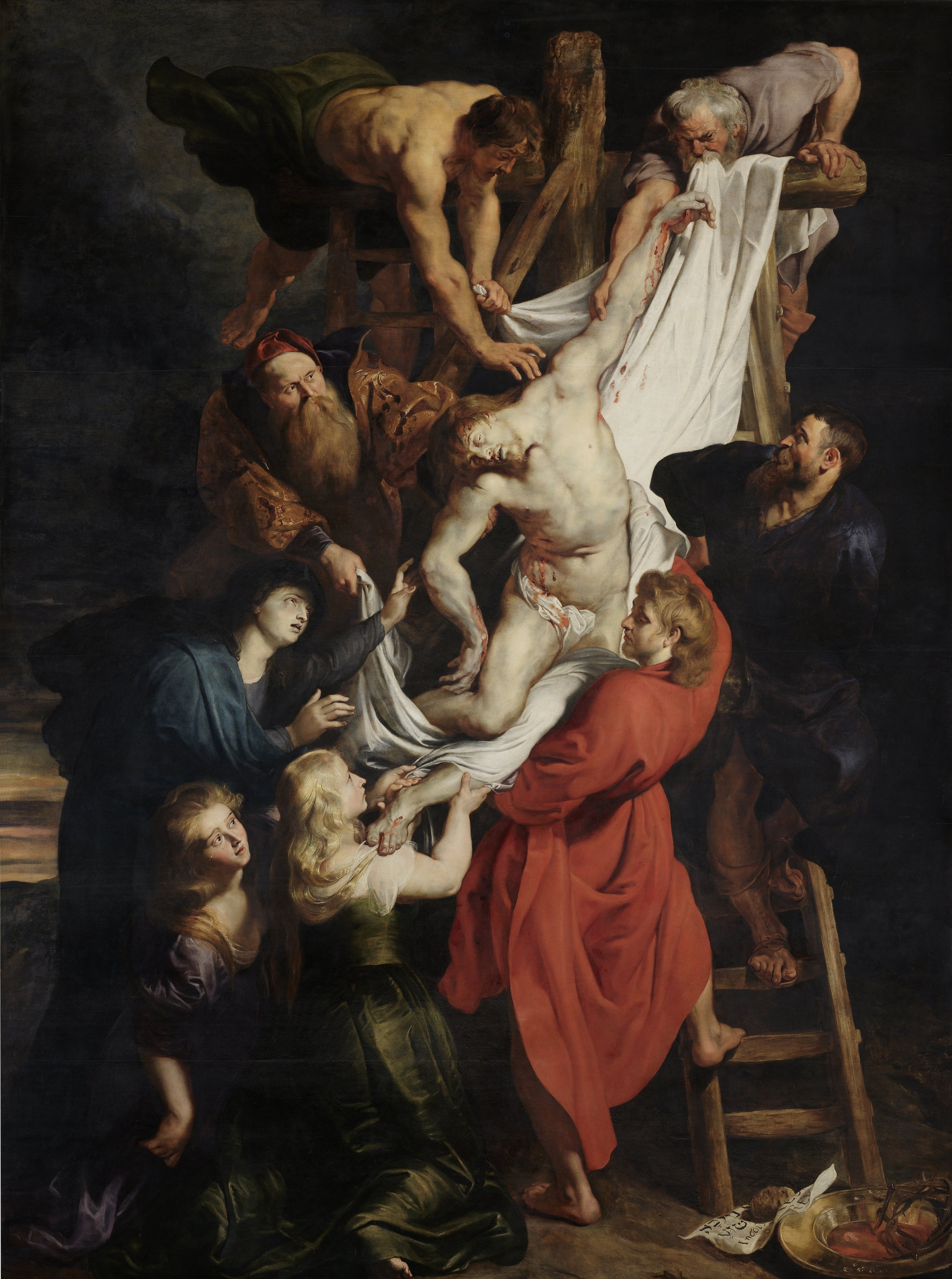
Rubens, Deposizione (1612-14) - Cattedrale, Anversa
Luca Giordano, Deposizione (1660) - Gallerie dell'Accademia, Venezia
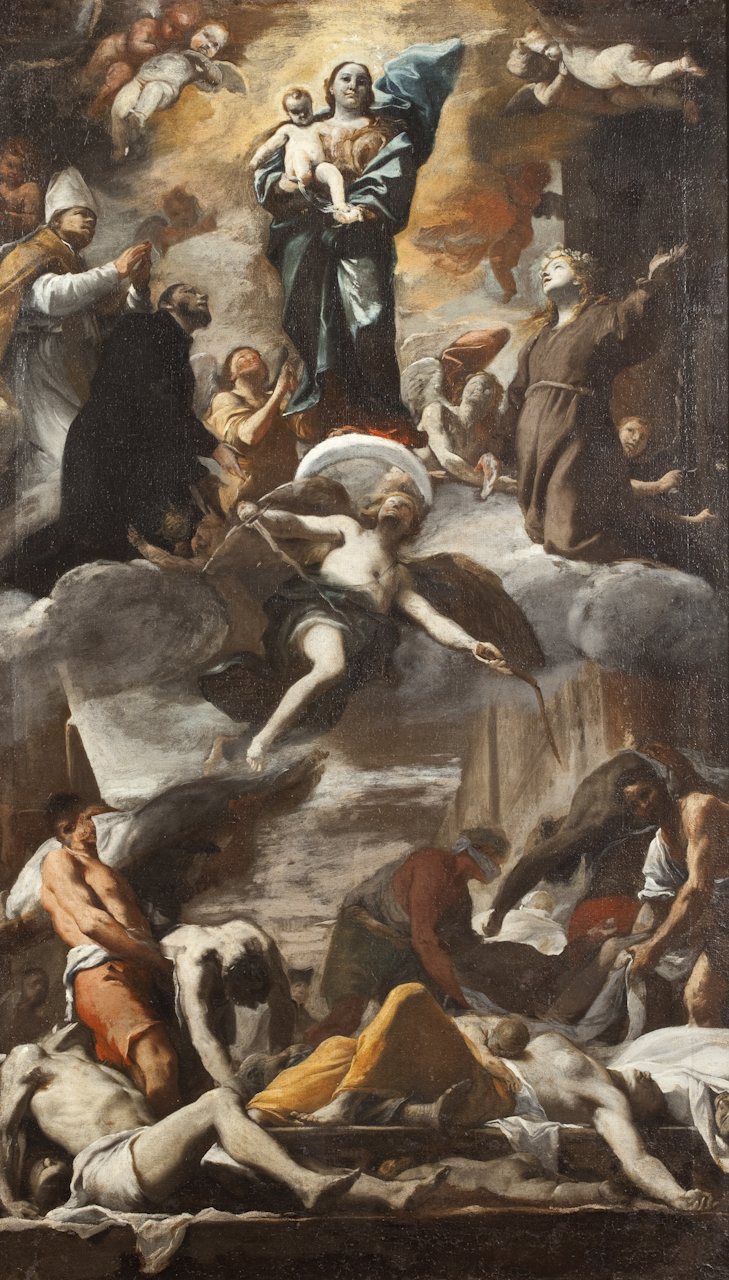
Mattia Preti, Bozzetto di affresco votivo per la peste del 1656 (1656) - Museo di Capodimonte, Napoli
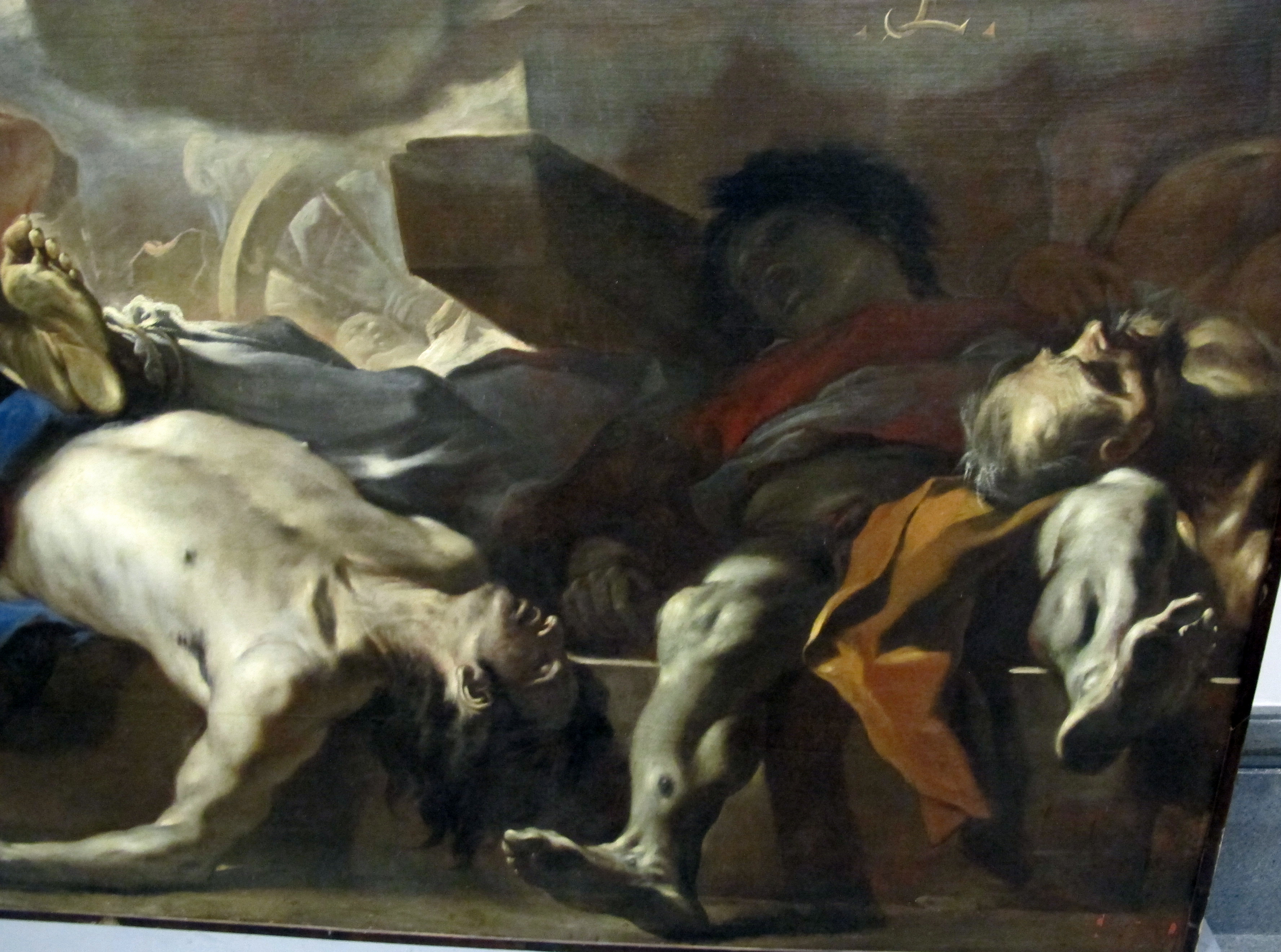
Luca Giordano, San Gennaro intercede presso la Vergine per la peste del 1656 (1661) - Museo di Capodimonte, Napoli

### Il classicismo di Guido Reni, Poussin e Maratta
Oltre alla prima serie di tele mitologiche del 1664 circa per i d'Avalos, poi seguita da un'altra circa dieci anni dopo, gli influssi classicisti nelle pitture del Giordano si scovano a più riprese durante tutto l'arco della sua vita, senza un vero e proprio filone di continuità, piuttosto invece come un interruttore a intermittenza.
Se in questa prima fase il classicismo era sostanzialmente in linea concettuale con il neovenetismo tizianesco e veronesiano, con la tela del San Michele che sconfigge gli angeli di Berlino si mostra una piena sintonia con la versione del medesimo soggetto che Guido Reni compì per la chiesa di Santa Maria della Concezione di Roma.
Questa visione pittorica ritornerà in alcuni affreschi spagnoli (1692-1702) e in altre sporadiche pitture a queste di poco precedenti, fino a ritrovare un nuovo apice nelle tre serie (una sparsa in vari musei del mondo, un'altra a Guadalupe e un'altra a Vienna) di tele sulle Storie della Vergine. Nella prima serie in ordine cronologico oggi smembrata, si evidenzia un fare poussiniano, mentre nella serie di Vienna, invece, il modus appare più in sintonia con quello di Carlo Maratta.

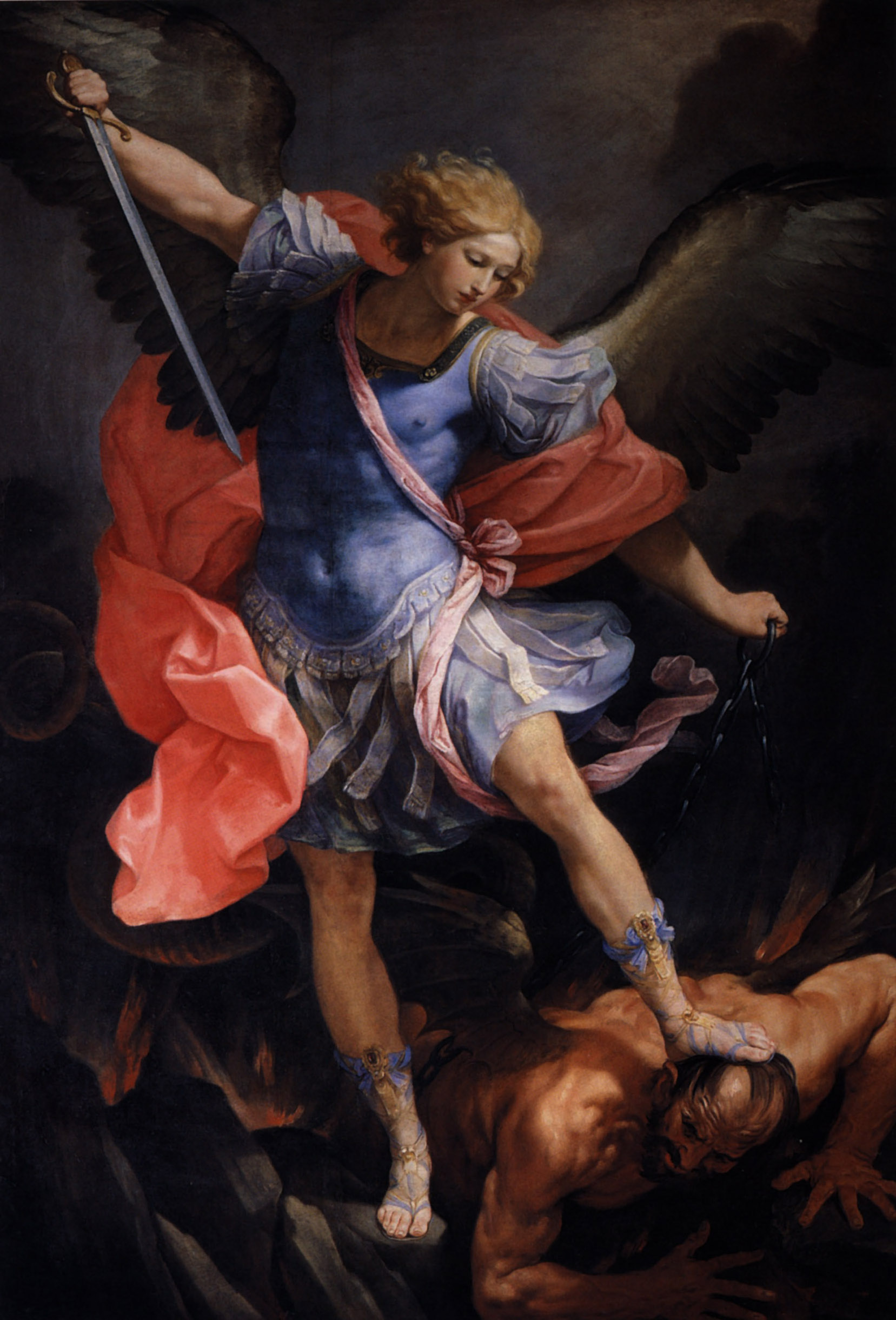
Guido Reni, San Michele Arcangelo (1630-35) - Chiesa di Santa Maria della Concezione, Roma
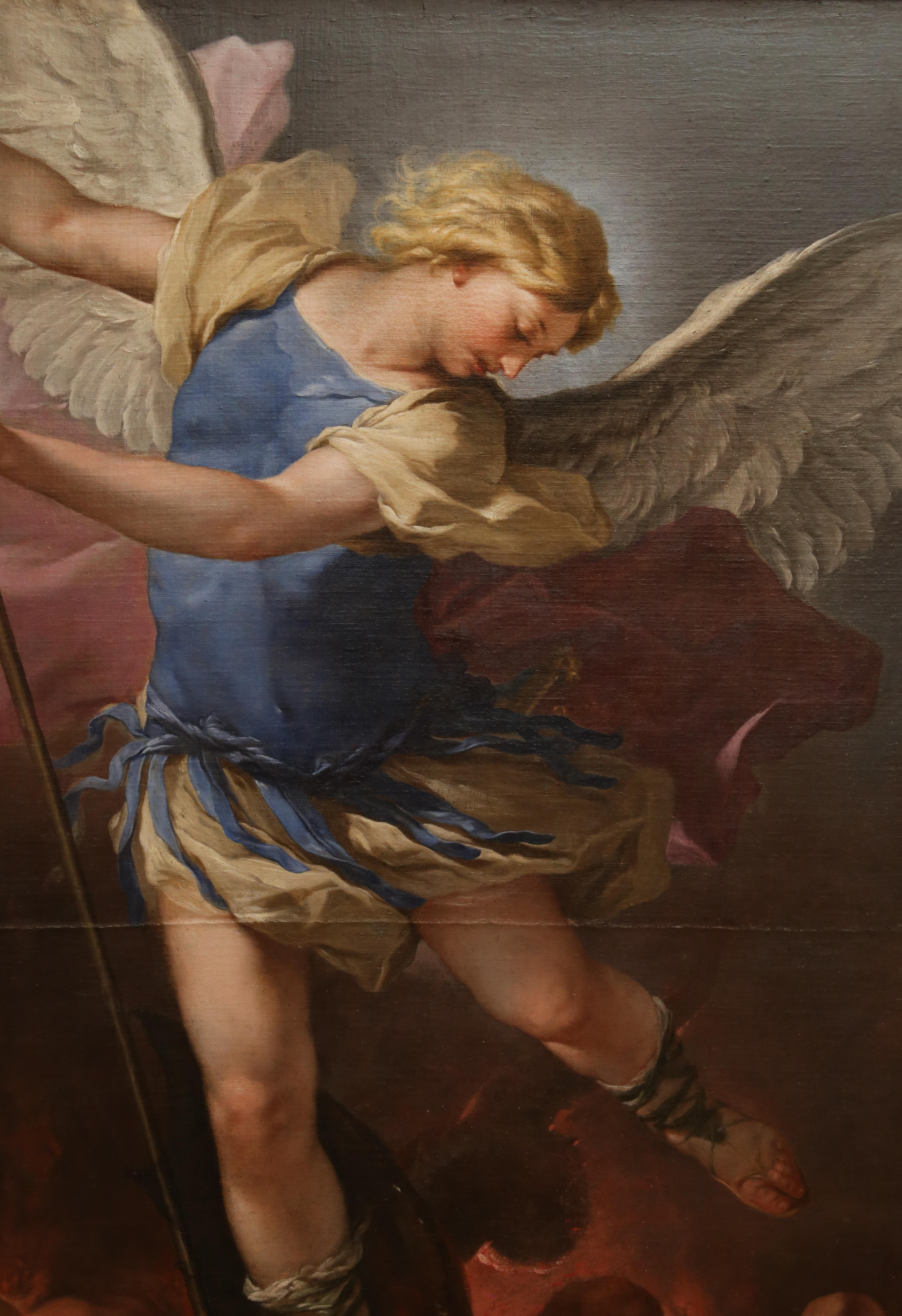
Luca Giordano, particolare del San Michele Arcangelo (1663) - Staatliche Museen Berlino

### Il luminismo del Baciccio, il plasticismo del Bernini (anni 1680)
Durante la seconda maturità il Giordano fece un vero e proprio salto di qualità stilistico con gli affreschi di Firenze di palazzo Medici-Riccardi, compiuti tra il 1682 e 1685.
Da questo momento in poi, infatti, l'attività peculiare del Giordano sarà l'affresco, pur non disdegnando comunque opere pittoriche su tela, che però risentono talune volte dall'incostante livello qualitativo del pittore. Nei cicli che il pittore eseguirà in questa seconda maturità artistica si evince la forte lucentezza (di bacicciana memoria) e l'intenso impianto cromatico delle scene, cortoneschi, con la resa dello spazio e delle figure ritratte, particolarmente concitate e affollate che sviluppano storie che si susseguono nei margini della volta, che offrono un senso continuo di movimento tipico delle sculture berniniane a Roma. Le caratteristiche di questa nuova maniera del pittore si riscontrano in tutti gli affreschi compiuti dal Giordano successivi a quelli riccardiani di Firenze, ossia in quelli dei Girolamini e di San Gregorio Armeno a Napoli, nonché in quelli di Madrid e dell'Escorial durante il decennio spagnolo, fino al culmine suo percorso, con gli affreschi per la cappella del Tesoro della certosa di San Martino, di nuovo a Napoli.
Appartengono a questa cerchia anche opere su tela per collezionisti privati piuttosto che per chiese pubbliche, come il Nettuno di Seattle, la Madonna col Bambino di Montpellier, dove ritorna anche la natura classicista della composizione, la Predica del Battista di Los Angeles, la Sant'Anna di Santa Maria in Campitelli a Roma e la Madonna del Baldacchino di Capodimonte.

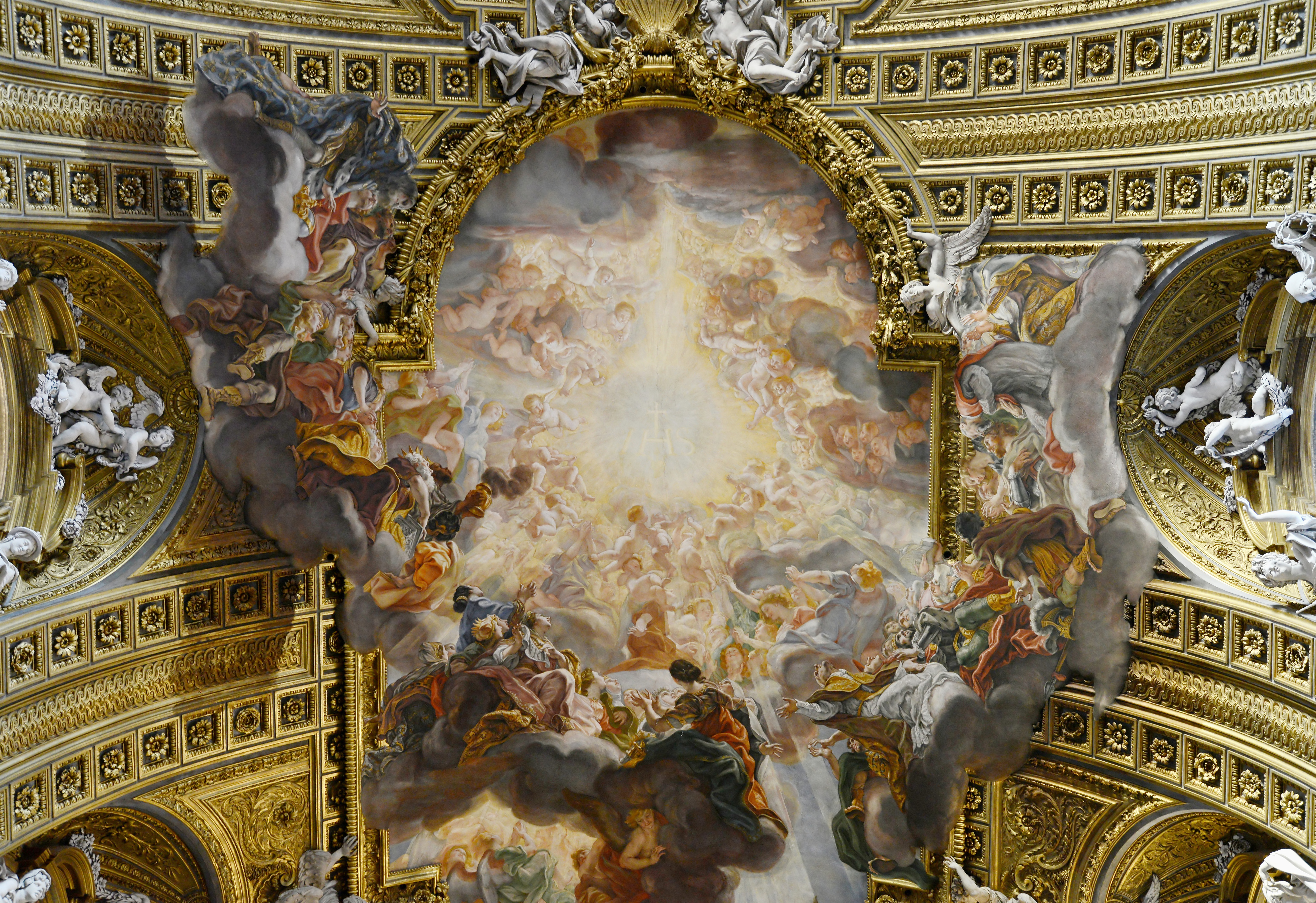
Baciccio, particolare del  Trionfo del nome di Gesù (1679) - Chiesa del Gesù, Roma
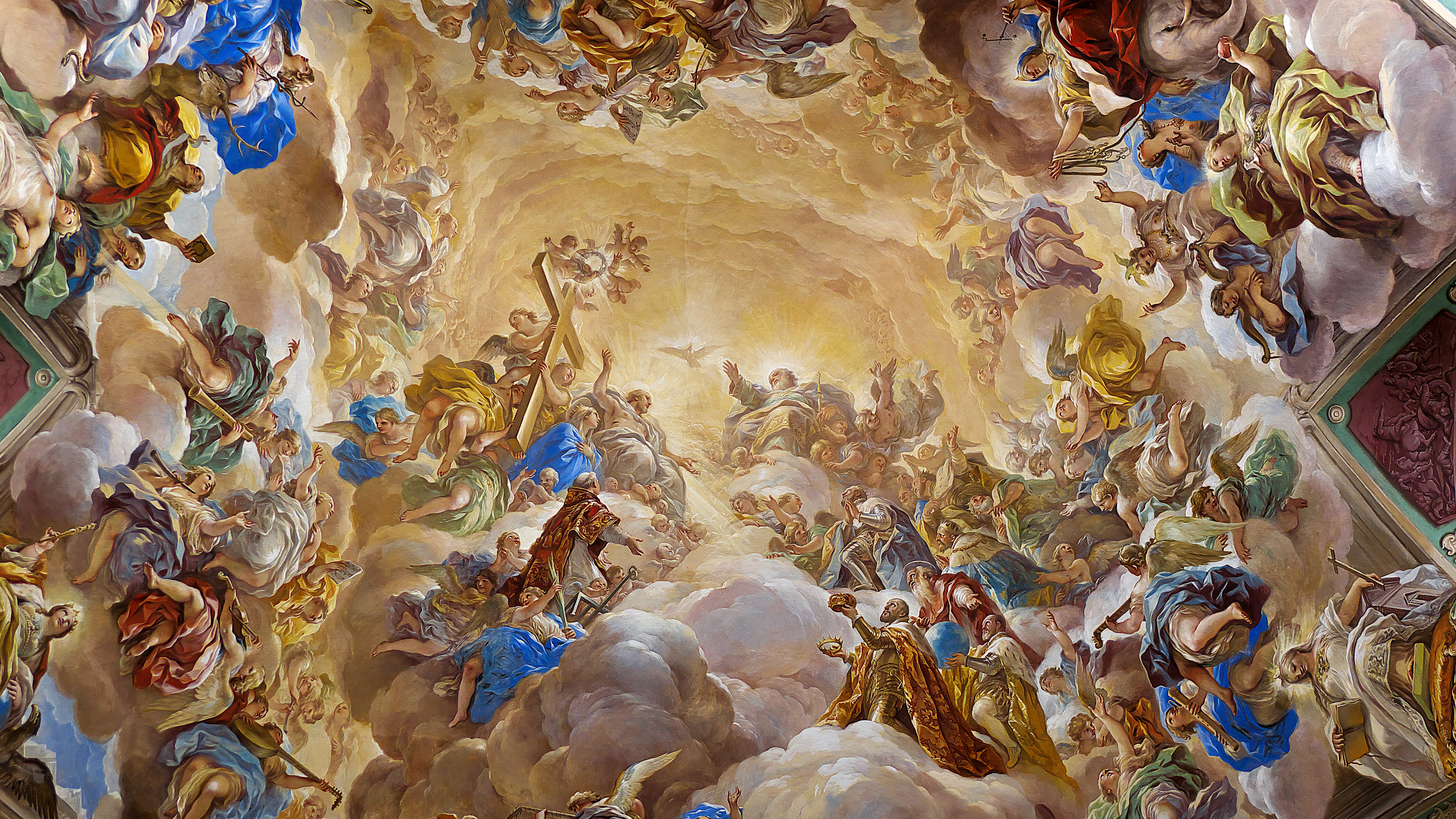
Luca Giordano, particolare dell'affresco dell'Escalera (1694) del monastero dell'Escorial